# 宮野真守
宮野真守（日语：／ Miyano Mamoru，1983年6月8日—）為日本男性聲優、歌手、演員，經紀公司為研音、唱片公司為King Records。埼玉縣埼玉市出身，血型為B型，身高182cm，體重63kg。
其聲優代表作有《死亡筆記本》（夜神月）、《櫻蘭高校男公關部》（須王環）、《機動戰士鋼彈00》（剎那·F·塞耶）、《命運石之門》（岡部倫太郎）、《歌之王子殿下》（一之瀨時矢）、《Free!》（松岡凜）、《K》（伏见猿比古）、《東京喰種》（月山習）、《文豪Stray Dogs》（太宰治）、（佐賀偶像是傳奇）（巽幸太郎）、《銀河英雄傳說 Die Neue These 邂逅》（萊因哈特·馮·羅嚴克拉姆）及多部動畫作品。

## 人物・概要
- 家中次子，於7歲時就加入向日葵劇團童星出道。
- 2008年12月1日 - 宣佈已經結婚及育有一子，妻兒姓名保密[3][4]。2023年12月20日被八卦雜誌報導，夫妻已於同年6月正式離婚，本人隔日透過部落格宣佈離婚消息[1]。
- 為聲優界的TOP超人氣聲優，更以歌手身分活躍於歌壇。對於各種類型的角色都很擅長。配音的角色多數為美型男，其本人的形象、外貌、氣質同為帥氣出色，台灣媒體稱之"超人氣聲優王子"、日本媒體稱之"聲優界的prince"。
- 活躍於各領域，多次出演各大知名電視節目，也頻繁登上各大非聲優雜誌如《JUNON》、《anan》、《TV Pia》，2018年成為AERA (アエラ) 2018年 11/5號的封面人物。
- 個性十分活潑、親切、非常會炒熱現場氣氛、反應很快，說話應對也十分得體，和誰都能處的很好，與他合作過的人士都會對宮野稱讚有加。
- 會時常感謝周遭的人、粉絲，自身歌曲中有許多參與作詞的歌詞都是表達對身邊的人及粉絲的感謝。
- 每年舉辦的個人巡迴演唱會的主題、內容、周邊商品、演唱會播放的小短劇...全都是由宮野本人親自構思。
- 2025/6/8劇團向日葵在X上宣布，宮野真守因合約期滿，正式從劇團向日葵退所。

## 經歷

### 聲優活動
- 2001年 - 為外國劇集《Caitlin's Way》配音並聲優出道。
- 2002年3月28日 - 開始參演遊戲《王國之心》系列。
- 2002年10月 - 首度主演電視動畫《真·女神轉生 惡魔之子 光之書與闇之書》。
- 2003年 - 出演電視動畫《狼雨》開始為人熟悉。
- 2006年 - 先後主演女性向動畫《櫻蘭高校男公關部》及話題作品《死亡筆記》而人氣急升。
- 2007年 - 獲得參演《機動戰士鋼彈00》主角機會，實力備受肯定。
- 2007年4月 - 與坂本真綾一同為韓國大型電視劇集《朱蒙》配音。
- 2008年 - 憑電視動畫《機動戰士鋼彈00》榮獲第2屆聲優獎主演男優賞。同年亦憑電視動畫《死亡筆記》及《機動戰士鋼彈00》榮獲第七屆東京動畫賞個人賞（聲優）。
- 2009年 - 主演由5pb.推出的科學ADV遊戲《命運石之門》，成功吸納不少男性支持者。
- 2010年10月16日 - 首次到訪台灣，與入野自由以及水島精二一同出席《機動戰士鋼彈00劇場版-A wakening of the Trailblazer-》電影宣傳見面會。
- 2012年3月 - 榮獲第六屆聲優獎助演男優賞，並以ST☆RISH名義獲得歌唱賞。
- 2012年 - 先後出演動畫電影《009 RE:CYBORG》及《伏 鉄砲娘の捕物帳》。
- 2012年10月16日 - 聲演外國動畫電影《羅雷司》，與其偶像志村健共演。
- 2013年～至今 - 擔任《麵包超人》中新角色「可麗餅人」的配音。
- 2013年9月21日 - 聲演外國動畫電影《神偷奶爸2》。
- 2013年11月1日 - 聲演外國電影《波西傑克森：妖魔之海》，與AKB48成員渡邊麻友共演。
- 2014年～2016年 - 聲演新劇場版《頭文字D》中的主角藤原拓海，共三部。
- 2014年3月 - 以個人名義榮獲第八屆聲優獎歌唱賞。
- 2014年9月20日 - 出演NHK電視台綜藝節目《着信御礼!ケータイ大喜利》。

- 2015年7月11日 - 出演由細田守執導動畫電影《怪物之子》，與染谷將太、廣瀨鈴共演。
- 2015年7月30日 - 宣布擔演劇場版動畫《亞人》主角，其後公佈2016年將作電視動畫化並為此作演唱結末曲。
- 2015年7月31日 - 聲演外國動畫電影《小小兵》，與天海祐希、LiSA共演。
- 2015年8月8日 - 再度到訪台灣，出席漫畫博覽會《歌之王子殿下 真愛革命》粉絲見面會。
- 2015年10月22日 - 代表劇場版動畫《亞人》出席東京國際電影節。
- 2015年11月21日 - 聲演外國動畫電影《小王子》。
- 2015年10月 - 聲演動畫《One punch man》中的甜美假面。

- 2016年8月11日 - 聲演外國動畫電影《寵物當家》。
- 2016年11月23日 - 聲演外國電影《怪獸與牠們的產地》。
- 2016年12月21日 - 聲演外國動畫電影《歡樂好聲音》。

- 2017年～至今 - 擔任日本環球影城「小小兵樂園」中遊樂設施「小小兵瘋狂乘車遊」的導覽語言。
- 2017年 - 聲演電視廣告：kagome野菜生活。
- 2017年2月3日 - 聲演外國電影《怪奇孤兒院》。
- 2017年6月～ - 聲演美國劇集《馬蓋先》。
- 2017年7月21日 - 聲演外國動畫電影《神偷奶爸3》，與笑福亭鶴瓶、松山研一共演。
- 2017年8月18日 - 出演改編自著名導演岩井俊二1993年劇集之動畫電影《煙花》，與廣瀨鈴、菅田將暉共演及宣傳。
- 2017年9月30日 - 聲演《亞人 (電影)》中主角的IBM，與佐藤健共演及宣傳。
- 2017年~2018年 - 擔任哥吉拉系列新作《哥吉拉 (動畫電影)》三部曲的男主角配音，電影第三部《GODZILLA 星を喰う者》更是被選為第31屆東京影展的閉幕影片，宮野也於第31屆東京影展登壇走紅毯。

- 2018年 - 繼續擔任系列電影《怪獸與牠們的產地》的續集《怪獸與葛林戴華德的罪行》男主角紐特·斯卡曼德的配音，宮野也出席日本上映會登壇走紅毯，並與艾迪·瑞德曼二度相見、合影。
- 2018年3月 - 聲演外國動畫電影《寶貝老闆》，與室剛共演，並出席首映舞台。
- 2018年4月 - 聲演人氣動畫《命運石之門》續作《命運石之門0》。
- 2018年10月 - 聲演《佐賀偶像是傳奇》中的製作人巽幸太郎，從一開始就得到指示說「一切就交給宮野先生自由發揮了」。因為巽幸太郎是情緒高漲的男人，所以宮野真守也充分進行了發揮。而且有時候明明台本上什麼都沒有，但是他在那兒一個勁說。
- 2018年11月 - 擔任外國動畫電影《鬼靈精 (2018年電影)》旁白，與大泉洋、杏共演。
- 2019年 - 聲演電視廣告：麥當勞 新巧克力派。

- 2019年3月8日 - 聲演外國動畫電影《蜘蛛人：新宇宙》。
- 2019年6月23日 - 再訪台灣，出席《劇場版 歌之☆王子殿下♪真愛 KINGDOM》公開紀念見面會。
- 2019年8月23日 - 聲演《第二國度 (動畫電影)》，與山崎賢人、新田真劍佑、永野芽郁共演。
- 2019年7月 - 聲演外國動畫電影《寵物當家2》，與香蕉人 (搞笑組合)再次共演及宣傳，並出演電視節目VS嵐宣傳。
- 2019年7月 - 聲演動漫影集《炎炎消防隊》中的第七隊特殊消防隊大隊長新門紅丸。
- 2019年 - 榮獲「東京動畫獎」2019年音響、演技部門獎，電視動畫部門作品奬由《佐賀偶像是傳奇》獲得。
- 2020年 - 聲演外國電影《CATS貓)》。
- 2020年 - 聲演中國動畫電影《羅小黑戰記 (電影))》中的無限，並出演電視節目閒聊007宣傳(第二次出演)。
- 2020年 - 榮獲第十四屆聲優獎影響力賞（影響力賞於第十三屆首設）。
- 2020年～ - 聲演《排球少年！！》中的宮侑。
- 2020年 - 榮獲 「WEIBO Account Festival in Tokyo 2020」最佳聲優獎。

- 2021年4月 - 聲演《佐賀偶像是傳奇》續作《佐賀偶像是傳奇R 捲土重來》中的製作人巽幸太郎。
- 2021年7月16日 - 聲演導演細田守動畫電影《龍與雀斑公主》。
- 2021年12月17日 - 聲演外國動畫電影《寶貝老闆》續作《寶貝老闆：家大業大》，與室剛再次、多部未華子初次共演，並一同出席公開紀念舞台。
- 2021年12月 - 宣布擔任電影《七龍珠超 超級英雄》劇中反派珈瑪2號一角，令是七龍珠粉絲的宮野非常興奮，電影於2022年6月11日在日本上映。

- 2022年2月 - 聲演《鬼滅之刃 遊郭篇》中「上弦之陸」妓夫太郎在回憶裡出現的「上弦之貳」童磨（當時為上弦之陸）。
- 2022年 - 聲演外國電影《西城故事 (2021年電影)》。
- 2022年 - 續擔任系列電影《怪獸與牠們的產地》的續集《怪獸與鄧不利多的秘密》男主角紐特·斯卡曼德的配音，4月13日出席在日本東京都指定有形文化財明治記念館中庭舉辦的紀念派對，與主角「紐特」艾迪·瑞德曼相隔3年再度見面，艾迪一見到宮野便熱情擁抱敘舊。活動中宮野更透露配音時也一起跳了人面蠍尾獅之舞，艾迪也興奮地在現場起舞。
- 2022年4月 - 宣布擔任高橋留美子的經典作《福星小子》》新作動畫的面堂終太郎一角，動畫預計以年番（四個季度）形式在 2022 年內登場。
- 2022年5月 - 聲演外國電影《壯志凌雲:獨行俠》的布雷德利·「公雞」·布雷德蕭上尉（Lieutenant Bradley "Rooster" Bradshaw）。
- 2022年7月 - 聲演外國電影《小小兵2：格魯的崛起》博金先生的（Mr. Perkins）一角。
- 2023年4月 - 聲演動畫電影《The Super Mario Bros. Movie》Mario一角。

### 藝人活動
- 小時受哥哥宮野翔太影響而加入向日葵劇團，首支參演廣告為「西友大市」。
- 小學五年級時參演劇團公演《Scrooge》並飾演彼得‧克拉契特一角獲得不俗評價，與入野自由初次共演成為好友。
- 1995年 - 參演電視劇《3年B組金八先生》第四季，與入野自由共演。
- 1998年 - 參演電視劇《新聞女郎》並與瀧澤秀明有對手戲。
- 2003年 - 開始參演《網球王子舞台劇》並飾演石田鐵一角。
- 2005年7月 - 與一同參演《網球王子舞台劇》的高木俊組成SMILY☆SPIKY，其後舉行數次趣劇公演、主持電台節目、發行唱片及寫真集。
- 2007年1月12、14日 - 參演舞台劇《QUICK DRAW》。
- 2007年9月19～27日 - 參演舞台劇《Unlucky Days》。
- 2008年8月 - 為電視劇《THE QUIZ SHOW》第一季客串演出。
- 2008年～2010年 - 為MBS電台多個節目擔任主持，與西川貴教、TETSUYA、河本準一、城島茂等知名歌手藝人共演。
- 2008年～2014年 - 擔任線上電台節目「おしゃべりやってまーす」主持，與山里亮太、R藤本等搞笑藝人混熟，曾到山里亮太家中進行節目錄影，山里亦有出席宮野LIVE DVD發售紀念Acoustic Live。此後更邀得R藤本與其他曾經作客電台節目的搞笑藝人多次出演官方歌迷會活動。
- 2009年 - 參演キラキラMOVIES系列電影《2STEPS!》、《花ゲリラ》及《新宿区歌舞伎町保育園》。
- 2009年8月24日 - 受山里亮太邀請參與搞笑遊戲活動《言語遊戲王4》，在決勝戰上僅負給搞笑組合オードリー成員若林正恭。
- 2010年 - 參與由聲優浪川大輔執導之電影《Wonderful World》並擔演男主角 。
- 2010年3月15～25日 - 與中村誠治郎及入野自由共演舞台劇《Garnet Opera》。
- 2011年3月10～11日 - 主演舞台劇《戯伝写楽－その男、十郎兵衛－》，原定公演至3月27日，因311大地震而中止。
- 2012年2月1～5日 - 舞台劇《戯伝写楽－その男、十郎兵衛－》更換部份演員後再度公演。
- 2011年9月23～25日 - 參演舞台劇《Ultraman Premiere 2011》並飾演超人力霸王傑洛人間體Shin一角。
- 2011年11月 - 參演由KREVA擔任音樂製作及主演之音樂劇《最高はひとつじゃない》。
- 2011年11月19日 - 參演由一眾聲優主演電影《神☆ヴォイス 〜THE VOICE MAKES A MIRACLE〜》。
- 2013年3月3日 - 參演水樹奈奈座長公演《"水樹奈々大いに唄う 参"「光圀-meet, come on!-」》。
- 2014年 - 再度參演音樂劇《最高はひとつじゃない2014》，與入野自由共演。
- 2016年8月 - 參演音樂劇《王家的紋章》並首度踏上帝國劇場舞台，與浦井健治、新妻聖子、宮澤佐江等人共演。
- 2017年4～5月 - 再度參演音樂劇《王家的紋章》。
- 2017年11～2018年2月 - 主演舞台劇《髑髏城の七人》Season月，與鈴木擴樹、廣瀬智紀等人共演。
- 2018年2月5日發行個人首本自傳書「宮野真守 Meet＆Smile」，記述自身童星出道、聲優、歌手、演員身分各領域的過程。
- 2018年10月26日發行個人首本寫真集「Player」，其拍攝地點為美國拉斯維加斯。
- 2018年12月 - 首次擔任日本富士電視台晨間新聞資訊節目「めざましテレビ」12月的娛樂資訊播報主播，於2018年12月份的每周二登場主持。
- 2018年12月31日 - 首次出演紅白歌合戰，於第69回NHK紅白歌合戰以NHK音樂特別節目「和源媽媽一起」的成員「源媽媽一家」在企劃環節登場，除了現場聲演配音之外，更以「雅マモル」身分登場節目，也以個人名義首次出演紅白的副音聲嘉賓。
- 2019年 - 再度出演日劇，於日劇『ゆうべはお楽しみでしたね』，飾演店長-大仁田角色。
- 2019年 - 出演人氣綜藝《閒聊007》。
- 2019年11月6日～2020年1月13日 - 主演百老匯音樂劇《西城故事》Season1 ，並出演《全明星感謝祭2019秋》進行宣傳。
- 2019年12月31日 - 再次出演紅白歌合戰，於第70回NHK紅白歌合戰以NHK音樂特別節目「和源媽媽一起」的成員「源媽媽一家」在企劃環節登場。
- 2020年 - 客串國民日劇『半澤直樹』第二季，飾演國稅局的黑崎駿一部下古谷。
- 2020年 - 再次出演人氣綜藝《閒聊007》。
- 2020年 - 參與旅遊節目《山里・宮野のリモートお忍び旅～世界に伝えたい日本の魅力～》，與山里亮太共演。。
- 2020年 - 出演電視廣告《パイロンPLシリーズ》。
- 2021年 - 演出音樂劇［Waitress]，角色與女主角有不倫之戀。
- 2021年 - 於綜藝節目《IPPON大喜利》來賓出演。
- 2021年 - 參與旅遊節目《山里・宮野のお忍び旅～ついにロケ出られましたSP～》，與山里亮太共演。
- 2021年 - 出演《ザ少年倶楽部プレミアム》，與Kis-My-Ft2共演。
- 2021年 - 出演電視廣告《パイロンPLシリーズ》，與山本美月共演。
- 2021年 - 出演電視廣告《Amazon Prime Video『なんで？プライムビデオ篇』『そーなの？プライムビデオ篇』》。
- 2022年 - 出演由阿部寬主演日劇『DCU (電視劇)』第一集，飾演野田浩正。
- 2022年 - 參與旅遊節目《山里・宮野のプライベートお忍び旅》，與山里亮太共演。
- 2022年3月～2022年5月 - 主演劇團新感線 新型態歌舞劇《神州無頼街》，再次與福士蒼汰共演。
- 2022年 - 出演人氣綜藝《超人氣法律諮詢事務所》、《櫻井·有吉 THE夜會》、《KinKi Kidsのブンブブーン》等。
- 2022年 - 客串TBS日劇『石子與羽男：這種事能告嗎？』
- 2022年 - 出演TBS日劇『成為你的花』
- 2022年 - 於綜藝節目「有吉ゼミ」にて、激辛チャレンジ！外景出演。
- 2023年2月3日 - 於清談節目「A-Studio+」出演。
- 2023年1月9日—2023年3月20日 - 出演富士電視台日劇『女神的教室～法學青春白皮書～』飾演橫溝太一
- 2023年1月 - 於綜藝節目 《#ぐるぐるナインティナイン》 以第三位固定嘉賓出演，輸的嘉賓要為全員買單。

### 歌手活動
- 2007年5月23日 - 憑電視動畫《鋼鐵三國志》結末曲「久遠」歌手出道。
- 2007年12月13日 - 為PS2遊戲《はかれなはーと 君がために輝きを》演唱主題曲「It's a Wonderful Day」及結末曲「SAVE THE LOVE」。
- 2007年 - 被共演電視動畫《龍鳴》的水樹奈奈推薦給音樂製作人三嶋章夫。經過二人游說，決定加入King Records VC製作部MM Group（現稱KING AMUSEMENT CREATIVE）。
- 2008年6月4日 - 簽約King Records，發行首張單曲「Discovery」正式出道。
- 2008年12月3日 - 第二張單曲「…君へ」發行。受結婚消息刺激，單曲在Oricon單曲日榜一度登上前十名位置。
- 2009年3月11日 - 首張專輯「BREAK」發行，其中收錄舞台劇《鋼鐵三國志 歌劇舞台〜深紅の魂よみがえりしとき〜》劇中歌「nocturne」。
- 2009年4月 - 舉行首次個人巡唱「MAMORU MIYANO 1st LIVE TOUR 2009 〜BREAKING!〜」，門票火速售罄並隨即宣布追加橫濱公演。
- 2009年5月16日 - 以新人歌手姿態出席音樂活動「oricon Sound Blowin'2009〜spring〜」並演唱「Kiss×Kiss」。
- 2009年6月17日 - 與高木俊以SMILY☆SPIKY名義為PS2遊戲《SKIP BEAT!》演唱主題曲「Blow Wind」。
- 2009年7月29日 - 第三張單曲「J☆S」發行。
- 2009年8月22日 - 首度出席大型動畫歌曲演唱會「Animelo Summer Live 2009 -RE:BRIDGE-」並演唱「J☆S」及「Discovery」。
- 2009年10月21日 - 第四張單曲「REFRAIN」發行，表題曲由宮野首次挑戰填詞；B面曲「蒼ノ翼」為PSP遊戲《歌之王子殿下》主題曲。
- 2010年8月4日 - 第二張專輯「WONDER」發行，收錄曲「BODY ROCK」由JPOP界知名製作人STY擔任製作，此後STY成為宮野在音樂活動上固定創作班底之一。
- 2010年9月4日 - 在「MAMORU MIYANO LIVE TOUR 2010 ～WONDERING!～」名古屋公演時提到並示範早前在主持電台節目《宮野真守のm-1ぐらんぷりっ!》時因動作過大而令褲襠爆開一幕。當時身穿全白表演服的宮野因表演激烈舞蹈過後渾身是汗，在示範時意外透出內褲，最後2011年4月發行LIVE DVD時有保留到這一幕並作打碼處理。2014年9月作客綜藝節目《着信御礼!ケータイ大喜利》時宮野亦再重提此事。
- 2010年12月8日 - 第五張單曲「ヒカリ、ヒカル」發行，B面曲「Xmas to you」口琴部份由宮野親自演奏。同日發行樂譜「Piano Solo 宮野真守 Selection for Piano」。
- 2011年6月8日 - 官方歌迷會「Laugh & Peace」正式成立。
- 2011年7月13日 - 第六張單曲「オルフェ」發行，表題曲為電視動畫《歌之王子殿下 真愛1000%》主題曲，是簽約King Records後首度為電視動畫演唱主題曲；B面曲「STAND UP SOUL」由宮野包辦曲詞；單曲登上Oricon單曲週榜長達14個星期。
- 2011年10月29日 - 出席活動「東日本大震災復興祭2011 〜子供たちの未来のために〜」並演唱「オルフェ」、「J☆S」及「DREAM FIGHTER」三首歌曲。
- 2011年11月14日 - 韓國唱片公司C&L Music發行第二張專輯「WONDER」韓國版本。
- 2011年11月16日 - 第七張單曲「DREAM FIGHTER」發行，表題曲為特攝片集《超人力霸王列傳》主題曲，是宮野首度演唱特攝片集主題曲。
- 2012年4月18日 - 第三張專輯「FANTASISTA」發行，同名歌曲「FANTASISTA」邀得曾在音樂劇共演過的音樂鬼才KREVA擔任製作。
- 2012年7月9日 - 韓國唱片公司C&L Music發行第三張專輯「FANTASISTA」韓國版本。
- 2012年11月14日 - 第八張單曲「ULTRA FLY」發行。
- 2012年12月31日~2013年2月3日 - 舉行跨年倒數日本巡迴演唱會「MAMORU MIYANO LIVE TOUR 2012-13 ～BEGINNING!～」共6場，並宣布於2013年10月將首次登上日本武道館舉行演唱會。
- 2013年4月10日 - 第九張單曲「カノン」發行，CD封入在6月8日～9日舉行之慶生演唱會「MAMORU MIYANO ANNIVERSARY LIVE ～REQUEST～」先行抽選序號。最後唱片在Oricon單曲週榜上獲得第3位佳績，並售出超過39,000張銷量。
- 2013年4月11日 - 首度出演NHK電視台音樂節目《MUSIC JAPAN》並演唱第九張單曲同名主打「カノン」 。
- 2013年7月 - 與資深歌手Takamiy（高見沢俊彦）為特攝片集《新超人力霸王列傳》合唱主題曲「Legend of Galaxy ～銀河の覇者」。
- 2013年8月24日 - 擔任「Takamiy Legend of Fantasia 雷神‐raizin-」嘉賓歌手並合唱「Legend of Galaxy ～銀河の覇者」。
- 2013年9月18日 - 第四張專輯「PASSAGE」發行並成功登上Oricon專輯日榜第3位。收錄曲「passage,」由宮野與STY聯手監製。
- 2013年9月26日 - 出演音樂節目《MUSIC JAPAN》並演唱第四張專輯「PASSAGE」主打曲「Identity」 。
- 2013年10月4日 - 首度登上日本武道館舉行個唱「MAMORU MIYANO SPECIAL LIVE 2013 〜TRAVELING!〜」，並邀得高見沢俊彦作特別嘉賓。成為第七位以個人名義登上武道館的聲優，也是第一位以個人名義登上武道館的男聲優。
- 2013年10月11日 - 台灣唱片公司金牌大風（2014年6月被華納音樂集團收購並成為旗下子公司）發行第四張專輯「PASSAGE」台灣版本，此後宮野所有音樂作品皆有發行台灣版本。
- 2014年2月19日 - 第十張單曲「NEW ORDER」發行，B面曲「Happy Happy Birthday」由國際知名音樂製作人CJ Vanston（英语：C. J. Vanston）及與宮野合作無間的Jin Nakamura（日语：Jin Nakamura）擔任製作。
- 2014年5月11日 - 首度登上橫濱體育館舉行巡唱「MAMORU MIYANO LIVE TOUR 2014 〜WAKENING!〜」追加公演。
- 2014年7月上旬 - 首次遠赴美國洛杉磯灌錄收錄於第十一張單曲「BREAK IT!」內的B面曲「Magic」，並在當地為「BREAK IT!」以及「シャイン」兩張單曲拍攝唱片封套。
- 2014年11月16日 - 出演音樂節目《MUSIC JAPAN》並演唱第十一張單曲同名主打「BREAK IT!」。
- 2014月11月23日 - 為NHK電視台音樂比賽《アニソンのど自慢G》擔任嘉賓歌手並演唱「オルフェ」。
- 2015年1月3日 - Cardfight!! Vanguard G官方YouTube頻道上載電視動畫《卡片鬥爭!! 先導者G》英語配音版本，片段中首度公開「BREAK IT!」英文版本，宮野其後亦於博客公佈事情。單曲在11月18日作為連動特典推出。
- 2015年1月28日 - 演唱會映像作品「MAMORU MIYANO LIVE TOUR 2014 ～WAKENING!～」
- 2015年2月14日~3月15日 - 舉行「MAMORU MIYANO LIVE TOUR 2015 ～AMAZING!～」共7場的日本巡迴演唱會，3月14日~3月15日最終場是於日本武道館連兩天舉行。
- 2015年4月15日 - 第十二張單曲「シャイン」發行，並在4月18日成功登上Oricon單曲日榜第1位，成為首位以個人名義獲得Oricon日榜第一的男聲優，其後亦在Oricon單曲週榜獲得第3位。
- 2015年6月6日 - 出演好友谷山紀章所屬樂隊GRANRODEO出道十週年紀念慶典「ROUND GR 2015」，並合唱共演動畫《歌之王子殿下 真愛1000%》主題曲「オルフェ」。演出期間亦與共演樂隊FLOW、BREAKERZ主音DAIGO等人熟識。
- 2015年6月20日～21日 - 出演唱片公司King Records主辦的動畫歌曲演唱會「KING SUPER LIVE 2015」。
- 2015年7月 - 前往美國加州乾涸湖泊為第五張專輯同名主打「FRONTIER」拍攝MV。
- 2015年9月18日 - 第五張專輯「FRONTIER」發行並在Oricon專輯週榜上獲得第3位。
- 2015年9月20日 - 出演音樂節目《MUSIC JAPAN》並演唱第五張專輯同名主打「FRONTIER」。
- 2015年11月5日 - 開設官方Facebook專頁及YouTube頻道。
- 2015年11月19日 - 憑唱片「高見沢俊彦プロデュース　ウルトラヒーローソング列伝」榮獲「第57回日本レコード大賞」企劃賞，並與高見沢俊彦以及つるの剛士在12月30日於《第57回日本レコード大賞》直播節目中獻唱。
- 2015年11月23日~2016年1月31日 - 舉行「MAMORU MIYANO LIVE TOUR 2015-2016 ～GENERATING!～」共9場的日本巡迴演唱會，2016年1月30日~1月31日最終場是於日本武道館連兩天舉行。
- 2015年12月6日 - 出演《MJ presents 祝!15周年 水樹奈々77分生放送スペシャル!》並與師姐水樹奈奈合唱「Necessary」。
- 2016年1月27日 - 發行第十三張單曲「HOW CLOSE YOU ARE」。此曲早在2014年7月，宮野前往美國洛杉磯灌錄歌曲時由CJ Vanston與Jin Nakamura所贈。
- 2016年5月11日 - 發行第十四張單曲「SHOUT!」。
- 2016年10月12日 - 第十五張單曲「テンペスト」及第十六張單曲「The Birth」同日發行。
- 2016年10月29日~12月18日 - 舉行「MAMORU MIYANO LIVE TOUR 2016 ～MIXING!～」共10場的日本巡迴演唱會。
- 2017年2月11日～12日 - 前往台灣舉行首次海外個唱「MAMORU MIYANO LIVE in TAIWAN ～REMIXING!～」[5][6]，首天公演於日本、台灣、香港共53間戲院進行直播。
- 2017年5月4日 - 出演音樂節目《和源太太在一起》第一彈。
- 2017年5月18日 - 開設官方LINE帳戶。
- 2017年7月22日 - 首度前往上海出演大型動畫歌曲演唱會「BILIBILI MACRO LINK -STAR PHASE × Anisong World Matsuri」。
- 2017年8月2日 - 第六張專輯「THE LOVE」發行，主打曲「POWER OF LOVE」MV在6月3至4日假幕張Messe Event Hall舉行的官方歌迷會活動上拍攝。
- 2017年8月19日 - 出演音樂節目《シブヤノオト and more FES.》並演唱第六張專輯主打「POWER OF LOVE」。
- 2017年9月2日~10月29日 - 舉行「MAMORU MIYANO LIVE TOUR 2017 ～LOVING!～」共12場的日本巡迴演唱會。
- 2018年6月3日 - 再度登場由渡邊直美主持的NHK音樂節目「SHIBUYA NOTE」(涉谷之音)。
- 2018年6月8日 - 發行首次個人精選輯「MAMORU MIYANO presents M＆M THE BEST」，DISC1收錄出道至今的16張單曲主打，DISC2、DISC3收錄由歌迷們票選出來的單曲主打以外&專輯內的歌曲及LIVE經典畫面。
- 2018年6月2日~6月17日 - 舉行歌手出道十周年、ARENA日本巡迴演唱會「MAMORU MIYANO ARENA LIVE TOUR 2018 〜EXCITING!〜」共5場，並以個人名義首登埼玉超級競技場(さいたまスーパーアリーナ)。
- 2018年8月5日 - 出演「Animelo Summer Live 2018 OK!」。
- 2018年8月20日 - 出演音樂節目《和源太太在一起》第二彈。
- 2018年9月9日 - 於横浜アリーナ舉行官方歌迷會FAN CLUB演唱會「Laugh & Peace presents 宮野真守 アニバーサリーライブ ～REQUESTⅡ～」
- 2018年9月24日 - 出演所屬唱片公司「KING RECORD」舉辦的「KING SUPER LIVE 2018」，地點為東京巨蛋。並於2018年9月30日 出演台灣場公演(地點為林口體育館)、2018年10月14日出演上海場公演(地點為梅賽德斯-奔馳文化中心)。
- 2018年 - 參與合唱師姊水樹奈奈37th Single「WONDER QUEST EP」収録曲「結界」。
- 2018年12月5日 - 首次出演日本年末代表之一的音樂節目「FNS歌謠祭 第1夜」，與資深歌手郷ひろみ合唱「言えないよ」、與水樹奈奈合唱「結界」。
- 2018年12月29日 - 出演NHK音樂節目「アニソン！プレミアム！」。
- 2019年1月27日 - 出演「リスアニ！LIVE 2019」，地點為日本武道館。
- 2019年2月1日~3月 - 新歌「ぼくはヒーロー」將於NHK知名節目みんなのうた放送。
- 2019年5月28日~9月8日 - 舉行亞洲巡迴演唱會「MAMORU MIYANO ASIA LIVE TOUR 2019 〜BLAZING!〜」共14場，於台灣及上海等地舉辦。
- 2019年10月14日 - 出演音樂節目《和源太太在一起》第三彈。
- 2020年11月3日 - 出演音樂節目《和源太太在一起》第四彈。
- 2021年10月9日~10日 - 舉行演唱會「MAMORU MIYANO COMEBACK LIVE  2021 〜RELIVING!〜」共4場，並同時舉辦線上演唱會。
- 2021年11月23日 - 出演音樂節目《和源太太在一起》第五彈。
- 2021年12月6日 - 出演音樂節目《あの年この歌～時代が刻んだ名曲たち～ 歌謡SP 唄ってみた！昭和～令和 カバーソング祭り》
- 2022年8月18日 - 出演音樂節目《和源太太在一起》第六彈。
- 2022年10月2日 - 出演《オダイバ!!超次元音樂祭》。

## 演出作品
※粗體字表示說明飾演的主要角色。

### 電視動畫
2002年
- 真·女神轉生 惡魔之子 光之書與闇之書（艾基拉）

2003年
- 狼雨（狼牙）

2004年
- 學園愛麗絲（野田老師）
- KURAU Phantom Memory（日语：KURAU Phantom Memory）（成長後的テッド）
- Get Ride! Amdriver（日语：Get Ride! アムドライバー）（フェイ・カーン）
- 次元艦隊（林原克敏）
- 超變身角色扮演前傳（大泉直人）
- LOVE♥LOVE?（大泉直人）

2005年
- 光速蒙面俠21（櫻庭春人）
- 交響詩篇艾蕾卡７（姆達吉）
- JINKI:EXTEND（廣世）
- 涼風（津田和輝）
- 蒼穹之戰神 RIGHT OF LEFT ～single program～（将陵僚）
- 遊戲王－怪獸之決鬥GX（阿比多斯3世）

2006年
- 櫻蘭高校男公關部（須王環）
- 死亡筆記本（夜神月）
- 純愛手札 Only Love（青葉陸）
- 爆球Hit! 轟烈彈珠人（深入喬）
- Project BLUE 地球SOS（日语：Project BLUE 地球SOS）（巴奇）
- 妖怪人间贝姆（アスラ）

2007年
- 魔女獵人（L·A）
- 王牌投手 振臂高揮（仲澤利央）
- 機動戰士鋼彈00（刹那·F·塞耶）
- 鋼鐵三國志（陸遜伯言）
- 驅魔少年（查理斯．漢）
- 龍鳴（アーシム・ジャマール）
- BUZZER BEATER（吉宗〈少年時期〉）

2008年
- 吸血鬼騎士系列（錐生零、錐生壹縷）
- 機動戰士鋼彈00 第2季（刹那·F·塞耶）
- 今天是魔王! 第3季（馮溫克特卿戴爾·奇亞遜）
- 黑塚 KUROZUKA（KUROU（源九郎））
- SKIP・BEAT！華麗的挑戰（不破尚）
- 西洋骨董洋菓子店（神田英司）
- SOUL EATER 噬魂者（DEATH THE KID）
- 伯爵與妖精（悠里西斯）
- 魔法人力派遣公司（馮·庫魯達）
- 毀滅世界的六人（奇利埃・伊魯尼斯）

2009年
- 青色文學系列「蜘蛛之絲」（犍陀多）
- 閃電十一人 （吹雪士郎、吹雪敦也、天神阿太郎、角路徹/杜羅爾、伊豆野由宇/維茲）
- 金色琴弦 ～second passo～ （加地葵）
- 寶石寵物（帶刀啟吾）
- 蒼天航路（曹操）
- 鋼之鍊金術師 FULLMETAL ALCHEMIST（姚麟）

2010年
- 閃電十一人（吹雪士郎、喬·瓊斯 、唐須幸人、阿斯達羅斯）
- 無法掙脫的背叛（碓冰愁生）
- 王牌投手 振臂高揮 -夏季大會篇（仲澤利央）
- 學園默示錄（井豪永）
- STAR DRIVER 閃亮的塔科特（特納西·塔科特）
- 变身！公主偶像（五十嵐A）
- 無頭騎士異聞錄 DuRaRaRa!!（紀田正臣）
- 和殿下一起 1分鐘劇場（日语：殿といっしょ）（朝倉義景）
- 神奇寶貝超級願望（天桐、蘆薈的哈約克、達摩狒狒、蟾蜍王）

2011年
- 閃電十一人（肯恩·薩伊特）
- 閃電十一人GO（吹雪士郎）
- 歌之☆王子殿下♪ 真愛1000% （一之瀨時也 / HAYATO）
- 只想告訴你 第2季（三浦健人）
- 命運石之門（岡部倫太郎）
- 花牌情緣（真島太一）
- DOG DAYS （真紅·和泉）
- 天才黃金腦～神之謎（畢曉普 / Bishop）
- 便·當（金城優）

2012年
- 妖狐×僕SS（夏目残夏）
- T寶的悲慘日常（T寶）
- K（伏見猿比古）
- 白熊咖啡廳（鬃豪豬、羊駝）
- 聖鬥士星矢Ω（冰河〈謎之男〉）
- ZETMAN（天城高雅）
- DOG DAYS'（真紅·和泉）
- 夏色奇蹟（佐野貴史）
- HUNTER×HUNTER（第2作）（庫洛洛·魯西魯）
- 天才黃金腦～神之謎 第2季（畢曉普 / Bishop）
- 神奇寶貝超級願望・第2季 Episode N・第2季 Da！（天桐）
- 遊戲王ZEXAL Ⅱ（片桐大介）

2013年
- RDG 瀕危物種少女（早川佳樹）
- 革神語（彌高）
- 歌之☆王子殿下♪ 真愛2000%（一之瀨時矢）
- 黑色嘉年華（與儀）
- 革命機Valvrave（哈諾因）
- 科學小飛俠Crowds（貝爾歌·卡徹）
- 最強銀河 究極ZERO～Battle Spirits～（覺醒的ツルハシ）
- 麵包超人（可麗餅人）
- 花牌情緣2（真島太一）
- Free!（松岡凛）
- 天才黃金腦～神之謎 第3季（畢曉普 / Bishop）
- 神奇寶貝 超夢 〜覺醒的序章〜（天桐）
- MAGI魔奇少年（穆·阿勒奇烏斯）
- 蟲奉行（松之原小鳥）

2014年
- T寶的悲慘日常 覺醒篇（兔寶）
- 卡片鬥爭!! 先導者G（伊吹浩二）
- 金色琴弦 Blue♪Sky （天宮靜）
- 黑執事 Book of Circus（JOKER）
- CROSSANGE 天使與龍的輪舞（塔斯克）
- 月刊少女野崎同學（鈴木三郎）
- 最強銀河 究極ZERO～Battle Spirits～（アルティメット・サジット・アポロドラゴン）
- 噬魂者NOT！（DEATH THE KID）
- 東京喰種（月山習）
- 七大罪（吉爾桑達）
- 信長協奏曲（三郎）
- 愚者信長（織田·信長）
- 第一神拳 Rising（鴨川源二〈戰後篇〉）
- Free!-Eternal Summer-（松岡凜）
- 魔术快斗1412（白马探）
- 魔法戰爭（七瀨武）
- 目隱都市的演繹者（Konoha、九之瀨遙、黑Konoha、目冴之蛇）

2015年
- 雨色可可（櫻木涼太）[7]
- 暗殺教室（淺野學秀）
- T寶的悲慘日常 夢幻編（兔寶）[8]
- 潮與虎（義龍）
- 歌之☆王子殿下♪ 真愛革命（一之瀨時矢）
- OVERLORD（潘朵拉·亞克特）
- 卡片鬥爭!! 先導者G 齒輪危機篇（伊吹浩二）
- 科學小飛俠Crowds Insight（貝爾歌·卡徹）
- K RETURN OF KINGS（伏見猿比古）[9]
- 血界戰線（多古・血槌）
- SHOW BY ROCK!!（修☆造）
- 死亡遊行（C.H.A原田）
- 無頭騎士異聞錄 DuRaRaRa!!×2 承（紀田正臣）
- 無頭騎士異聞錄 DuRaRaRa!!×2 轉（紀田正臣）
- 東京喰種√A（月山習）
- DOG DAYS″（真紅·和泉）
- 青年黑傑克（百樹丸雄）
- 一拳超人（帥氣蒙面俠甜美假面）
- 雨色可可 Rainy color歡迎您的光臨！（櫻木涼太）[10]

2016年
- 紙兔羅佩～笑的話早上福氣會來是真的嗎!?～（日语：紙兎ロペ#紙兎ロペ 〜笑う朝には福来たるってマジっすか!?）（雨宮）
- 疾走王子Alternative（諏訪怜治）
- 暗殺教室 第2期（淺野學秀）
- 無頭騎士異聞錄 DuRaRaRa!!×2 結（紀田正臣）
- 亞人（永井圭）
- 文豪Stray Dogs（太宰治）
- 甲鐵城的卡巴內里（美馬）
- 卡片鬥爭!! 先導者G 超越之門篇（伊吹浩二）
- 私立らいよん学園（日语：らいよんチャン）（帝塚山らいよねる）
- DAYS（大柴喜一）
- SHOW BY ROCK!! Short!!（修☆造）
- Scared Rider Xechs（霧澤拓人）
- 七大罪 聖戰的預兆（吉爾桑達）
- PERSONA5 the Animation -THE DAY BREAKERS-（坂本龍司）
- 歌之☆王子殿下♪ 真愛傳奇之星（一之瀨時矢）
- SHOW BY ROCK!!#（修☆造）
- 雨色可可 in Hawaii（都倉碧）
- Yuri!!! on ICE（J・J〈讓·雅克·勒魯瓦〉）
- 文豪Stray Dogs 第2期（太宰治）
- 亞人 第2期（永井圭）

2017年
- ACCA13區監察課（施萬）
- 閃電十一人 戰神的天秤（吹雪士郎、吹雪敦也）
- 巴哈姆特之怒 VIRGIN SOUL（畫家）
- 飆速宅男 NEW GENERATION（葦木場拓斗）
- 國王遊戲 The Animation（金澤伸明）
- 血界戰線 & BEYOND（多古・血槌）

2018年
- 飆速宅男 GLORY LINE（葦木場拓斗）
- 銀河英雄傳說 Die Neue These 邂逅（萊因哈特·馮·羅嚴克拉姆[11]）
- 東京喰種:re（月山習）
- 多田君不戀愛（伊集院薰）
- DEVILSLINE 惡魔戰線（安齋環）
- 女神異聞錄5 the Animation（坂本龍司[12]）
- 命運石之門0（岡部倫太郎）
- Free!-Dive to the Future-（松岡凜）
- 佐賀偶像是傳奇（巽幸太郎[13]）
- 閃電十一人 俄里翁的刻印（吹雪士郎、吹雪敦也）
- 七大罪 戒律的復活（吉爾桑達）
- 卡片戰鬥!! 先導者 中學生·高中生篇（伊吹浩二）

2019年
- 皿三昧（新星玲央[14]）
- 文豪Stray Dogs 第3期（太宰治）
- 一拳超人 第2期（帥氣蒙面俠甜美假面）
- 凱洛與塔斯黛（艾特根）
- 異世界四重奏（潘朵拉·亞克特）
- 卡片戰鬥!! 先導者 續·高中生篇（伊吹浩二）
- 炎炎消防隊（新門紅丸）
- 花牌情緣3（真島太一[15]）
- PSYCHO-PASS心靈判官3（法斑靜火）

2020年
- 虛構推理（櫻川九郎[16]）
- 排球少年！！TO THE TOP（宮侑）
- 七大罪 眾神的逆鱗（吉爾桑達）
- 異世界四重奏2（潘朵拉・亞克特）
- 籃球少年王（茂吉要[17]）
- 富豪刑事 Balance:UNLIMITED（加藤春）
- 卡片鬥爭!! 先導者 外傳 -if-（伊吹浩二）
- 炎炎消防隊 貳之章（新門紅丸）

2021年
- 文豪Stray Dogs 汪！（太宰治）
- 七大罪 憤怒的審判（吉爾桑達）
- SHOW BY ROCK!! STARS!!（修☆造）
- 佐賀偶像是傳奇 捲土重來（巽幸太郎、百崎喜一）
- 陰晴不定的體操哥哥（蛇賀池照）

2022年
- 鬼滅之刃 遊郭篇（過去的上弦之陸．童磨）
- OVERLORD IV（潘朵拉·亞克特）
- 新網球王子 U-17 世界盃（越前龍牙）
- 歌之☆王子殿下♪ 真愛ST☆RISH TOURS ～旅途的起始～（一之瀨時矢）
- 飆速宅男 LIMIT BREAK（葦木場拓斗）
- 福星小子（第2作）（面堂終太郎[18]）

2023年
- 虛構推理 Season2（櫻川九郎）
- 寶可夢 旅途 目標是寶可夢大師（天桐[19]）
- 狩火之王（焚三[20]）
- 文豪Stray Dogs 第4期（太宰治[21]）
- 鬼滅之刃 刀匠村篇（上弦之貳·童磨[22]）
- 境界服務（ブライアン・ナイトレイダー[23]）
- 文豪Stray Dogs 第5期（太宰治）
- 殭屍100～在成為殭屍前要做的100件事～（男公關 笑）
- 不死少女的謀殺鬧劇（亞森·羅蘋[24]）

2024年
- 狩火之王 第2期（焚三[25]）
- 七大罪 啟示錄四騎士（吉爾桑達）
- 失憶投捕（要圭[26]）
- 現代誤譯（狗城健太郎[27]〈力量之槍、沙發、武田、阿道夫、上班族〉）
- 金肉人 完美超人始祖篇（金肉人[28]）
- 【我推的孩子】 第2期（神木光[29]）
- 小小哥吉拉的逆襲（小小蓋剛[30]）
- 七大罪 啟示錄四騎士 第2期（吉爾桑達）
- 亂馬1/2（第2作）（三千院帝[31]）
- BLUE LOCK 藍色監獄 VS. U-20 日本代表隊（米歇爾·凱撒[32]）

2025年
- 青之壬生浪（京八陽太郎[33]）
- 全修。（超実在イグジスト[34]）
- 推理要在晚餐後（風祭京一郎[35]）
- LAZARUS 拉撒路（阿克塞爾[36]）
- 炎炎消防隊 參之章（新門紅丸[37]／Moonlight假面）
- Clevatess -魔獸之王與嬰兒與屍之勇者-（史蒂芬[38]）
- 一拳超人 第3期（帥氣蒙面俠甜美假面[39]）

### OVA
2006年
- 機動戰士GUNDAM SEED C.E.73 STARGAZER（沙姆斯·科薩（第3話代神谷浩史演出））
- Project BLUE 地球 SOS（日语：Project BLUE 地球 SOS）（バッキー）

2007年
- ツバサ TOKYO REVELATIONS（神威）

2008年
- EXILE ENTERTAINMENT BEST（日语：EXILE ENTERTAINMENT BEST） エグザムライ～六本木地獄の章（白耶 / シロヌイ）

2010年
- 和殿下一起（日语：殿といっしょ） 動畫第5卷附錄DVD限定版（朝倉義景）
- 文學少女 回憶篇I 《夢想少女的前奏曲》（櫻井流人）
- 我是御宅上班族（日语：ぼく、オタリーマン。）（吉谷）

2011年
- Fate/Prototype（Rider）

2012年
- 金田一少年之事件簿「黑魔術殺人事件」（火祀九曜）

2013年
- 花牌情緣（真島太一） ※漫畫第22卷附錄DVD限定版

2014年
- 新網球王子 OVA vs Genius10（越前龍牙）
- 蟲奉行（松之原小鳥）※「常住戰陣!!蟲奉行」單行本第15卷・第16卷附OVA特別版

2015年
- 東京喰種【PINTO】（月山習）
- 蟲奉行（松之原小鳥）※「常住戰陣!!蟲奉行」單行本第17卷附OVA錄特別版

2016年
- 牙狼 -紅蓮之月-（常若）※Blu-ray / DVD BOX2收錄
- OVERLORD（潘朵拉·亞克特）
- 亞人（永井圭）※漫畫第9卷附OAD錄特別版

2017年
- 文豪Stray Dogs 第2期（太宰治） ※漫畫第13卷限定版附贈

2018年
- Free!－Dive to the Future－第0話（松岡凜）

2020年
- 失憶投捕OVA（要圭[40]）

2022年
- 女校之星（小林老師[41]）

### 動畫電影
2007年
- 異邦人 無皇刃譚（戌重郎太）

2009年
- 交響詩篇艾蕾卡７ 彩虹滿載（姆達吉）
- 傳奇系列 宵星傳奇〜 The First Strike 〜（弗林·西佛）

2010年
- 劇場版 閃電十一人 最強軍團王牙來襲（吹雪士郎、凱波·托蘭卡斯）
- 劇場版 機動戰士鋼彈00 -A wakening of the Trailblazer-（剎那·F·塞耶）
- 劇場版 文學少女（櫻井流人）
- PLANZET（日语：プランゼット）（明嶋大志）

2011年
- 劇場版 閃電十一人GO 究極之絆 獅鷲獸（吹雪士郎）
- 神奇寶貝劇場版：比克提尼與黑英雄 捷克羅姆/白英雄 雷希拉姆（天桐）

2012年
- 劇場版 閃電十一人GO vs 紙箱戰機W（吹雪士郎）
- 神奇寶貝劇場版：酋雷姆VS聖劍士 凱路迪歐（天桐）
- 009 RE:CYBORG（009：島村喬）
- 伏 鐵砲娘的捕物帳（日语：伏 鉄砲娘の捕物帳）（信乃）

2013年
- 命運石之門 負荷領域的既視感（岡部倫太郎）
- 劇場版 HUNTER×HUNTER 緋色幻影（庫洛洛·魯西魯）
- 神奇寶貝劇場版：神速的蓋諾賽克特 超夢覺醒（天桐）
- STAR DRIVER THE MOVIE（特納西·塔科特）
- 春HAL（龍）

2014年
- 劇場版 卡片鬥爭!! 先導者 霓虹迷賽亞（伊吹浩二）
- 劇場版 K MISSING KINGS（伏見猿比古）
- 新劇場版 頭文字D INITIAL D THE NEW MOVIE（藤原拓海(2代目)）

2015年
- 新劇場版 頭文字D Legend2 -闘走-（藤原拓海）
- 飆速宅男 Re:ROAD（吉本進）
- 怪物的孩子（一郎彦〈青年期〉）
- 亞人 -衝動-（永井圭）
- High Speed! -Free! Starting Days-（松岡凜）

2016年
- 新劇場版 頭文字D Legend3 -夢現-（藤原拓海）
- 亞人 -衝突-（永井圭）
- 亞人 -衝擊-（永井圭）
- 陽炎眩亂-in a day's-（KONOHA / 九之瀨遙）

2017年
- 劇場版 Free!-Timeless Medley-（松岡凜）
- 特工次時代（捨造）
- 煙花（安曇祐介）
- 特別版 Free!-Take Your Marks-（松岡凜）
- 劇場版 窈窕淑女（伊集院忍[42]）
- GODZILLA -怪獸惑星-（春夫·榊）

2018年
- 擁抱！光之美少女♡光之美少女 All Stars Memories（米登）
- 文豪Stray Dogs DEAD APPLE（太宰治）
- 劇場版《K SEVEN STORIES》（伏見猿比古）
- 劇場版 窈窕淑女 後篇～花之東京大浪漫～（伊集院忍）
- GODZILLA -決戰機動增殖都市-（春夫·榊）
- GODZILLA -噬星者-（春夫·榊）

2019年
- 魯邦三世 峰不二子的謊言（賓卡姆）
- 劇場版 歌之☆王子殿下♪ 真愛王國（一之瀨時矢）
- 第二國度（ヨキ・ジニアス）
- HUMAN LOST 人間失格（大庭叶藏）
- 劇場版 Free! -Road to the World- 夢（松崗凜）

2020年
- PSYCHO-PASS 3: First Inspector（法斑静火）
- 罗小黑战记（无限）
- 劇場版 Fate/Grand Order -神聖圓桌領域卡美洛- 前篇 Wandering; Agateram（貝德維爾）

2021年
- 劇場版 Fate/Grand Order -神聖圓桌領域卡美洛- 後篇 Paladin; Agateram（貝德維爾）
- 龍與雀斑公主（剝皮太郎＆堅忍丸）
- Fate/Grand Order -終局特異點 冠位時間神殿所羅門-（貝德維爾、夏爾·亨利·桑松）
- EUREKA／交響詩篇艾蕾卡７ Hi-Evolution（姆達吉）
- 劇場版 Free!-The Final Stroke-前篇（松崗凜）

2022年
- 七龍珠超 超級英雄（伽瑪2號）
- 泡泡（慎）
- 銀河英雄傳說 Die Neue These 激突（萊因哈特·馮·羅嚴克拉姆）
- 劇場版 Free!-The Final Stroke-後篇（松崗凜）
- 劇場版 歌之☆王子殿下♪ 真愛ST☆RISH TOURS（一之瀨時矢）
- 銀河英雄傳說 Die Neue These 策謀（萊因哈特·馮·羅嚴克拉姆）

2024年
- 我的英雄學院劇場版：YOU'RE NEXT（朱里歐·甘迪尼[43]）

2025年
- 劇場版 佐賀偶像是傳奇 夢銀河天國（巽幸太郎[44]）

### 網路動畫
2010年
- Starry☆Sky（神樂坂四季）
- TRIP TREK（ミミメ）

2014年
- 壽司忍者（日语：スシニンジャ）（甜蛋壽司）

2015年
- 歐西里斯的天秤（日语：オシリスの天秤）（Coordinator）
- 私立翠嶺學園篇（雲雷龍之介）
- 美少女戰士Crystal（王子・狄曼多）
- 弱酸性百萬亞瑟王（日语：弱酸性ミリオンアーサー）（亞瑟 -劍術之城-）

2016年
- BROTHERHOOD Final Fantasy XV（伊格尼斯·史基恩提亞）
- 歐西里斯的天秤 season2（Coordinator）

2017年
- 梦王国与沉睡的100王子 短篇动画（凱伊）

2019年
- Levius 列比烏斯（Dr.克朗）

2021年
- 23點的佐賀飯動畫（旁白）
- Mini卡片戰鬥先導者 Large（伊吹光司、戰鬥者）
- 光靈：武士之魂（樓主）

2022年
- TIGER & BUNNY 2（富岡）

2023年
- 大奧（萬里小路有功[45]）
- 大怪獸卡美拉：重生（田崎）
- PLUTO ～冥王～（艾普希倫[46]）

2024年
- T·P時光特警（ブヨヨン[47]）
- 只想告訴你 3RD SEASON（三浦健人[48]）

### 遊戲
2002年
- [PS2] 王國之心（RIKU(陸)）

2003年
- [PS2] 電車GO! Professional 2（車掌）
- [NGC] 徽章戰士Brave（辛口コウジ）

2004年
- [GBA] 王國之心：記憶之鍊（RIKU(陸)、RIKU=Replica）

2005年
- [PS2] 王國之心II（RIKU(陸)）
- [GBA] 召喚夜響曲 鑄劍物語 ～起源之石～（ジェイド）

2006年
- [PS2] 交響詩篇艾蕾卡７ New Vision（姆達吉）
- [PC] 他和他之間 -DXツインズパック版（川田渡、川田翔）
- [PSP] 遊戲王怪獸對決 GX 雙重戰力（日语：遊☆戯☆王デュエルモンスターズGX タッグフォース）（阿比多斯3世）

2007年
- [NDS] 遠古封印之炎（吉卡文）
- [PS2] 櫻蘭高校男公關部（須王環）
- [PS2] 金色琴弦2（加地葵）
- [PS2] 金色琴弦2 encore（加地葵）
- [PS2] 王國之心 Re：記憶之鍊（RIKU(陸)、RIKU=Replica）
- [PS2] 王國之心II FINAL MIX+（RIKU(陸)）
- [PSP] 星海遊俠1 初次啟航（拉蒂斯・法瑞司）
- [PS2] DEAR My SUN!!〜育子狂想曲～（日语：DEAR My SUN!!〜ムスコ★育成★狂騒曲〜）（神乐达芳）
- [NDS] DEATH NOTE -死亡筆記本- 奇樂遊戲（日语：DEATH NOTE -デスノート- キラゲーム）（夜神月）
- [PS2] 龍影咒（天音戒人 / シュキ・アマネ）
- [PS2] 麻煩與幸運公司（國東周）
- [PC] はかれなはーと 誰がために君はある?（高坂ルイザ）
- [PS2] はかれなはーと 君がために輝きを（高坂ルイザ）
- [PS2] 幕末恋华 花柳剑士传（日语：幕末恋華 新選組）（咲彦）
- [PS2] 罪惡默示錄（日语：バロック (ゲーム)）（上級天使）
- [Wii] 名偵探柯南 追憶的幻想[[[Wikipedia:格式手册/链接#章節|錨點失效]]]（黑崎鏡一）
- [PC] 魔物獵人Frontier Online（VOICE TYPE19）

2008年
- [PC] 妖之宫（御月佐和人）
- [NDS] 時尚戀曲 2〜時尚公主〜（コウタ）
- [Wii] 卡拉OK JOYSOUND（日语：カラオケJOYSOUND Wii）（サン）
- [街機 / PSP] 機動戰士鋼彈 鋼彈 VS. 鋼彈（日语：機動戦士ガンダム ガンダムVS.ガンダム）（剎那·F·塞耶）
- [NDS] 機動戰士鋼彈00（剎那·F·塞耶）
- [PS2] 機動戰士鋼彈00 鋼彈尖兵（剎那·F·塞耶）
- [PS2] 超級機器人大戰Z（姆達吉）
- [NDS] SOUL EATER 噬魂者：梅杜莎的陰謀（奇多）
- [Wii] SOUL EATER 噬魂者：單調公主（奇多）
- [PS2] 驅魔少年 奏者的資格（查理斯．漢）
- [Xbox 360] 傳奇系列 宵星傳奇（弗林·西佛）
- [PS2] 真实命运（日语：トゥルーフォーチュン）（星宮潤）
- [NDS] 花样男子 －恋爱女子！－（花泽类）
- [PS2] 夢幻遊戲 朱雀异闻（鬼宿）
- [NDS] 星空漫画花园（日语：星空のコミックガーデン）（安达亮）
- [PSP] 遊戲王怪獸對決 GX 雙重戰力 3（日语：遊☆戯☆王デュエルモンスターズGX タッグフォース3）（阿比多斯3世）
- [PS2] Real Rode（涉）
- [NDS] 聖痛（日语：ルクス・ペイン）（西条アツキ）
- [NDS] 毀滅世界的六人 滅世紀～被引導的意志～（奇利埃・伊魯尼斯）

2009年
- [Wii] 惡魔城 審判（艾卡多）
- [NDS] 閃電十一人2 威脅的侵略者 烈火版／寒冰版（吹雪士郎）
- [NDS] 吸血鬼骑士 DS（锥生零）
- [DCD] 大怪獸格鬥NEO 銀河傳說（超人力霸王傑洛）
- [Wii / PS2] SD鋼彈G世代 WARS（剎那·F·塞耶、沙姆斯·科薩）
- [NDS] 樱兰高校男公关部DS（須王環）
- [NDS] 我来守护你（日语：俺がオマエを守る）（雷恩）
- [街機] 機動戰士鋼彈 鋼彈 VS. 鋼彈 NEXT（剎那·F·塞耶）
- [PSP] 機動戰士鋼彈 鋼彈 VS. 鋼彈 NEXT PLUS（日语：機動戦士ガンダム ガンダムVS.ガンダムNEXT#PSP.E7.89.88）（剎那·F·塞耶）
- [PSP] 金色琴弦2 f（加地葵）
- [PSP] 金色琴弦2 f encore（加地葵）
- [NDS] 王國之心 358/2天（RIKU(陸)）
- [手機] 王國之心 編碼（數據·RIKU(陸)）
- [Xbox 360] 命運石之門（岡部倫太郎）
- [PS2] SKIP・BEAT！華麗的挑戰（不破尚）
- [PS2] SOUL EATER 噬魂者 戰鬥共鳴（奇多）
- [街機] 惡魔新娘（日语：デモンブライド）（皇久遠、ジャッジ）
- [Wii] 鋼之鍊金術師 FULLMETAL ALCHEMIST -曉之王子-（姚麟）
- [PSP] 鋼之鍊金術師 FULLMETAL ALCHEMIST 友情搭檔戰（姚麟）
- [PS2] 伯爵與妖精 ～對著夢與羈絆馳聘思想～（悠里西斯）
- [PS2] Lucian Bee's RESURRECTION SUPERNOVA（日语：Lucian Bee's RESURRECTION SUPERNOVA）（REMMY·J·BELMONDO）

2010年
- [NDS] 閃電十一人3 挑戰世界！！閃光版／炸彈版（吹雪士郎）
- [NDS] 閃電十一人3 挑戰世界！！王牙版（吹雪士郎）
- [街機] 閃電十一人 爆熱足球BATTLE（吹雪士郎）
- [PSP] 歌之王子殿下（一之濑时也 / HAYATO）
- [PS2] 無法掙脫的背叛（碓冰愁生）
- [PC] 艾爾之光（雷文、リチャン）
- [NDS] 家庭教師HITMAN REBORN!DS 炎之命運Ⅲ 雪之守護者來襲！（傑拉洛）
- [PSP] 鋼彈突擊求生戰（日语：ガンダムアサルトサヴァイブ）（剎那·F·塞耶）
- [PS3] 鋼彈無雙3（剎那·F·塞耶）
- [PS3] 機動戰士鋼彈 極限 VS.（日语：機動戦士ガンダム エクストリームバーサス）（剎那·F·塞耶）
- [PS2 / PSP] 金色琴弦3（日语：金色のコルダ3）（天宫静）
- [NDS] 王國之心 Re：編碼（數據·RIKU(陸)）
- [PSP] 王國之心 夢中降生（RIKU(陸)）
- [PS2] Scared Rider Xechs（霧澤·拓人）
- [PSP] STORM LOVER（日语：STORM LOVER）（辰原奏矢）
- [PSP] 無頭騎士異聞錄 3way standoff（紀田正臣）
- [PSP] 鋼之鍊金術師 FULLMETAL ALCHEMIST 誓約之日（姚麟）
- [PSP] Real Rode PORTABLE（涉）
- [PSP] Lucian Bee's 〜正義之黃（日语：Lucian Bee's RESURRECTION SUPERNOVA）（REMMY·J·BELMONDO）
- [PSP] Lucian Bee's 〜邪惡之紫（日语：Lucian Bee's RESURRECTION SUPERNOVA）（REMMY·J·BELMONDO）

2011年
- [手機] 異世紀機器人大戰 攜帶版（剎那·F·塞耶）
- [3DS] 閃電十一人 GO 光明／黑暗（吹雪士郎）
- [Wii] 閃電十一人 王牌前鋒（吹雪士郎、杜羅爾、維茲、阿斯達羅斯、凱波·托蘭卡斯）
- [Wii] 閃電十一人 王牌前鋒 2012 Xtreme（吹雪士郎、杜羅爾、維茲、阿斯達羅斯、凱波·托蘭卡斯）
- [PSP] 歌之王子殿下 -Sweet Serenade-（一之濑时也 / HAYATO）
- [PSP] 歌之王子殿下 Repeat（一之濑时矢 / HAYATO）
- [PSP] 歌之王子殿下 MUSIC（一之濑时矢 / HAYATO）
- [Wii / PS2] SD鋼彈G世代 WORLD（剎那·F·塞耶、沙姆斯·科薩）
- [3DS] SD鋼彈G世代 3D（剎那·F·塞耶）
- [街機] 鋼彈 TryAge（日语：ガンダムトライエイジ）（剎那·F·塞耶）
- [PSP] 機動戰士鋼彈回憶錄～歷戰回憶～（剎那·F·塞耶）
- [PSP] 命運石之門 比翼雙飛的戀人（岡部倫太郎）
- [PS2] Scared Rider Xechs-STARDUST LOVERS-（霧澤·拓人）
- [PSP] STAR DRIVER 閃亮的塔科特 銀河美少年傳說（特納西·塔科特）
- [PSP] STORM LOVER 夏恋!!（日语：STORM LOVER）（辰原奏矢）
- [PSP] 戰律雲端（日语：戦律のストラタス）（九斷征四郎）
- [PSP] 第2次超級機器人大戰Z 破界篇（剎那·F·塞耶、姆達吉）
- [PSP] 傳奇系列 世界傳奇 閃耀神話 3（弗林·西佛）
- [PSP] 無頭騎士異聞錄 3way standoff-alley-（紀田正臣）
- [3DS] 時尚之冠（日语：FabStyle）（堀明）
- [PSP] 異域先鋒（日语：FRONTIER GATE）（クロトキ）
- [手機] 嫁コレ（日语：嫁コレ）（岡部倫太郎）
- [Wii] 夢幻終章（艾露撒）

2012年
- [PSP] 解放之刃 EXIV（日语：アンチェインブレイズ エクシヴ）（リュウガ）
- [Wii] 閃電十一人GO 王牌前鋒 2013（吹雪士郎、杜羅爾、阿斯達羅斯、維茲、肯恩·薩伊特、凱波·托蘭卡斯）
- [PSP] 歌之王子殿下 Debut（一之濑时也 / HAYATO）
- [手機] 擴散性百萬亞瑟王（亞瑟）
- [PSP] SD鋼彈G世代 OVER WORLD（剎那·F·塞耶、沙姆斯·科薩、マイキャラクター）
- [PS3] 機動戰士鋼彈 極限 VS. 火力全開（日语：機動戦士ガンダム エクストリームバーサス フルブースト）（剎那·F·塞耶）
- [3DS] 王國之心 3D ［夢降深處］（RIKU(陸)）
- [PSP] Scared Rider Xechs I+FD Portable（霧澤·拓人）
- [PC] Starry☆Sky 〜After Winter〜（神樂坂四季）
- [PSP] STORM LOVER 快!!（日语：STORM LOVER）（辰原奏矢）
- [PSP] 第2次超級機器人大戰Z 再世篇（剎那·F·塞耶、姆達吉）
- [PSP] 傳奇系列 英雄傳奇 Twin Brave（弗林·西佛）
- [3DS] 跨界計劃（弗林·西佛）
- [3DS] 雷頓教授VS逆轉裁判（吉肯·巴納德領主）

2013年
- [PSP] 歌之王子殿下 All Star（一之濑时矢 / HAYATO）
- [PSP] 歌之王子殿下 MUSIC2（一之濑时矢 / HAYATO）
- [PSP] 超人力霸王 英雄戰記超人力（超人力霸王傑洛）
- [3DS] 金色琴弦3 Full voice Special（日语：金色のコルダ3）（天宫靜）
- [PS3] 王國之心 HD 1.5 ReMIX（日语：キングダム ハーツ HD 1.5 リミックス）（RIKU(陸)、RIKU=Replica）
- [PSP] STORM LOVER 2nd（日语：STORM LOVER）（辰原奏矢）
- [PSV / PS3] 真・鋼彈無雙（剎那·F·塞耶）
- [PSP] 超級機器人大戰Operation Extend（剎那·F·塞耶）
- [PSP] 超級機器人大戰UX（剎那·F·塞耶）
- [PSP] Starry☆Sky 〜After Winter〜 Portable（神樂坂四季）
- [PSP] 七龍傳說 2020-II（日语：セブンスドラゴン2020-II）
- [PSP] 任意花開（日语：花咲くまにまに）（赤根武人）
- [PSP] HEROES' VS（日语：HEROES' VS）（超人力霸王傑洛、Double Raiser、超人力霸王傳奇）
- [PSP] 異域先鋒 Boost+（日语：FRONTIER GATE）（クロトキ）
- [PS3] 超時空要塞 30 連繫銀河的歌聲（日语：マクロス30 銀河を繋ぐ歌声）（ロッド・バルトマー）
- [手機] 嫁コレ（日语：嫁コレ）（信乃、與儀）

2014年
- [手機] 乖離性ミリオンアーサー
- [PSP] 學園K -Wonderful School Days-（伏見猿比古）
- [街機] 機動戰士鋼彈EXTREME VS. MAXI BOOST（日语：機動戦士ガンダム エクストリームバーサス マキシブースト）（剎那·F·塞耶）
- [PSP] 金色琴弦3 AnotherSky feat.天音學園l（日语：金色のコルダ3）（天宫靜）
- [PSP] 金色琴弦3 AnotherSky feat.至誠館l（日语：金色のコルダ3）（天宫靜）
- [PSP] 金色琴弦3 AnotherSky feat.神南l（日语：金色のコルダ3）（天宫靜）
- [PS3] 王國之心 HD 2.5 ReMIX（日语：キングダム ハーツ HD 2.5 リミックス）（RIKU(陸)、數據·RIKU(陸)）
- [PS3] 光明之響（アグナム・ブレットハート）
- [手機] 巴哈姆特之怒（ラスティ）
- [PSV / PS3] 超級英雄世代（超人力霸王傑洛、黑暗獨眼巨人傑洛、00 Raiser）
- [PSV/PS3] 第3次超級機器人大戰Z 時獄篇（剎那·F·塞耶）
- [PSP] 傳奇系列 世界傳奇 戰略同盟（弗林·西佛）
- [PSP] 無頭騎士異聞錄 3way standoff -alley- V（紀田正臣）
- [手機] 愚者信長 戰亂王權（織田·信長）
- [手機] 男友伴身邊（日语：ボーイフレンド（仮））（加賀見朔）
- [3DS] MAGI魔奇少年 嶄新的世界（穆·阿勒奇烏斯）
- [Web] 魔物獵人 梅傑波爾多開拓記（ルシウス）
- [手機] 嫁コレ（日语：嫁コレ）（織田·信長）
- [手機] 恋愛エターナル学園（立花翡翠）
- [手機] WonderFlick（マルルーク）

2015年
- [PSP] 歌之王子殿下 All Star After Secret（一之濑时矢 / HAYATO）
- [PSP] 學園K -Wonderful School Days- V Edition（伏見猿比古）
- [PSV] CROSSANGE 天使與龍的輪舞 tr.（塔斯克）
- [手機] XUCCESS HEAVEN（雲雷龍之介）
- [PS4]命運石之門 0（岡部倫太郎）
- [手機] 白貓Project（吉爾桑達（七大罪合作角色））
- [PSV] Scared Rider Xechs Rev.（霧澤·拓人）
- [3DS] 超級機器人大戰BX（剎那·F·塞耶）
- [3DS] 七龍傳說 III code：VFD
- [PSV/PS3] 第3次超級機器人大戰Z 天獄篇（剎那·F·塞耶）
- [PSV] 無頭騎士異聞錄 Relay（紀田正臣）
- [手機] 七大罪 口袋中的騎士團（吉爾桑達）
- [PSV] 薄櫻鬼 真改 風之章（伊庭八郎）
- [3DS] 聖火降魔錄 if（里昂）
- [手機] Fate/Grand Order（亨利·傑基爾&海德、夏爾·亨利·桑松）
- [PSP] 疾走王子（諏訪怜治）
- [PS4] 魔界戰記5（齊利亞）
- [Android／iOS] 夢王國與100位沉睡的王子殿下 （賽菲爾、卡伊里）
- [手機] 嫁コレ（日语：嫁コレ）（伏見猿比古、紀田正臣）
- [PSV] 弧光之源 無限（日语：ルミナスアーク インフィニティ）（アスワド）
- [3DS] 失落英雄 BONUS EDITION（日语：ロストヒーローズ）（超人力霸王傑洛、00鋼彈 / 00 Raiser）
- [3DS] 失落英雄 2（日语：ロストヒーローズ）（超人力霸王傑洛、00 Qan[T]）

2016年
- [3DS] 暗殺教室 暗殺者育成計劃!!（淺野學秀）
- [PSV] 歌之王子殿下 MUSIC 3（一之濑时矢）
- [PSV] 金色琴弦4（天宫靜）
- [手機] Fate/Grand Order（貝德維爾）
- [PS3/PS4]女神異聞錄5（坂本竜司）
- [3DS] 卡片鬥爭!! 先導者 G 超越勝利（日向正人、伊吹浩二）
- [PC] NightCry（フロントマン）
- [PSV] 薄櫻鬼 真改 華之章（伊庭八郎）
- [PS4] Final Fantasy XV（伊格尼斯·斯圖皮歐·史基恩提亞）
- [手機] 嫁コレ（日语：嫁コレ）（JOKER）
- [手機] 夢王國與100位沉睡的王子（賽菲爾、卡伊里）
- [手機] 文豪野犬:迷途犬怪奇譚 (太宰治)

2017年
- [手機] 聖火降魔錄 英雄雲集（里昂）

2018年
- [手機] Bungo Stray Dogs:Tales of The Lost (太宰治)

2019年
- [PS4] JUMP FORCE（夜神月）
- [手機] 七大罪～光與暗之交戰～(吉爾桑達)
- [PS4] 女神異聞錄5 皇家版（坂本竜司）
- [Switch] 任天堂明星大亂鬥 特別版（坂本竜司）
- [手機] 寶可夢大師（瑯琊）

2020年
- [PS4/NS] 女神異聞錄5 亂戰 魅影攻手（坂本竜司）
- [PS4] 一拳超人 无名英雄（假面帥哥甜心假面）

2021年
- [手機] Crash Fever（新門紅丸）

2022年
- [街機] 超级七龙珠群雄（伽瑪2號）
- [XBOX/PC] 女神異聞錄5 皇家版（坂本竜司）
- [手機] 鋼之練金術士-MOBLIE（姚麟）
- [SWITCH] 薄櫻鬼真改-天雲之抄（伊庭八郎）
- [PS4/XBOX/PC/NS] 七龍珠 異戰2（伽瑪2號）
- [手遊/PC] 陰陽師 (遊戲)（SP神墮八歧大蛇）

### 配音

#### 外國演員
- 盧卡斯·提爾
  - 鄰家特務（Larry）
  - 孟漢娜 電影版（Travis·Brody）
  - 馬蓋先（安格斯·「小馬」·馬蓋先）

#### 外國電影
- 顛倒世界（Adam Kirk〈吉姆·史特格斯〉）
- X戰警：金鋼狼（斯科特·薩默斯/獨眼龍〈提姆·波科克〉）
- E.T.外星人（泰勒〈C·托馬斯·豪威爾〉）
- 放牛班的春天（孟丹〈Grégory Gatignol〉）
- 武林女大生（鄭俊茂〈劉健〉）
- 巧克力冒險工廠（威利·旺卡〈強尼·戴普〉）金曜ROAD SHOW！（日语：金曜ロードSHOW!）版本
- 波西傑克森：神火之賊（波西・傑克森〈羅根·勒曼〉）
- 波西傑克森：妖魔之海（波西・傑克森〈羅根·勒曼〉）
- 哈利波特系列電影（派西·衛斯理〈克里斯·蘭金（英语：Chris Rankin）〉）
  - 哈利波特：神秘的魔法石
  - 哈利波特：消失的密室
  - 哈利波特：阿茲卡班的逃犯
- 怪獸系列電影（紐特·斯卡曼德〈艾迪·瑞德曼〉）
  - 怪獸與牠們的產地
  - 怪獸與葛林戴華德的罪行
  - 怪獸與鄧不利多的秘密
- 女巫一族4：魔法之鑰（Dylan〈喬伊·齊默曼（英语：Joey Zimmerman）〉）
- 雪地黃金犬（Jack·Conroy〈伊森·霍克〉）
- 雪地黃金犬2（Jack·Conroy〈伊森·霍克〉）
- 怪奇孤兒院（雅各·「傑克」·波曼〈阿薩·巴特菲爾德〉）
- 壯志凌雲：獨行俠（Lieutenant Bradley "Rooster" Bradshaw〈布雷德利·「公雞」.布雷德利上尉〉）

#### 電視劇
- 五星大飯店 ～Five Star Hotel～（潘玉龍〈張峻寧〉）
- GO！GO！（英文原名：The Famous Jett Jackson）
- 兒童警視（日语：コドモ警視）（間聖四郎〈葉成龍〉）※開場旁白、以及部分獨角戲的配音
- 善德女王（ 金春秋〈俞承豪〉）
- 朱蒙（朱蒙〈宋一國〉（青年時代）※第3話至第33話 / 類利〈安勇俊〉（朱蒙的兒子）※第74話至第81話（最終話））
- Phil of the Future（英语：Phil of the Future）（Seth）
- 雙螺旋Helix（The Scythe〈羅伯·奈勒（英语：Robert Naylor (actor)）〉）
- 三劍客與達太安（達爾達尼央〈盧克·帕斯夸尼洛（英语：Luke Pasqualino）〉）
- 野王（白道勳〈鄭允浩〉）
- Caitlin's Way（日语：私はケイトリン）（Griffen Lowe〈傑瑞米·福利（英语：Jeremy Foley (actor)）〉）

#### 動畫
- 神偷奶爸系列電影
  - 神偷奶爸2（安東尼奧）
  - 小小兵（赫伯·殺很大〈喬·漢姆〉、弗拉克斯教授〈史提夫·寇根〉）
  - 神偷奶爸3（克萊夫）
- La Tranchée des espoirs（法语：La Tranchée des espoirs）（Freddy）
- 鐵拳：血之復仇（神谷真）
- 樂高生化戰士（塔庫亞・塔卡努瓦）
- 寵物當家系列電影
  - 寵物當家（飛鷹）
  - 寵物當家2（賽吉）
- 歡樂好聲音（艾迪）
- 彩虹小馬：友情就是魔法（閃耀盔甲／Shining Armor）
  - 彩虹小馬：小馬國女孩3-友誼競賽（閃耀盔甲／Shining Armor、巴士司機）
- 小王子（王子先生〈保羅·路德〉）
- 羅雷斯（泰德·威金斯）
- 小腳怪（波西·派特森）
- 鬼靈精（旁白[49]）
- 蜘蛛人：新宇宙（彼得·B·帕克／蜘蛛人）
- 超級瑪利歐兄弟電影版（瑪利歐）

### 解說旁白
- 無法掙脫的背叛 原創廣播劇CD3（電視CM）
- 月刊Newtype（電視CM）
- 機動戰士鋼彈00 放送開始通知（電視CM）
- 機動戰士鋼彈00 DVD&Blu-ray Disc 發售通知（電視CM、廣播CM）
- 機動戰士鋼彈00 -天使們的軌跡-
- 機動戰士鋼彈00 Special Edition
- Jump Festa 2009 Square Square Enix Closed Mega Theater 上映通知
- STAR DRIVER 閃亮的塔科特 DVD&Blu-ray Disc 發售通知（電視CM）
- 地球巴士紀行（旅行節目）
- 無頭騎士異聞錄 DuRaRaRa!! CM旁白第3彈（紀田正臣ver.）
- Newtype Romance（電視CM）
- 鋼之鍊金術師 FULLMETAL ALCHEMIST第二期放送通知旁白（電視CM）
- YOUNG GANGAN（電視CM）

### 特攝
1992年
- 特搜Exceedraft（兒童時期的矢崎(真人演出)）

2009年
- 大怪獸格鬥 超銀河傳說 THE MOVIE（超人力霸王傑洛）

2010年
- 宇宙小超人DVD 超人英雄大映像圖解！光之國篇（超人力霸王傑洛）
- 宇宙小超人DVD 超人對手戰士列傳！（超人力霸王傑洛）
- 超極銀河傳說外傳 超人力霸王傑洛VS黑暗獨眼巨人傑洛（日语：ウルトラ銀河伝説外伝 ウルトラマンゼロVSダークロプスゼロ）（超人力霸王傑洛、黑暗獨眼巨人傑洛）
- 超人力霸王傑洛&超人英雄 超決戰DVD（超人力霸王傑洛）
- 超人力霸王傑洛 激突!黑色護甲裝置!!（超人力霸王傑洛）
- 超人力霸王傑洛 THE MOVIE 超決戰！貝利亞銀河帝國（超人力霸王傑洛、帝國獵兵暗黑独眼巨人）

2011年
- ウルティメイトフォースゼロ Another space adventure（超人力霸王傑洛）
- 超人力霸王傑洛外傳 キラー ザ ビートスター（日语：ウルトラマンゼロ外伝 キラー ザ ビートスター）（超人力霸王傑洛）
- 超人超附錄DVD ゆけ!ウルティメイトフォースゼロ!（超人力霸王傑洛）
- 超人力霸王列傳（超人力霸王傑洛）

2012年
- 超人力霸王傳奇（超人力霸王傑洛、超人力霸王傳奇）
- 超人力霸王傳奇 傑洛&超人兄弟 飛び出す!ハイパーバトル!!（超人力霸王傑洛）
- 超人傑洛Fight（日语：ウルトラゼロファイト）（超人力霸王傑洛）

2013年
- 獸電戰隊強龍者（獰猛的戰騎D）
  - 劇場版 獸電戰隊強龍者 GABURINCHO OF MUSIC（獰猛的戰騎D / 亡龍者）
- 新超人力霸王列傳（超人力霸王傑洛）

2015年
- 劇場版 超人力霸王銀河S 決戰!奧特曼10勇士!!（超人力霸王傑洛）
- 超人力霸王X（超人力霸王傑洛）

2016年
- 劇場版超人力霸王X 來了！我們的超人力霸王（超人力霸王傑洛）

2017年
- 超人力霸王捷德（超人力霸王傑洛）

2018年
- 劇場版_超人力霸王捷德_連繫起來！_願望！！（超人力霸王傑洛）

2019年
- 超人力霸王大河（超人力霸王傑洛）

2019年
- 《奥特银河格斗 新生代英雄（英语：Ultra Galaxy Fight: New Generation Heroes）》 （超人力霸王傑洛）

### CM
- 西友大市
- 大怪獸格鬥 超銀河傳說  THE MOVIE 含註解的電視預告
- 本田Stepwgn Spada（超人力霸王傑洛）
- 世界毀滅
- 戀愛上等☆帥哥學園 for GREE
- Mobage 夢幻戰記Dragonor

### App
2012年
- じょいまも

2013年
- 愛しの守護臣（水野時人）

2014年
- 妖かし戀戲曲（曉仁）

2016年
- MAPLUS＋（岡部倫太郎）

### CD

#### 廣播劇CD
- 光速蒙面俠21 DRAMA FIELD1（櫻庭春人）
- 青春鐵道 廣播劇CD2 〜高速鐵道篇〜（日语：青春鉄道）（東海道新幹線）
- 惡魔城 X 追憶的夜想曲（艾卡多）
- 遠古封印之炎（吉卡文）
- アラビアンローズ 〜ライラの受難〜（シャルディーン）※初回限定特裝版附屬廣播劇CD
- イケベン! 〜池澤くんと愉快な仲間たち〜（1） - （3）（須田智）
- 1年777組（家臣太郎丸）
- 閃電十一人系列 廣播劇CD「復活之絆!!」（吹雪士郎）
- 日常生活中的異能戰鬥（安藤壽来）
- 吸血鬼騎士 系列（錐生零）
  - Kirameki☆廣播劇CD（LaLa2005年9月號附錄）
  - Gorgeous廣播劇CD（LaLa2006年11月號附錄）
  - Premium♥廣播劇CD（LaLa2008年5月號附錄）
  - Excellent☆廣播劇CD（LaLa2008年11月號附錄）
  - Double Premier☆廣播劇CD（LaLa2009年5月號附錄）
  - Midnight CD-PACK（2006年春 應募者全員Service）
  - Moonlight CD-PACK（2007年春 應募者全員Service）
  - Pure Blood CD-PACK（LaLa2010年2月號、3月號應募者全員Service）
- VELVET UNDERWORLD「Fragment story #1“The Wheel of Fortune”」（七ツ目）
- 歌之王子殿下 系列 （一之瀨時矢）
  - 歌之王子殿下 廣播劇CD vol.1
  - 歌之王子殿下 角色廣播劇CD 音也&時矢
  - 歌之王子殿下 角色廣播劇CD 真斗&蓮
  - 歌之王子殿下 角色廣播劇CD 那月&翔
  - 歌之王子殿下 SS Disc
  - 歌之王子殿下 Debut Unit 廣播劇CD 嶺二&音也&時也（日语：うたの☆プリンスさまっ♪のディスコグラフィ#.E5.B6.BA.E4.BA.8C.26.E9.9F.B3.E4.B9.9F.26.E3.83.88.E3.82.AD.E3.83.A4）
- 歌姫（トーマス）
- 無法掙脫的背叛 系列（碓冰愁生）
  - 無法掙脫的背叛 1 - 3
  - 電視動畫「無法掙脫的背叛」原創廣播劇CD 2 - 4
- 魔女獵人 全2卷（L・A）
- 王子殿下（笑）系列（日语：王子様（笑）シリーズ）（「阿拉丁與不可思議的神燈」的王子殿下）
  - 王子殿下（笑）系列 廣播劇CD 第2卷
  - 王子殿下（笑）系列 廣播劇CD 〜青蛙王子〜
  - 王子殿下（笑）系列 娛樂廣播劇CD 2nd Season
  - 王子殿下（笑）系列 廣播劇CD if 〜王子殿下（笑）學園〜
  - 王子殿下（笑）系列 廣播劇CD if 〜王子殿下（笑）學園 2學期〜
  - 王子殿下（笑）系列 Date CD 第2卷
  - 王子殿下（笑）系列 娛樂廣播劇CD 3rd Party
  - 王子殿下（笑）系列 娛樂廣播劇CD 4th Legend
  - 王子殿下（笑）系列 廣播劇CD 最終章 第3卷
- 櫻蘭高校男公關部 系列（須王環）
  - 廣播劇CD・櫻蘭高校男公關部（LaLa2006年9月號應募者全員Service）
  - わくわく廣播劇CD(動畫廣播劇CD Part.2) （LaLa應募者全員Service）
  - Gorgeous廣播劇CD（LaLa2006年11月號附錄）
  - Treasure廣播劇CD（LaLa2007年10月號附錄）
  - Premium♥廣播劇CD（LaLa2008年5月號附錄）
  - Excellent☆廣播劇CD（LaLa2008年11月號附錄）
  - Precious廣播劇CD（LaLa2009年11月號附錄）
  - Climax廣播劇CD（LaLa2010年10月号應募者全員Service）
- オズと秘密の愛（アイル）
- 黑色嘉年華 系列（與儀）
  - 黑色嘉年華 不能飛的羽翼／人魚之瓶
  - 黑色嘉年華 〜輪（Circus）〜
  - 黑色嘉年華 利諾爾
  - 黑色嘉年華 ヴィント
  - 黑色嘉年華 汎德納姆
  - 黑色嘉年華 煙霧之館
  - 黑色嘉年華 克羅諾梅
  - 黑色嘉年華 選ぶべき道
  - 黑色嘉年華 Premium☆ペローナ
  - 黑色嘉年華 再会
- 陽炎ノスタルジア～新章～（豪希（豪鬼））
- KAMUI（日语：KAMUI）（空穗（少年時代））
- 如月疑雲 聲優ver.（SNAKE）
- 貴族偵探愛德華（愛德華・H・格萊斯頓）
  - 廣播劇CD「貴族偵探愛德華」
  - Beans A CD Collection（Beans A 應募者全員Service）
  - 貴族偵探愛德華全サCD（The Beans Vol.10 應募者全員Service）
- Captain HOOK love's lock（日语：Captain HOOK love's lock.）. genetic aberration（剎那）
- 金色琴弦 系列（加地葵）
  - 金色琴弦2 〜捲雲的連奏〜
  - 金色琴弦2 〜水面的斷奏〜
  - 金色琴弦2 〜碧之漣漪〜
  - 金色琴弦2 〜gloria〜
  - 金色琴弦2 〜融雪的陽光〜
  - 金色琴弦2 〜熱風Wing〜
  - 金色琴弦2 f Encore 〜graduation〜
  - 金色琴弦 〜secondo passo〜 SWEET&JOY＜#＞、＜♭＞
  - 金色琴弦 〜secondo passo〜 Tears
  - 金色琴弦 Bravo☆廣播劇CD（LaLa應募者全員Service）
  - 金色琴弦 10th Anniversary CD4 加地葵&不動翔麻&不動葉介
  - Precious廣播劇CD（LaLa2009年11月號附錄）
  - 100萬人之金色琴弦 〜放學後的D.C.（ダ・カーポ）〜
- 金色琴弦 3 系列（天宮靜）
  - 序章CD 金色琴弦3 〜初始之夏〜
  - 金色琴弦3 SS(School系列) IV 〜天音學園〜
  - 金色琴弦3 School Talk&VocalII〜神南&天學学園〜（Event限定CD）
- 月刊少女野崎君（鈴木三郎）
  - 電視動畫「少女野崎君」廣播劇CD 〜秋編〜
  - 電視動畫「少女野崎君」廣播劇CD 〜冬編〜
- 獣のごとくひそやかに -言霊使い-（滝川聖）
- 鋼鐵三國志 系列（陸遜伯言）
  - 鋼鐵三國志 外史想歌 第一傳 〜思慕〜
  - 鋼鐵三國志 外史想歌 第二傳 〜六駿〜
  - 鋼鐵三國志 外史想歌 第三傳 〜友愛〜
- 心（私）
- 來自小鳩町的散彈槍（日语：小鳩町から散弾銃） 全2卷（須須木健太）
- されど月に手は届かず 魍魎の都（渡辺綱）
- Shinobi Life（日语：シノビライフ） 1・2（景虎）
- 白熊咖啡厅 原創廣播劇CD6 山嵐咖啡（鬃豪豬）
- 12人的溫柔殺人屋（日语：12人の優しい殺し屋） 系列（白神彰）
  - 12人的溫柔殺人屋 INTRODUCTION
  - 12人的溫柔殺人屋 Wish：Emerald
  - 12人的溫柔殺人屋 side R part 2
- 神父與惡魔 系列（ヴェドリック・ヴェスター（神父））
  - 神父與惡魔 〜カープト・レーギスの吸血鬼〜
  - 神父與惡魔2 〜銀之森的人狼〜
  - 神父與惡魔3 〜玻璃的迷宮的夢魔〜
  - 神父與惡魔4 〜煉獄的大悪魔〜
- 命运石之门 系列（岡部倫太郎）
  - 命运石之门 廣播劇CD α『哀心迷図のバベル』Divergence 0.571046%
  - 命运石之门 廣播劇CD β『無限遠点のアークライト』Divergence 1.130205%
  - 命运石之门 廣播劇CD γ『暗黒次元のハイド』Divergence 2.615074%
  - 「命運石之門」漫畫第1卷附錄廣播劇CD限定版
  - 命运石之门 Audio系列 ☆ラボメンNumber002☆椎名真由里
  - 命运石之门 Audio系列 ☆ラボメンNumber003☆橋田至
  - Anthology廣播劇CD「命運石之門」幻視空間のリユニオン
  - 科學ADV系列 Special廣播劇CD 怱卒連鎖のトリプティック
- Switch vol.3（城戶友哉）
- Scared Rider Xechs 系列（霧澤·拓人）
  - Scared Rider Xechs リュウキュウ・インシデンツ
  - Scared Rider Xechs ウィンター・ミュート1-3-6
  - Scared Rider Xechs ハーモニー・エクスプロージョン
- Starry☆Sky 系列（神樂坂四季）
  - 星座男友系列 Starry☆Sky 〜Ophiuchus〜（蛇遣座）
  - 星座老公系列 Starry☆Sky 〜Ophiuchus〜（蛇遣座）
  - Starry☆Sky 〜13constellations〜
  - Starry☆Sky 〜in sweet season〜
  - Starry☆Sky 〜sweet graduation〜
  - Starry☆Sky Film Festival Vol.01 〜Tears of the Polestar〜
  - Starry☆Sky Film Festival Vol.02 〜The presence offellow〜
  - Starry☆Sky Film Festival Vol.04 〜Zodiac sign〜
  - Starry☆Sky 〜in Spring〜 春之星見會
- STORM LOVER（日语：STORM LOVER） 系列（辰原奏矢）
  - STORM LOVER 〜聖路易斯・高校 執事喫茶で大騒動!?〜
  - STORM LOVER 〜聖路易斯・高校 初日の出は君の隣で〜
  - STORM LOVER 〜聖路易斯・高校 臨海学校 男たちの宴!〜
  - STORM LOVER 〜My Funny Valentine〜
  - STORM LOVER 〜恋のスタディー・セッション〜
  - STORM LOVER 〜Fortune・Love・Battle〜
  - STORM LOVER Couple DateCD -LOVERS COLLECTION- Vol.7 「COOL DISC -恭介&奏矢-」
  - STORM LOVER Situation DateCD Vol.3 立夏&奏矢
- 戰國Strays（織田信行）
- 戰律雲端 零（九斷征四郎）
- SOUL EATER 噬魂者 系列（奇多）
  - Animedia7月號全サ廣播劇CD
  - 少年GANGAN1月號附錄　Special廣播劇 SOUL EATER「奇多&湯普森姊妹篇」
- タブロウ・ゲート（アレイスター）
- DEAR My SUN!!〜育子狂想曲～（日语：DEAR My SUN!!〜ムスコ★育成★狂騒曲〜） 角色歌曲&MessageCD 雷斗Ver.（神樂達芳）
- 宵星傳奇 系列（弗林·西佛）
  - 劇場動畫「宵星傳奇〜The First Strike〜」廣播劇CD
  - 廣播劇CD「宵星傳奇」第1 - 6巻
  - 廣播劇CD「宵星傳奇」虚空の仮面 [後編]
  - Anthology廣播劇CD「宵星傳奇 2009Winter」
  - Anthology廣播劇CD「宵星傳奇 2010Summer」
  - Anthology廣播劇CD「宵星傳奇 2010Winter」
- 惡魔新娘（日语：デモンブライド） 廣播劇CD DESTINY（皇久遠）
- 東京★純愛奇緣（半藏）
- 真實命運（日语：トゥルーフォーチュン） 系列（星宮潤）
  - 真實命運 原創Voice廣播劇 Vol.1「華麗に、厳格に肝試し!」
  - 真實命運 原創Voice廣播劇 Vol.2「いつだって、グローイングアップ!」
  - 真實命運 原創Voice廣播劇 Vol.6「星に願いを…」
- DOLLS（日语：DOLLS (漫画)） 系列（式部清寿）
- 純愛手札 Only Love 「ときめきの雪」（青葉陸）
- DOG DAYS 廣播劇BOX vol.1 - 3（真紅·泉）
- 龍鳴 男祭!! CD（アーシム・ジャマール）※Animage2008年2月號全員Service
- 龍影咒  Vol.1・2 〜古城の狼の詩 前篇・後篇（天音戒人 ）
- 麻煩與幸運公司 COMPANY☆はぴCURE（國東周'）
- トリコン!!! triple complex（日语：トリコン!!! triple complex）（ジャック）
- TRIP TREK  たいせつなお友だち（ミミメ）
- RACE（神山ユウ ）※月刊COMIC Earth・Star7月號附錄
- 虹色セプテッタ 廣播劇CD「One Night 嘉年華」 DISC-1、2（久我帝）
- 尋神的旅途 系列（滇紅）
  - 尋神的旅途
  - 尋神的旅途〜吉里吉里舞〜
- 鋼之鍊金術師 系列（姚麟）
  - 少年GANGAN2010年2月号付録 鋼之鍊金術師原創廣播劇CD「流星計画前篇」
  - 少年GANGAN2010年3月号付録 鋼之鍊金術師原創廣播劇CD「流星計画後篇」
- 伯爵と博士の血液型的運命論（伯爵（クリストファー））
- 伯爵与妖精 紳士の射止めかた教えます（格魯比的弟弟）
- 八犬傳－東方八犬異聞－ 第壹〜貳卷（尾崎要、村雨）
- 薔薇嬢のキス〜rose2〜（来生ハルト・黄薔薇）
- ファイブ act.4（ケビン・権造・ルドレッティーナ）
- Free! ドラマCD 岩鳶高校水泳部 活動日誌1（松岡凛）
- Free! ドラマCD 岩鳶高校水泳部 活動日誌2（松岡凛）
- FULL SCORE 系列（神藤天輝）
  - FULL SCORE 02 -side Classic-
  - FULL SCORE 04 -Mixture-
  - FULL SCORE -the second season- 01 - 03
- 文學少女 系列（櫻井流人）
  - 文學少女與飢渴幽靈【前篇】
  - 文學少女與飢渴幽靈【後篇】
- 帽子屋エリプシス（逆霧）
- 我是御宅上班族（日语：ぼく、オタリーマン。）（吉谷）
- 星空漫畫花園（日语：星空のコミックガーデン）「BITTER　Chocolate」（安達亮）
- マイカレ 系列（梶葉大輔）
  - マイカレ
  - マイカレ 〜Second Kiss〜 梶葉篇
  - マイカレ Special〜双璧篇〜
- 妄想彼氏（ペット）シリーズ デレなペットくん（ダイチ）
- MOTHER KEEPER～伊甸捍衛者～（里卡魯納·弗爾德）
- Metal Slader Glory（日向忠）
- ヒーリングCD 「癒守石05」（珊瑚）
- Liar x Liar（日语：ライアー×ライアー）（烏丸真士）
- ラディカル・ホスピタル（日语：ラディカル・ホスピタル）（里見雅行）
- ラブ彼〜恋愛偏差値上昇中!〜 系列（紫藤劍）
  - ラブ彼〜恋愛偏差値上昇中!〜 角色歌曲&廣播劇CD 恋のはじまり編
  - ラブ彼〜恋愛偏差値上昇中!〜 角色歌曲グ&廣播劇CD 永遠の誓い編
- Real Rode 系列（涉）
  - Drama CD Real Rode 〜Pure White Disc〜
  - Drama CD Real Rode 〜Noble Black Disc〜
- Lucian Bee's（日语：Lucian Bee's RESURRECTION SUPERNOVA） 廣播劇CD 超新星☆大爆走CRAZYSUPERNOVA-銀河系アイドルROMANXIA No.1決定戦!?-（REMMY·J·BELMONDO）
- 戀愛上等帥哥學園 系列 （藤堂零）
  - 戀愛上等帥哥學園
  - 戀愛上等帥哥學園2 -さよなら冴島先生-

#### 廣播CD
- 廣播 愛と真守の週刊エル・カザド通信!（日语：愛と真守の週刊エル・カザド通信!） Vol.1、2
- 惡魔城 廣播クロニクル（來賓）
- 癒されBar若本（日语：癒されBar若本） the CD Vol.01（來賓）
- 12人的溫柔殺人屋 side R part 2（來賓）
- 廣播 SMILY☆SPIKYのきゃーちゃーりー! Vol.1、2
- 命運石之門廣播 未来ガジェット電波局 コミケ78特別編+ラボメン円卓会議（日语：STEINS;GATEラジオ 未来ガジェット電波局）
- ソウルイーターWebラジオ「SOUL EATER RADIO 死武専共鳴放送局」DJCD第1 - 2巻
- ソレスタルステーション00（日语：ソレスタルステーション00） 系列
  - ソレスタルステーション00 GN粒子最大散布SpecialCD 第1 - 3卷
  - ソレスタルステーション00 GN粒子最大散布SpecialCD全卷購入特典　迷你座談会CD
  - ソレスタルステーション00 Newtype 原創廣播劇CD（月刊Newtype2009年4月號附錄）
- DJCD「テイルズリング・ヴェスペリア Comic Market 80 Limited」
- DJCD「テイルズリング・ヴェスペリア Comic Market 81 Limited」
- DJCD「テイルズリング・ヴェスペリア Comic Market 82 Limited」
- DJCD「テイルズリング・ヴェスペリア Comic Market 83 Limited」
- DJCD「テイルズリング・ヴェスペリア Comic Market 84 Limited」
- DJCD「DuRaRadio掲示板 観察日記」（來賓Personality）
- 智一&璐美の廣播腐りかけ!（日语：智一&ロ美のラジオ腐りかけ!） 放送できないCD VOL.1（來賓）
- 智一&璐美の廣播腐りかけ! 放送できないCD VOL.2（電話來賓）
- 燃燒! ネオロマンス・ライヴ HOT! 10 Count down Radio II on CD（日语：ネオロマンス・ライヴ HOT! 10 Count down Radio II Huu!）（來賓）
- ファミ通キャラクターズDX〜ボクらのTVゲーム〜（來賓）
- DJCD 廣播☆ロデ Vol.2（來賓））
- DJCD「廣播CD ZET NIGHT RADIO」
- DJCD「今井麻美・関 智一のRADIO STEINS;GATE」
- DJCD「うたの☆プリンスさまっ♪アニ店特急出張版2013夏」
- DJCD「電視動畫 Free!廣播CD イワトビちゃんねる Vol.1」（來賓）
- DJCD「電視動畫 Free!廣播CD イワトビちゃんねる Vol.2」（來賓）
- DJCD「黑色嘉年華Radio -SPECIAL RECORD- ACT1」

#### 朗讀·談話CD
- 憧れのシチュエーションCD vol.6 抱きしめられたいっ（北条薰）
- 歌之王子殿下 ささやきCD〜Sweet Holiday〜（一之瀨時也）
- 遠恋男子2（三笠翠）
- 「王子殿下（笑）系列」読み語りCD 〜君に捧ぐ物語〜 第2集（「阿拉丁與不可思議的神燈」的王子殿下）
- 官能昔話2 〜アンデルセン童話〜
- クッキングレシピCD「ラブ★スイーツ Vol.2」（只屬於你的完美執事）
- 月刊男前圖鑑 眼鏡篇 白盤（伊達眼鏡）
- 月刊男前圖鑑系列特別篇 月刊幕末圖鑑 1 白盤・蒼盤（徳川慶喜）
- 12人的溫柔殺人屋（日语：12人の優しい殺し屋）「INTRODUCTION」（白神彰）
- Starry☆Sky × 數羊晚安系列 「お月さまの下でおやすみ」（神樂版四季）
- Story of 365days DIA Anniversary from April to June（ホイスト）
- 聲優が詠むシリーズ 聲優小倉百人一首
- 戰國武將物語〜知將篇〜（朗讀 - 第七話「直江兼續物語」）
- 國武將物語外傳〜14の知將&豪傑物語〜（朗讀 - 直江兼續物語外傳「兼續與扇」）
- 全作品人氣角色 名台詞55朗讀CD　※デザート2月號附錄
- 玉ニュータウン（日语：玉ニュータウン） 2nd Season 復活篇 特別版特典CD（ヒデキ）
- DEARS（日语：DEARS）「にほんのむかしばなし」〜青の色〜（朗読 - 第九話『大江山の鬼退治』）
- DEARS「にほんのむかしばなし」〜夢の色〜（朗読 - 第十七話『海と魚』）
- 幕末志士物語〜土佐篇〜（「中岡慎太郎物語」）
- 幕末志士物語外傳〜14の土佐&佐幕・開國篇〜（「中岡慎太郎物語外傳」）
- 88星座物語〜オオカミの章〜（第三章）
- 88星座物語〜外傳〜 12の星の物語（「ケンタウルス座の物語」）
- HONEY BEE 數羊晚安系列 Vol.8 「へぇ〜眠りたいんだ?」
- 續・ふしぎ工房症候群 EPISODE.5「一日だけのラブストーリー」
- Voice Colors Series 09.〜清純〜
- ミツバチ声薬 『スリムナール』（澁谷）
- 宮澤賢治名作選6〜「オツベルと象（日语：やまなし）」「オツベルと象（日语：オツベルと象）」「雪わたり」（『雪わたり』）
- 妄想彼氏（ペット）シリーズ デレなペットくん（ダイチ）
- 注文の多い料理店
- 羅生門

### DVD
- 『AD-LIVE 2014』~第3卷~
- 鋼彈00 Festival 2009-2010 “A trailer for the trailblazer”
- GUNDAM BIG EXPO Special Stage Best Selection
- キラキラACTORS TV（日语：キラキラACTORS TV） Vol.5 宮野真守・兼崎健太郎
- 金色琴弦 系列
  - Neo Romance♥FESTA 金色琴弦 〜primo passo〜 星奏學院祭
  - Neo Romance♥FESTA 金色琴弦 星奏學院祭2
  - Neo Romance♥FESTA 金色琴弦 星奏學院祭3
  - Neo Romance・FESTA 金色琴弦 星奏學院祭 DVD-BOX
  - 金色琴弦 〜primavera 3〜 grand finale
- 鋼鐵三國志 集え!呉下の駿馬たち 〜熱き風のもとへ〜（CD 鋼鐵三國志 Best Album附屬）
- 鋼鉄三国志歌劇舞台〜深紅の魂よみがえりしとき〜
- Scared Rider XechsTANABATA GIG 2012 黃金の織姫たちへ
- 第二回聲優獎 永久保存版 Official DVD 〜從頒獎典禮到後臺 得獎者們的感動記〜
- DEAR My MOM!! 〜ホップ★ステップ★ライブ!〜
- 傳奇系列 Festival 2009
- 傳奇系列 Festival 2012
- 傳奇系列 Festival 2013
- 電撃文庫 秋冬之陣 de DURARARAヴァーズ in 中野
- Newtype 2008年4月號 特別附錄 原聲DVD（G Festival2008的映像收錄）
- 鋼之鍊金術師 Festival '09
- 網球王子舞台劇 系列（石田鐵）
  - 網球王子舞台劇 Remarkable 1st Match 不動峰
  - 網球王子舞台劇 in winter 2004-2005 side 不動峰 〜special match〜
  - 網球王子舞台劇 Concert Dream Live 2nd
  - 網球王子舞台劇 The Imperial Match 冰帝學園
  - 網球王子舞台劇 Concert  Dream Live 4th
  - 網球王子舞台劇 Concert Dream Live 5th
  - 網球王子舞台劇 Concert Dream Live 7th（日替來賓）FESTA
- Neo Romance 系列（日语：ネオロマンスシリーズ）
  - Neo Romance♥ALA Mode 3
  - Neo Romance♥LIVE 2007 Summer
  - Neo Romance♥LIVE 2008 Summer
  - Neo Romance♥15th Anniversary
- 星空的COMIC GARDEN 快來喔!COMIC 2009春
- うたの☆プリンスさまっ♪マジLOVELIVE 1000％
- うたの☆プリンスさまっ♪ マジLOVELIVE1000％ 2nd STAGE
- うたの☆プリンスさまっ♪ マジLOVELIVE 3rdSTAGE
- うたの☆プリンスさまっ♪ マジLOVELIVE 4th STAGE
- うたの☆プリンスさまっ♪ マジLOVELIVE 5th STAGE
- うたの☆プリンスさまっ♪ マジLOVELIVE 6th STAGE
- Lucian Bee's LIVE DVD ROMANXIA WORLD TOUR 2010 in YOKOHAMA
- 恋華之宴・壽

### 廣播節目
※ 粗體字為現今依然還在播出中的節目
- 愛と真守の週刊エル・カザド通信!（日语：愛と真守の週刊エル・カザド通信!）（音泉）
- 歌ラジ（クロフネZERO公式サイト限定配信/2008年11月上旬配信 ）
- A&G跨年特別節目 超突猛進!倒數計時 LIVE SP（文化放送）主要主持人
- おしゃべりやってまーす（日语：おしゃべりやってまーす）
  - 月曜日（K'z Station/2008年12月29日 - 2009年4月6日）
  - 第2放送（K'z Station/2009年4月21日 - ）
- 革命機Valvrave WEB Radio ハルトはナイーヴ♪（第11回來賓）
- 水樹奈奈 Smile・Gang（日语：水樹奈々 スマイル・ギャング）（文化放送/第381回・第526回來賓）
- ゴチャ・まぜっ!（日语：ゴチャ・まぜっ!）
  - 火曜日（MBS電台/2008年10月7日 - 2009年3月31日）
  - ゴチャ・まぜっ!水曜日 迷你單元（MBS Radio/2008年4月9日 - 2008年10月1日）
  - ゴチャ・まぜっ!（MBS Radio/2009年11月7日 - 2010年4月24日 ）
- STAR DRIVER 銀河美少年Radio Hour（音泉/2010年9月27日 - 2011年4月4日）
- STAR DRIVER THE MOVIE 銀河美少年Hour回歸（音泉/2012年9月10日 - 2013年3月18日）
- STAR DRIVER THE MOVIE 銀河美少年Hour再回歸！？（音泉/2013年7月24日 - 2013年9月4日）
- SMILY☆SPIKYのきゃーちゃーりー!（WEB Radio Juscli）
- SMILY☆SPIKYの「なまはこっうぇ!」（日语：SMILY☆SPIKYの「なまはこっうぇ!」）（BBstation/2009年2月3日 - ）
- SOUL EATER RADIO 死武専共鳴放送局 ソウルside（Animate TV）
- ゾッコとミミメの不幸日和（OH☆TV（WEB Radio）/2010年4月28日 - 2010年10月27日）
- ソレスタルステーション00（日语：ソレスタルステーション00）（文化放送/2008年4月20日 - 2008年9月28日）
- Tokimemo・Station〜純愛手札（WEB Radio）
- 朴璐美・宮野真守のポケ声ファイト!（日语：朴璐美・宮野真守のポケ声ファイト!）（文化放送/2006年10月8日 - 2011年10月2日）
- 宮野真守的Lunch Time・Music・Treats（Mobile Station A&G/2007年4月24日）
- 鋼鐵三國志（文化放送/KONAMI商品情報網路Radio配信）
- 宮野・遊佐的鋼鐵三國志〜Radio傳〜回歸（文化放送/2008年6月14日一夜限定放送）
- やきぐりバンバン（日语：やきぐりバンバン） コンマ1（MBS Radio/2009年4月21日 - 2009年10月27日）
- パックンたまご（日语：パックンたまご）（MBS Radio/2010年10月8日 - ）
  - われらイマドキッ!〜DOKIDOKI商品研究所〜（MBS Radio/2010年4月10日 - 2010年10月2日）
- 宮野真守のm-1ぐらんぷりっ!（日语：宮野真守のm-1ぐらんぷりっ!）（東海ラジオ（日语：東海ラジオ放送）・京都放送・Radio關西（日语：ラジオ関西）・RKB Radio（日语：RKBラジオ） /2010年4月11日 - 2012年9月30日）
- いぬぼく電台（暫）（Animate TV/2012年1月11日 - 5月31日）※4組來賓輪出演
- ZET NIGHT RADIO（超!A&G+、HiBiKi Radio Station：2012年4月 - 6月）
- 宮野真守的RADIO Animelo Mix 〜STARRING!〜（文化放送/2012年10月6日 - 2013年12月）
- 浪川大輔・宮野真守的「GATCHAMAN CROWDS RADIO」（超!A&G+、HiBiKi Radio Station/2013年7月4日 - 2013年9月27日）
- 鷲崎健的2h（文化放送超!A&G+/2012年11月16日來賓）
- 鳥海浩輔・安元洋貴 今晚不讓你睡…禁斷生Radio（Niconico生放送/2013年9月11日來賓）
- ROCK ENTERTAINMENT 高見沢俊彦のロックばん（日语：ROCK ENTERTAINMENT 高見沢俊彦のロックばん）（TBS Radio/2013年10月20日、27日來賓）
- イワトビちゃんねる S（2014年2月期 第5回來賓）
- よ・み・き・か・せ（日语：よ・み・き・か・せ）（FM東京/2014年2月17日 - 2014年2月20日）
- 宮野真守的RADIO SMILE（日语：宮野真守のRADIO SMILE）（文化放送/2014年4月5日 - ）
- 林原惠的東京不羈夜（TBS Radio/ゲスト）
- 林原惠的心路小站（TBS Radio）
- イワトビちゃんねる ES（2014年9月22日 第7回來賓）
- ガッチャマンクラウズRadio〜インサイト〜』（超!A&G+、音泉、HiBiKi Radio Station：2015年7月12日 - ）

#### 廣播劇
- 惡魔城X 月下夜想曲（艾卡多）
- 野球少年（原田巧）
- ヒィ、ラブズ、ミイ

### 有聲漫畫
- VOMIC
  - Strobe・Edge（日语：ストロボ・エッジ）（一之瀨蓮）

### 電視劇
1995年
- 三年B組金八先生 第四季 飾 足達勝司

1996年
- 刑事追う!（日语：刑事追う!）（第12話客串）飾 不良中學生

1998年
- 新聞女郎 飾 山下裕介
- 三年B組金八先生 第四季特集 IX

2000年
- 手塚治虫劇場（日语：手塚治虫劇場） Ⅰ
- 喪服之約（日语：喪服のランデヴー）

2003年
- 再見了，可魯

2004年
- マグロ☆ボーイズ 築地市場純情物語

2008年
- 電視審判秀（2008年8月16日、23日放送分客串）飾 真中忠雄

2018年
- ゆうべはお楽しみでしたね (2019年1月6日放送) 飾 大仁田

2020年
- 半澤直樹2 飾 古谷

2022年
- DCU 飾 野田浩正
- 石子與羽男：這種事能告嗎？ 飾 丹澤文彥
- 成為你的花 飾 添木ケンジ（添木Kenji）

2023年
- 女神的教室～法學青春白皮書～ 飾 橫溝太一
- 爛漫 飾 早川逸馬
- 跳槽的魔王大人 飾 八王子道正

### 網路電視劇
2014年
- 錯過三姊妹 （レグザ的聲音）

### 電影
1993年
- 水的旅行者（日语：水の旅人 侍KIDS） 飾 操縱遙控機器的少年

2006年
- 网球王子 真人版電影[[[Wikipedia:格式手册/链接#章節|錨點失效]]] 飾 柳蓮二

2009年
- キラキラMOVIES
  - 2STEPS! 飾 藤倉友介 ※友情出演
  - 花Guerrilla（日语：花ゲリラ） 飾 田畑 ※友情出演
  - 新宿區歌舞伎町保育園（日语：新宿区歌舞伎町保育園） 飾 達也

2010年
- Wonderful World 飾 片山誠志

2011年
- 神音物語（日语：神☆ヴォイス） 飾 淺井奏

2021年
龙马！新生网球王子！（越前龙雅）声

### 舞台劇
- アンラッキー・デイズ  飾 ノムラ
- 超人力霸王Premiere 2011（東京）飾 諸星真/超人力霸王傑洛
- ガーネットオペラ  飾 明智光秀
- 銀河鐵道之夜  飾 老師（聲音出演）
- QUICK DRAW   飾 テンカウントジョー
- 鋼鐵三國志歌劇舞台〜深紅の魂よみがえりしとき〜  飾 陸遜伯言
- 戲傳寫樂－その男、十郎兵衛－  飾 斎藤十郎兵衛
- KREVA的新音楽劇 最高はひとつじゃない 　飾 昌彦　※與井出卓也雙演出
- 真田十勇士 〜我們希望守護的東西〜（聲音出演）
- スクルージ 〜クリスマス・キャロル〜  飾 ピーター
- アトリエ・ダンカンプロデュース 音楽×ダンス×朗読 観る朗読劇 100歳の少年と12通の手紙 　飾 オスカー
- 朗讀劇 LOVE LETTERS 2013 Whiteday Special
- SMILY☆SPIKY
  - SMILY☆SPIKY 「ダストスパート」
  - SMILY☆SPIKY 「ふたりぼっち」
  - SMILY☆SPIKY コントライブ「それかおじゃん。」（作・演出 伊福部崇）
  - SMILY☆SPIKY コントライブ第2弾「あいつちょっとこっちみてやんの。」
- コルチャック先生
- 網球王子舞台劇  飾 不動峰中：石田鐵/玉林中：泉
  - 網球王子舞台劇 Remarkable 1st Match 不動峰
  - 網球王子舞台劇 in winter 2004-2005 side 不動峰 〜special match〜
  - 網球王子舞台劇 Concert Dream Live 2nd
  - 網球王子舞台劇 The Imperial Match 冰帝學園 in winter 2005-2006
  - 網球王子舞台劇 Concert Dream Live 4th
  - 網球王子舞台劇 Concert Dream Live 5th
  - 網球王子舞台劇 Concert Dream Live 7th（日替來賓）
  - 網球王子舞台劇 10周年記念Concert Dream Live 2013（特別來賓）
- AD-LIVE 2014
- 愚者信長 飾 織田・信長
  - 第1回公演 act.1〜乱の胎動〜
  - 第2回公演 act.2〜乱の恋人〜
  - 第3回公演 act.3〜最後の晩餐〜
- 王家的紋章（2016年8月、2017年4月〜5月；帝國劇場、梅田芸術劇場） 飾 伊茲密王子
- 髑髏城の七人 season月 下弦 飾 捨之介
- 神州無頼街  飾 草臥

### 情報・娛樂節目
- 光速蒙面俠21アメフトクリニックSP
- アニメ星人（日语：アニメ星人） No.11 「Animelo Summer Live 2009 -RE:BRIDGE-」（出演藝人訪談）
- アニメぱらだいす!（日语：アニメぱらだいす!）
  - #714「魔女獵人」特集（來賓）
  - #847「金色琴弦」特集（來賓）
- アニメギガ（日语：アニメギガ）（2008年7月2日放送分ゲスト）
- Eネ!「吸血鬼騎士 1st Season 最終回直前Special!」宮野真守×堀江由衣Special Talk
- Oh!sama TV（日语：Oh!sama TV）2009夏之特別企劃"Sama 訪談Special09"（第一彈藝人）
- 加藤和樹 Men's Cafe Returns（2011年7月1日、7月16日放送分來賓）
- キラキラACTORS TV（日语：キラキラACTORS TV）（2008年9月13日放送分來賓）
- Club AT-X（日语：Club AT-X）
  - #122「鋼鐵三國志」訪談
  - #141「第2回聲優獎頒獎典禮」來賓訪談
  - #148 ようこそ オーミーの部屋へ（來賓）
  - #156「SKIP・BEAT！」來賓訪談
- 聲優獎特別節目「聲優獎2008」（2008年5月4日 BS11デジタルにて放送）
- 蒼天航路：迷你單元「蒼天少女」（來賓）
- 死亡筆記本 關連
  - 「死亡筆記本」的後臺ド〜ンと見せちゃいますSpecial!（出演聲優訪談）
  - 死亡筆記本 ディレクターズカット完全決着版 〜リライト・幻視する神〜（PRスポット出演）
  - 死亡筆記本 リライト2 Lを継ぐ者（PRスポット出演）
- Niconico生放送とりあえず生中（二杯目）木曜日（2010年3月11日放送分來賓）
- 神奇寶貝 關連
  - Special節目「もう待てない!神奇寶貝BW 直前Special」配音採訪（2010年9月16日）
  - ポケモン☆サンデー（日语：ポケモン☆サンデー） 配音採訪（2010年9月19日）
- 鬧鐘電視（2012年5月10日、2012年10月6日、2013年4月26日、2013年8月29日、2013年9月10日、2013年10月11日、2013年10月22日、2013年11月4日、2014年7月11日、

2014年10月30日、2014年11月14日、2015年6月22日、2015年8月3日、2015年9月3日放送分）
- 着信御礼!ケータイ大喜利（日语：着信御礼!ケータイ大喜利）（NHK總合 2014年9月20日）
- 七大罪 特別篇～罪春（しんしゅん）～（TBS 2015年1月4日）
- 精靈寶可夢 關聯（東京電視台）
  - 特別節目「等不及了!精靈寶可夢BW 直前SP」現場配音採訪（2010年9月16日）
  - ポケモン☆サンデー（日语：ポケモン☆サンデー） 現場配音採訪（2010年9月19日）
- 鬧鐘電視 （富士電視台：2012年5月10日、2012年10月6日、2013年4月26日、2013年8月29日、2013年9月10日、2013年10月11日、2013年10月22日、2013年11月4日、

2014年7月11日、2014年10月30日、2014年11月14日、2015年6月22日、2015年8月3日、2015年9月3日、2015年11月28日、2016年2月3日、2016年3月21日、2016年6月7日放送分）

### 音樂節目
- 宮野真守Special（Music Japan TV）
  - 宮野真守Special Vol.1（2011年11月16日）
  - 宮野真守Special Vol.2（2012年4月13日）
  - 宮野真守Special Vol.3（2012年11月11日）
  - 宮野真守Special Vol.4（2013年4月6日）
  - 宮野真守Special Vol.5（2013年6月4日）
  - 宮野真守Special Vol.6（2013年9月16日）
  - 宮野真守Special Vol.7（2014年2月19日）
  - 宮野真守Special Vol.8（2014年4月12日）
  - 宮野真守Special Vol.9（2014年7月23日）
  - 宮野真守Special Vol.10（2014年11月12日）
  - 宮野真守Special Vol.11（2015年1月21日）
  - 宮野真守Special Vol.12（2015年4月15日）
  - 宮野真守Special Vol.13（2015年9月16日）
  - 宮野真守Special Vol.14（2016年1月27日）
- 宮野真守 "FRONTIER" SPECIAL（SPACE SHOWER TV plus（日语：スペースシャワーTV）:2015年9月13日）
- リスアニ!TV（TOKYO MX&MUSIC ON! TV（日语：MUSIC ON! TV）、2012年11月的特集藝人、2013年9月6日・13日放送分、2015年9月14日放送分）
- MUSIC JAPAN（NHK總合）
  - 2013年4月11日「カノン」
  - 2013年9月26日「Identity」
  - 2014年11月16日「BREAK IT!」
  - 2015年9月20日「FRONTIER」
- Anime Snog 史上最大的祭典〜Animelo Summer Live〜（日语：アニメソング史上最大の祭典〜アニメロサマーライブ〜）（NHK BS Premium）
  - 2013 第3夜（2013年12月1日「オルフェ」「SCARLET KNIGHT（和水樹奈奈共演・歌唱）、「カノン」）
  - 2014 Vol.5「3rd day前篇」（2014年12月14日「ラブミーギミー」（和田村由香里共演・歌唱&最後的全員合唱））
  - 2014 Vol.6「3rd day後篇」（2014年12月21日「NEW ORDER」「カノン」と最後の全員合唱）
- MAMORU MIYANO LIVE TOUR 2014～WAKENING！～（フジテレビNEXT：2014年7月13日、BS富士：2015年3月29日）
- Anime Snogのど自慢G（日语：NHKのど自慢#.E3.82.A2.E3.83.8B.E3.82.BD.E3.83.B3.E3.81.AE.E3.81.A9.E8.87.AA.E6.85.A2）（NHK BS Premium:2014年12月27日/「オルフェ」）
- Anime Snog奇蹟之夜～KING SUPER LIVE 2015～ Vol.2（後篇）（日语：KING SUPER LIVE 2015）（NHK BSプレミアム:2015年9月13日/「BREAK IT!」「カノン」與最後的全員合唱）
- MJ presents 祝!15周年 水樹奈々77分生放送スペシャル!（NHK BSプレミアム）
  - 本放送（2015年12月6日/「Necessary」〈與水樹奈奈共演・歌唱〉）
  - 完全版（2016年2月7日）
- 第57回 輝く！日本唱片大獎（日语：第57回日本レコード大賞）（TBS 2015年12月30日[187]/「ウルトラマン・レコ大SPメドレー〈和高見澤俊彦・鹤野刚士一起出演〉）
- スッキリ!!（日本テレビ2016年1月20日]）[50]

### 實境秀節目
- 宮野真守ドキュメンタリー2015 in 東京、L.A.（フジテレビNEXT）
  - 前篇 2015年9月17日
  - 後篇 2015年10月24日
  - 無線電視版 2016年3月19日

### 手機媒體
- 妖かし戀戲曲（曉仁）
- 聴く星新一
  - 「肩の上の秘書Collection」肩の上の秘書/生活維持省/歓迎ぜめ/友を失った夜/薄暗い星で
- 12人的溫柔殺人屋（白神彰）
- 代官山secret LOVE（稻森悠）
- 戀愛上等帥哥學園（藤堂零）
- ラストソングを君に（澤怜司）
- ラブ彼〜恋愛偏差値上昇中!（紫藤劍）

### 玩具
- 超人力霸王系列
  - サウンドウルトラシティDX 銀河決戰！超人力霸王傑洛VS超人力霸王貝利亞（超人力霸王傑洛）
  - サウンドバトルDX 激鬪！實況！超人力霸王傑洛（超人力霸王傑洛）
  - ドラマチックサウンドDX 超人力霸王傑洛（超人力霸王傑洛）
  - おしえて超人力霸王（超人力霸王傑洛）
  - あそべる圖鑑 超人力霸王PAD ZERO（超人力霸王傑洛）
- SOUNDROP系列（日语：サウンドロップ）
  - SOUNDROPコンパクト 機動戰士鋼彈00（剎那·F·塞耶）
  - SOUNDROPコンパクト 機動戰士鋼彈00 2nd Season（剎那·F·塞耶）
- Voice I-doll 系列
  - Voice I-doll ちびボイス 機動戰士鋼彈00（剎那·F·塞耶）
  - Voice I-doll ちびボイス 機動戰士鋼彈00 2nd Season（剎那·F·塞耶）
  - Voice I-doll ちびボイス 機動戰士鋼彈00 2nd Season vol.2（剎那·F·塞耶）
  - Voice I-doll NewType 原創 ちびボイス 機動戰士鋼彈00（剎那·F·塞耶）※NewType2008年4月號、2009年4月號應募者全員Service

### 其他
- 青春鐵道2（日语：青春鉄道） -DVD付特裝便-（東海道新幹線）
- 吸血鬼騎士 黑主學園ボイスクロック（錐生零）※LaLa 2008年7月號應募者全員Service
- 歌之王子殿下 Maji LOVELIVE 1000% ボイスアラームクロック（一之瀨時也）
- 歌之王子殿下 ホワイトデーCDセット（一之瀨時也）
- 再生魔人（レイス＝アレン）※Jump Festa'08のStageにて
- 櫻蘭高校男公關部「ボイスカード」（須王環）※LaLa 2007年9・10月號應募者全員Service
- CR交響詩篇艾蕾卡７（姆達吉）
- パチスロ交響詩篇艾蕾卡７（姆達吉）
- パチスロ 龍鳴（アーシム・ジャマール）
- 朴璐美・宮野真守のポケ声ファイト!（日语：朴ロ美・宮野真守のJOY SOUNDファイト!）　原聲鬧時鐘
- 朴璐美・宮野真守のポケ声ファイト!「先、スベっときます」真守御守
- EZナビウォーク（日语：EZナビウォーク）「8個ドキドキナビデート作戦」
- 音樂朗讀劇《YOUNG WIZARDS～Story from 蘆屋道満大内鑑～》飾 男主角 安倍晴明

## 音樂作品

### 個人單曲
| 序列 | 發售日         | 單曲名稱          | 規格編號  | 最高位 |
| ---- | -------------- | ----------------- | --------- | ------ |
| ※    | 2007年5月23日  | 久遠              | GBCM-24   | 47位   |
| 1st  | 2008年6月4日   | Discovery.        | KICM-1236 | 24位   |
| 2nd  | 2008年12月3日  | …君へ             | KICM-1257 | 18位   |
| 3rd  | 2009年7月29日  | J☆S               | KICM-1283 | 22位   |
| 4th  | 2009年10月21日 | REFRAIN           | KICM-1293 | 24位   |
| 5th  | 2010年12月8日  | ヒカリ、ヒカル    | KICM-1324 | 20位   |
| 6th  | 2011年7月13日  | オルフェ          | KICM-1344 | 10位   |
| 7th  | 2011年11月16日 | DREAM FIGHTER     | KICM-1369 | 15位   |
| 8th  | 2012年11月14日 | ULTRA FLY         | KICM-1416 | 13位   |
| 9th  | 2013年4月10日  | カノン            | KICM-1439 | 3位    |
| 10th | 2014年2月19日  | NEW ORDER         | KICM-1495 | 12位   |
| 11th | 2014年11月12日 | BREAK IT!         | KICM-1547 | 12位   |
| 12th | 2015年4月15日  | シャイン          | KICM-1584 | 3位    |
| 13th | 2016年1月27日  | HOW CLOSE YOU ARE | KICM-1648 | 7位    |
| 14th | 2016年5月11日  | SHOUT!            | KICM-1666 | 12位   |
| 15th | 2016年10月12日 | テンペスト        | KICM-1718 | 5位    |
| 16th | 2016年10月12日 | The Birth         | KICM-1719 | 9位    |
| 17th | 2019年5月29日  | アンコール        | KICM-1947 | 8位    |
| 18th | 2020年1月29日  | LAST DANCE        | KICM-2027 | 8位    |
| 19th | 2020年4月22日  | 光射す方へ        | KICM-2044 | 5位    |
| 20th | 2020年12月9日  | ZERO to INFINITY  | KICM-2068 | 10位   |
| 21st | 2021年5月26日  | 透明              | KICM-2087 | 15位   |
| 22nd | 2021年7月7日   | Dream on          | KICM-2094 | 12位   |
| 23rd | 2023年4月26日  | Quiet Explosion   | KICM-2127 | 位     |

### 個人專輯
| 序列 | 發售日        | 專輯名稱          | 規格編號   | 規格編號   | 規格編號   | 最高位 |
| 序列 | 發售日        | 專輯名稱          | CD+BD      | CD+DVD     | CD         | 最高位 |
| ---- | ------------- | ----------------- | ---------- | ---------- | ---------- | ------ |
| 1st  | 2009年3月11日 | BREAK             | 不適用     | KICS-91453 | KICS-1453  | 20位   |
| 2nd  | 2010年8月4日  | WONDER            | 不適用     | KICS-91565 | KICS-1565  | 20位   |
| 3rd  | 2012年4月18日 | FANTASISTA        | 不適用     | KICS-91759 | KICS-1759  | 4位    |
| 4th  | 2013年9月18日 | PASSAGE           | 不適用     | KICS-91964 | KICS-1964  | 6位    |
| 5th  | 2015年9月16日 | FRONTIER          | KICS-93258 | KICS-93259 | KICS-3258  | 3位    |
| 6th  | 2017年8月2日  | THE LOVE          | KICS-93504 | KICS-93505 | KICS-3258  | 6位    |
| 7th  | 2022年11月2日 | THE ENTERTAINMENT | KICS-94084 | KICS-94085 | KICS-94084 | 6位    |

### 個人精選輯
| 序列 | 發售日       | 專輯名稱                            | 規格編號   | 規格編號   | 規格編號  | 最高位 |
| 序列 | 發售日       | 專輯名稱                            | CD+BD      | CD+DVD     | CD        | 最高位 |
| ---- | ------------ | ----------------------------------- | ---------- | ---------- | --------- | ------ |
| 1st  | 2018年6月8日 | MAMORU MIYANO presents M&M THE BEST | KICS-93711 | KICS-93713 | KICS-3711 | 5位    |

### 其他樂曲
配信限定曲
| 序列 | 配信開始日    | 曲名                        | 備註                                                                       |
| ---- | ------------- | --------------------------- | -------------------------------------------------------------------------- |
| 1st  | 2008年11月1日 | nocturne 〜piece of heart〜 | 鋼鐵三國志 歌劇舞台〜深紅の魂よみがえりしとき〜 劇中歌 於RecoChoku開始配信 |

本人名義的歌曲
- 機動戰士鋼彈 00 Voice Actor Single系列1 宮野真守 come across 剎那·F·塞耶（樂曲提供：Skoop On Somebody）
  - 「Soup」/c/w：「箱空」
- THAT'S WATANABE FLOWER SHOW SPECIAL!! ワタナベフラワー（日语：ワタナベフラワー） with Project W
  - 「モーターバイクブギ」
- PS2遊戲 SKIP·BEAT!！! OP曲
  - 「Blow Wind」：（SMILY☆SPIKY（宮野真守&高木俊））
- SMILY☆SPIKY 迷你專輯 ONE
  - 「ONE」：（宮野真守&高木俊）
  - 「恋のダイヤル6700（日语：恋のダイヤル6700）」：（宮野真守&高木俊）
  - 「初恋」
  - 「サンシャインベイベー」
- 廣播 SMILY☆SPIKYのきゃーちゃーりー! OP&ED曲
  - 「ハジメようぜ」/c/w：「Ready to go」
- 廣播 SMILY☆SPIKYの「なまはこっうぇ!」OPテーマ
  - 「Very Very Fun Time!」/c/w：「君の顔思い出そう」 「message」 「ナモンの歌」 「秘密戰隊Something〜Opening曲〜」
- はかれなはーと 君がために輝きを 限定版特典Soundtrack
  - OP曲 「It's a Wonderful Way」
  - ED曲 「SAVE THE LOVE」
- 朴璐美・宮野真守のポケ声ファイト!（日语：朴ロ美・宮野真守のJOY SOUNDファイト!） 主題曲
  - 「Fight!」/c/w：「暖かい刻につつまれて」：（朴璐美&宮野真守）
- 百歌聲爛 -男性聲優篇- II
  - 「櫻KISS（日语：桜キッス）〜好想大聲說喜歡你〜殘酷天使的行動綱領〜the WORLD〜當太陽再度閃耀時（日语：太陽がまた輝くとき）〜めざせ天下一〜gravity〜Wings of Words〜宇宙刑事Shaider〜假面騎士BLACK」
- 新超人力霸王列傳 主題曲
  - 「Legend of Galaxy 〜銀河的霸者（日语：雷神 (高見沢俊彦のアルバム)）」：Takamiy（高見澤俊彦） with 宮野真守

### 角色歌曲
| 發售日   | 標題 | 名義 | 樂曲 | 合作作品                                                  |
| 2005年   | 2005年 | 2005年 | 2005年 | 2005年                                                    |
| -------- | --- | --- | --- | --------------------------------------------------------- |
| 12月21日 | 光速蒙面俠21 SOUND FIELD SPECIAL                                                                           | 王城白色騎士隊（櫻庭春人、進清十郎（鄉本直也）、大田原誠（乃村健次）、若菜小春（鮭延未可）） | 「MIDNIGHT SUNSHINE」 | 電視動畫『光速蒙面俠21』角色歌曲                          |
| 2006年   | | | |                                                           |
| 1月25日  | 光速蒙面俠21 SONG FIELD4 櫻庭春人                                                                          | 櫻庭春人 | 「Make my way」 | 電視動畫『光速蒙面俠21』角色歌曲                          |
| 3月23日  | 電視動畫「光速蒙面俠21」SONG BEST                                                                          | 櫻庭春人 | 「MIDNIGHT SUNSHINE <Remix>」 「Make My Way <Album-Mix>」 | 電視動畫『光速蒙面俠21』角色歌曲                          |
| 7月26日  | 櫻蘭高校男公關部 Soundtrack&角色歌曲集 前篇                                                                | 須王環 | 「GUILTY BEAUTY LOVE」 | 電視動畫『櫻蘭高校男公關部』角色歌曲                      |
| 8月23日  | 櫻蘭高校男公關部 Soundtrack&角色歌曲集 後篇                                                                | 櫻蘭高校男公關部 | 「また明日!」 | 電視動畫『櫻蘭高校男公關部』角色歌曲                      |
| 2007年   | | | |                                                           |
| 4月4日   | 純愛手札 OnlyLove EXTRA STORY 純愛之雪                                                                     | 青葉陸 | 「ショートムービー」 | 電視動畫『純愛手札 OnlyLove』角色歌曲                     |
| 7月4日   | 金色琴弦2 〜felice〜                                                                                       | 加地葵 | 「Tip-Top Shape」 | PS2遊戲『金色琴弦2』角色歌曲                              |
| 7月4日   | Neo Romance Trillion Splash Summer                                                                         | 加地葵 | 「Mermaid」 | PS2遊戲『金色琴弦2』角色歌曲                              |
| 8月8日   | 鋼鐵三國志 外史想歌 第一傳 〜思慕〜                                                                        | 陸遜伯言 | 「紅の月」 | 電視動畫『鋼鐵三國志』角色歌曲                            |
| 9月5日   | 鋼鐵三國志 外史想歌 第二傳 〜六駿〜                                                                        | 陸遜伯言、凌統公績（齋賀光希）、太史慈子義（伊藤健太郎）、 甘寧興覇（諏訪部順一）、諸葛瑾子瑜（遊佐浩二） | 「風紋」 | 電視動畫『鋼鐵三國志』角色歌曲                            |
| 9月29日  | 櫻蘭高校男公關部 Soundtrack&角色歌曲集 特別篇                                                              | 須王環 | 「叶うなら」 |                                                           |
| 10月10日 | 鋼鐵三國志 外史想歌 第三傳 〜友愛〜                                                                        | 陸遜伯言 | 「光芒」 | 電視動畫『鋼鐵三國志』角色歌曲                            |
| 10月10日 | 幕末戀華 花柳劍士傳 原聲帶                                                                                 | 咲彦 | 「天壌無窮」 | PS2遊戲『幕末戀華・花柳劍士傳』OP曲                       |
| 12月12日 | 幕末戀華 花柳劍士傳 角色歌曲 其之伍                                                                        | 咲彦 | 「晴」 | PS2遊戲『幕末戀華・花柳劍士傳』角色歌曲                   |
| 12月13日 | はかれなはーと 君がために輝きを 限定版特典Soundtrack                                                       | 高坂ルイザ | 「It's a Wonderful Way」 「SAVE THE LOVE」 | PS2遊戲『はかれなはーと 君がために輝きを』OP曲、ED曲      |
| 12月19日 | 金色琴弦2 〜gloria〜                                                                                       | 月森蓮（谷山紀章）、土浦梁太郎（伊藤健太郎）、加地葵 | 「輝きはダイヤモンド」 | PS2遊戲『金色琴弦2』角色歌曲                              |
| 2008年   | | | |                                                           |
| 1月9日   | DEAR My SUN!!〜育子狂想曲～ 角色歌曲&MessageCD 雷斗Ver.                                                    | 神樂達芳 | 「恋の32連射」 | PS2遊戲『DEAR My SUN!!〜育子狂想曲～』角色歌曲            |
| 3月5日   | 光速蒙面俠21 complete BEST ALBUM                                                                           | 櫻庭春人 | 「Make my way」 | 電視動畫『光速蒙面俠21』角色歌曲                          |
| 3月5日   | 龍鳴 Drama&角色歌曲 vol.4                                                                                  | アーシム・ジャマール、ガーネット（平野綾） | 「Hide & Seek」 | 電視動畫『龍鳴』角色歌曲                                  |
| 4月23日  | 金色琴弦2 〜felice2〜                                                                                      | 加地葵 | 「Mermaid」 | PS2遊戲『金色琴弦2』角色歌曲                              |
| 4月23日  | 金色琴弦2 〜felice2〜                                                                                      | 加地葵、王崎信武（小西克幸） | 「DECEMBER DREAM」 | PS2遊戲『金色琴弦2』角色歌曲                              |
| 4月23日  | 金色琴弦2 〜felice2〜                                                                                      | 月森蓮（谷山紀章）、加地葵 | 「CORONA -光冠-」 | PS2遊戲『金色琴弦2』角色歌曲                              |
| 8月13日  | 機動戰士鋼彈00 Voice Actor Single系列1 宮野真守 come across 剎那·F·塞耶                                    | 宮野真守 come across 剎那·F·塞耶 | 「Soup」 「箱空」 | 電視動畫『機動戰士鋼彈00』角色歌曲                        |
| 9月10日  | ウラナイ・ハナサナイ・カエサナイ                                                                           | フォーチュンセヴン （星宮潤、矢口遊（小田久史）、日向陽介（岡本寬志）、 如月真也（杉田智和）、野間卓人（谷山紀章）、木戸帝生（綠川光）、真人） | 「ウラナイ・ハナサナイ・カエサナイ」 「ウラナイ・ハナサナイ・カエサナイ 星宮・真人 Ver.」 | PS2遊戲『真實命運』OP曲                                   |
| 10月1日  | SOUL EATER 噬魂者 角色歌曲3                                                                                | 奇多、莉絲‧湯普森（渡邊明乃）、帕蒂‧湯普森（高平成美） | 「それが僕らの道しるべ」 | 電視動畫『SOUL EATER 噬魂者』角色歌曲                     |
| 10月29日 | 真實命運 原聲帶                                                                                            | 星宮潤 | 「Truest Love」 | PS2遊戲『真實命運』ED曲                                   |
| 12月20日 | 星空漫畫花園 角色歌曲CD Vol.3 BITTER Chocolate                                                             | 安達亮 | 「ONE〜ひとつだけのLOVE〜」 「PAINT IN YOU」 | NDS遊戲『星空漫畫花園』角色歌曲                           |
| 12月24日 | 金色琴弦 〜青空トーン〜                                                                                    | 加地葵 | 「COSMIC LUCKY DAY」 | PS2遊戲『金色琴弦2』角色歌曲                              |
| 2009年   | | | |                                                           |
| 2月11日  | 金色琴弦2 〜SWEET♪TWINKLE〜                                                                                | 加地葵 | 「COSMIC LUCKY DAY」 | PS2遊戲『金色琴弦2』角色歌曲                              |
| 2月18日  | SKIP・BEAT! 原聲帶 featuring SHO FUWA                                                                      | 不破尚 | 「BURNIN'DOWN」 「Prisoner」 | 電視動畫『SKIP・BEAT！華麗的挑戰』角色歌曲                |
| 4月15日  | 真實命運 原聲帶 Vol.6 星に願いを…                                                                          | 星宮潤 | ∞ (infinity)」 | PS2遊戲『真實命運』角色歌曲                               |
| 5月27日  | 蒼穹のスコア 〜The score in blue〜                                                                         | stella quintet+ | 「蒼穹のスコア 〜The score in blue〜」 | 動畫『金色琴弦 〜secondo passo〜』主題曲                  |
| 5月28日  | SKIP・BEAT! 原聲帶 CD（PS2遊戲初回限定版同捆CD收錄）                                                       | 不破尚 | 「Rising Blue」 | PS2遊戲『SKIP・BEAT！華麗的挑戰!』插曲                    |
| 8月12日  | 金色琴弦 〜secondo passo〜 Tears                                                                           | 加地葵 | 「You're in my heart」 | 動畫『金色琴弦 〜secondo passo〜』角色歌曲                |
| 8月26日  | PS2遊戲「Lucian Bee's」OP/ED曲「仮面の下のバラッド」「愛のMeteoric shower」                                | ROMANXIA（鈴木達央、寺島拓篤、宮野真守、梶裕貴、TAKERU、日野聰） | 「仮面の下のバラッド」 「愛のMeteoric shower」 | PS2遊戲『Lucian Bee's RESURRECTION SUPERNOVA』主題曲      |
| 10月31日 | VELVET UNDERWORLD Fragment Person+animation 08 NANATSUME                                                   | 七ツ目 | 「Seventh Morning」 | 原創廣播劇CD『VELVET UNDERWORLD』角色歌曲                 |
| 11月23日 | 惡魔新娘 角色歌曲「That’s my way/Daylight Moon ver.ミカエル」                                              | 皇久遠 | 「That's my way」 | 街機遊戲『惡魔新娘』角色歌曲                              |
| 11月26日 | 歌之王子殿下 Audition Song 1                                                                               | 一之瀨時也 | 「BELIEVE☆MY VOICE」 | PSP遊戲『歌之王子殿下』角色歌曲                           |
| 11月26日 | 薔薇色 real face                                                                                           | REMMY·J·BELMONDO | 「薔薇色real face」 | PS2遊戲『Lucian Bee's RESURRECTION SUPERNOVA』角色歌曲    |
| 12月9日  | 鋼之鍊金術師 FULLMETAL ALCHEMIST Theme of Ling Yao by THE ALCHEMISTS                                       | 姚麟 | 「ナンバー王」 「光の射す場所」 | 電視動畫『鋼之鍊金術師 FULLMETAL ALCHEMIST』角色歌曲      |
| 2010年   | | | |                                                           |
| 2月24日  | 歌之王子殿下 Audition Song 4                                                                               | S班（一之瀨時也、神宮寺蓮（諏訪部順一）、來翔（下野紘） | 「無限のトリニティ」 | PSP遊戲『歌之王子殿下』角色歌曲                           |
| 2月24日  | 無頭騎士異聞錄 DuRaRaRa!! 翻唱歌曲Collection CD                                                            | 紀田正臣 | 「リンダリンダ」 | 電視動畫『無頭騎士異聞錄 DuRaRaRa!!』角色歌曲             |
| 3月24日  | 金色琴弦3 〜熱き心の調べよ〜                                                                               | 如月響也（福山潤）、如月律（小西克幸）、榊大地（内田夕夜）、 水嶋悠人（水橋香織）、八木澤雪廣（伊藤健太郎）、火積司郎（森田成一）、 水嶋新（岸尾大輔）、東金千秋（谷山紀章）、土岐蓬生（石川英郎）、 冥加玲士（日野聰）、天宮静、七海宗介（增田由紀）    | 「BLUE SKY BLUE ＜12人全員Ver.＞」 「BLUE SKY BLUE ＜天音学園Ver.＞」 | PS2遊戲『金色琴弦3』角色歌曲                              |
| 4月21日  | SRX CHARACTOR CD〜SUNSHINE RED DISC〜 『愛のZERO距離射撃-loveshooooot!!!!!』                               | 駒江 克里斯多福·陽介（鈴木達央）、霧澤·拓人 | 「愛のZERO距離射撃-loveshooooot!!!!!(ヨウスケ×タクトDUET ver.)」 「愛のZERO距離射撃-loveshooooot!!!!!(タクトSOLO ver.)」 | PS2遊戲『Scared Rider Xechs』角色歌曲                     |
| 6月30日  | 歌之王子殿下 Soundtrack CD 聲音之王子殿下                                                                  | 一十木音也（寺島拓篤）、聖川真斗（鈴村健一）、四之宮那月（谷山紀章）、 一之瀨時也、神宮寺蓮（諏訪部順一）、來翔（下野紘） | 「Welcome to UTA☆PRI world!!」 | PSP遊戲『歌之王子殿下 MUSIC』OP曲                         |
| 6月30日  | 歌之王子殿下 CD連動 Campaign 第2彈 アニブロGames特典CD                                                     | 一之瀨時也、神宮寺蓮（諏訪部順一）、來翔（下野紘） | 「Welcome to UTA☆PRI world!! S クラス ver.」 | PSP遊戲『歌之王子殿下 MUSIC』OP曲                         |
| 7月22日  | Scared Rider Xechs SOUND Collection                                                                        | 霧澤·拓人 | 「Dan-Gun-XechS」 | PS2遊戲『Scared Rider Xechs』OP曲                         |
| 8月25日  | 無法掙脫的背叛 原創廣播劇CD3                                                                               | 碓冰愁生 | 「蒼空の誓い」 | 電視動畫『無法掙脫的背叛』角色歌曲                        |
| 9月15日  | 金色琴弦3 〜旋律は深く甘美く〜                                                                             | 天宮静 | 「Laboratory Love」 | PS2遊戲『金色琴弦3』角色歌曲                              |
| 9月22日  | 歌之王子殿下 Happy Love Song1                                                                              | 一之瀨時也 | 「星屑☆Shall we dance?」 | PSP遊戲『歌之王子殿下』角色歌曲                           |
| 11月24日 | 愛言葉になるD.N.A.                                                                                         | ROMANXIA | 「愛言葉になるD.N.A.」 「星屑☆レボリューション」 | PS2遊戲『Lucian Bee's RESURRECTION SUPERNOVA』角色歌曲    |
| 11月24日 | 命運石之門 Audio系列☆ラボメンNo.001☆岡部倫太郎                                                             | 岡部倫太郎 | 「難攻不落の new gate」 | 遊戲『命運石之門』角色歌曲                                |
| 12月20日 | Scared Rider Xechs Official Fan Book Track14                                                               | 駒江 克里斯多福·陽介（鈴木達央）、霧澤·拓人 | 「愛のZERO距離射撃-loveshooooot!!!!!- (もっと愛してくれないかver.)」 | PS2遊戲『Scared Rider Xechs』角色歌曲                     |
| 12月22日 | ラブ彼〜戀愛偏差値上昇中!〜 角色歌曲&廣播劇CD 開始戀愛篇                                                   | 紫藤劍 | 「くちびるbutterfly」 | 遊戲『ラブ彼〜戀愛偏差値上昇中!』角色歌曲                 |
| 12月29日 | FULL SCORE04-Mixture-                                                                                      | 神藤天輝、馬場陽平（遊佐浩二）、沖王太郎（吉野裕行）、 兵藤勉（平川大輔）、藤澤将（小野大輔） | 「Borderless Music!!!」 | 原創廣播劇CD『FULL SCORE』角色歌曲                        |
| 2011年   | | | |                                                           |
| 1月26日  | ラブ彼〜戀愛偏差値上昇中!〜 角色歌曲&廣播劇CD 永遠の誓い編                                                 | 紫藤劍 | 「トゥルーラブ・メロディ」 | 遊戲『ラブ彼〜戀愛偏差値上昇中!』角色歌曲                 |
| 2月9日   | 歌之王子殿下 SS Disc                                                                                       | S班（一之瀨時也、神宮寺蓮（諏訪部順一）、來翔（下野紘） | 「熱情 SERENADE」 | PSP遊戲『歌之王子殿下 -Sweet Serenade-』主題曲            |
| 2月16日  | またね…のキセツ                                                                                            | 閃電十一人 all star（円堂守（竹内順子）、豪炎寺修也（野島裕史）、 鬼道有人（吉野裕行）、吹雪士郎、風丸一郎太（西牆由香） | 「またね…のキセツ」 「最強で最高」 | 電視動畫『[[閃電十一人系列\|閃電十一人』ED曲              |
| 2月23日  | 歌之王子殿下 Duet Drama CD 音也&時也                                                                       | 一之瀨時也、一十木音也（寺島拓篤） | 「ROULETTE」 | PSP遊戲『歌之王子殿下』角色歌曲                           |
| 2月23日  | 歌之王子殿下アニブロGamesCD連動購入特典 第3彈 SONG&TALK CD by CLASS S                                      | 一之瀨時也 | 「ROULETTE 一之瀨時也ver.」 | PSP遊戲『歌之王子殿下』角色歌曲                           |
| 3月23日  | 只想告訴你 Secret Party 〜北幌高校學校祭 ANOTHER SIDE〜                                                    | 三浦健人 | 「愛唄」 | 電視動畫『只想告訴你』角色歌曲                            |
| 3月23日  | 只想告訴你 Secret Party 〜北幌高校學校祭 ANOTHER SIDE〜                                                    | 三浦健人、黒沼爽子（能登麻美子）、風早翔太（浪川大輔）、 矢野彩音（澤城美雪）、吉田千鶴（三瓶由布子）、真田龍（中村悠一）、 胡桃澤梅（平野綾） | 「きみにとどけ（ボーナストラック）」 | 電視動畫『只想告訴你』角色歌曲                            |
| 4月6日   | 閃電十一人 角色歌曲 Book 原聲專輯                                                                          | 吹雪士郎 | 「アイスロード」 | 電視動畫『閃電十一人』角色歌曲                            |
| 6月22日  | STAR DRIVER 閃亮的塔科特 6卷BD/DVD特典CD                                                                   | 特納西·塔科特 | 「First Galaxy」 | 電視動畫『STAR DRIVER 閃亮的塔科特』角色歌曲              |
| 6月29日  | Scared Rider Xechs DRAMATIC CHARACTER CD Vol.6                                                             | 霧澤·拓人 | 「70億分の1のカノジョ」 | PS2遊戲『Scared Rider Xechs』角色歌曲                     |
| 7月20日  | MAJI LOVE1000%                                                                                             | ST☆RISH | 「マジLOVE1000%」 「未来地図」 | 電視動畫『歌之王子殿下 MAJI LOVE1000%』ED曲               |
| 7月27日  | キラメク未来                                                                                               | Voyager feat. 超人力霸王傑洛 | 「キラメク未来」 | 電視系列『超人力霸王列傳』1話-13話OP曲                    |
| 8月4日   | STORM LOVER 角色歌曲CD -LOVERS COLLECTION- Vol.3                                                           | 辰原奏矢 | 「赤いイナズマ 〜You’re My Rollin’ Thunder〜」 | PSP遊戲『STORM LOVER』角色歌曲                            |
| 8月24日  | DRRROOKiEZ!!-ROOKiEZ is PUNK’D respect for DRRR!!-                                                         | 紀田正臣 | 「〜interlude by Masaomi Kida（CV:Mamoru Miyano）〜」 「コンプリケイション feat.Masaomi Kida(CV:Mamoru Miyano) -Achorstic lyrics reading-」 「DROP + Masaomi Kida(CV:Mamoru Miyano)」                                                              | 電視動畫『無頭騎士異聞錄 DuRaRaRa!!』角色歌曲             |
| 8月24日  | DOG DAYS ドラマBOX Vol.1                                                                                   | 真紅·和泉、米希奧蕾·F·比斯科迪（堀江由衣） | 「Stand up Ears 〜Princess & Saver Mix〜」 | 電視動畫『DOG DAYS』角色歌曲                              |
| 8月31日  | 歌之王子殿下MAJI LOVE1000% Idol song 一之瀨時也                                                            | 一之瀨時也 | 「七色のコンパス」 「My Little Little Girl 」 | 電視動畫『歌之王子殿下 MAJI LOVE1000%』角色歌曲           |
| 11月24日 | 歌之王子殿下 Music 初回限定メロメロBOX特典CD                                                               | 一之瀨時也 | 「BELIEVE☆MY VOICE 1コーラスver.with Love-word.」 「星屑☆Shall we dance？ 1コーラスver.with Love-word.」 「ROULETTE 1コーラスver.」 「熱情SERENADE 1コーラスver.」 「無限のトリニティ 1コーラスver.」 「Welcome to UTA☆PRI world!! 1コーラスver.」 | 『歌之王子殿下』角色歌曲                                  |
| 12月21日 | 歌之王子殿下MAJI LOVE1000% 原聲帶 Vol.4                                                                    | HAYATO | 「晴天☆OHA♪YAHHO」 | 電視動畫『歌之王子殿下 MAJI LOVE1000%』插曲               |
| 12月21日 | 歌之王子殿下 Debut Unit Drama CD 嶺二&音也&トキヤ                                                          | 壽嶺二（森久保祥太郎）、一十木音也（寺島拓篤）、一之瀨時也 | 「ガムシャラROman☆Tic」 | PSP遊戲『歌之王子殿下 Debut』角色歌曲                     |
| 12月21日 | DOG DAYS ドラマBOX Vol.3                                                                                   | 真紅·和泉 | 「Deary star」 | 電視動畫『DOG DAYS』角色歌曲                              |
| 2012年   | | | |                                                           |
| 1月18日  | 時尚之冠 原聲帶                                                                                            | 堀明 | 「行ってほしい」 「コインシデンス」 | 3DS/NDS遊戲『時尚之冠』角色歌曲                           |
| 1月25日  | 電視動畫 歌之王子殿下 MAJI LOVE1000% BD＆DVD Vol.5 特典CD                                                  | ST☆RISH | 「マジLOVE1000％ 〜2012MIX〜」 「マジLOVE1000％＆アイドルソング スペシャルメドレー」 | 電視動畫『歌之王子殿下 MAJI LOVE1000%』ED曲               |
| 2月22日  | 未来ガジェットコンパクトディスク9号                                                                        | 岡部倫太郎、橋田至（關智一） | 「ラボメン☆スピリッツ」 | 電視動畫『命运石之门』角色歌曲 Blu-ray Vol.9同枠CD收錄    |
| 2月22日  | 電視動畫 歌之王子殿下 MAJI LOVE1000% BD＆DVD Vol.6 特典CD                                                  | ST☆RISH | 「マジLOVE1000％[TV size] -piano-」 「未来地図[TV size] -a cappella-」 | 電視動畫『歌之王子殿下 MAJI LOVE1000%』ED曲               |
| 3月28日  | 花牌情緣 原聲帶 & 角色歌曲集 第2首                                                                         | 真島太一 | 「何度も生まれては消えていく雪のようなもの」 | 電視動畫『花牌情緣』角色歌曲                              |
| 5月23日  | 妖狐×僕SS ENDING SONG Vol.2                                                                                | 渡狸卍里（江口拓也）、夏目残夏 | 「one way」 「one way 〜夏目残夏 Only Version〜(TV size)」 | 電視動畫『妖狐×僕SS』角色歌曲                             |
| 5月30日  | デュラララッピング!! -無頭騎士DuRaRaRa!!角色歌曲 Collection-                                               | 紀田正臣 | 「リンダリンダ」 | 電視動畫『無頭騎士異聞錄 DuRaRaRa!!』角色歌曲             |
| 5月30日  | Scared Rider Xechs 1+FD Portable 主題曲CD                                                                  | メインスタンス | 「Dan-Gun-XechS」 | PSP遊戲『Scared Rider Xechs』OP曲                         |
| 6月27日  | Scared Rider Xechs DREAM COLLABORATION CD Vol.6 Dear Chroma                                                | 霧澤·拓人×LESPAUL（浪川大輔） | 「Dear Chroma」 | PSP遊戲『Scared Rider Xechs』角色歌曲                     |
| 7月25日  | 歌之王子殿下 Shining All Star CD                                                                           | 一十木音也（寺島拓篤）、聖川真斗（鈴村健一）、四之宮那月（谷山紀章）、 一之瀨時也、神宮寺蓮（諏訪部順一）、來栖翔（下野紘）、 愛島塞西爾（鳥海浩輔） | 「RAINBOW☆DREAM」 | PSP『歌之王子殿下』主題曲                                 |
| 9月26日  | HUNTER×HUNTER 角色歌曲集 〜幻影旅團篇〜                                                                    | 庫洛洛·魯西魯 | 「1/13」 | 電視動畫『HUNTER×HUNTER』角色歌曲                         |
| 11月21日 | ANOTHER SOUND OF 009 RE:CYBORG                                                                             | CYBORG 009:島村喬 | 「LISTEN TO MY HEART」 | 動畫『009 RE:CYBORG』角色歌曲                             |
| 11月28日 | 閃電十一人 All Star×TPK 合作角色歌曲 原聲專輯                                                              | 豪炎寺修也（野島裕史）、吹雪士郎、染岡竜吾（加瀨康之） | 「炎のプライド」 | 電視動畫『閃電十一人』角色歌曲                            |
| 2013年   | | | |                                                           |
| 1月9日   | 歌之王子殿下 シャッフル Shuffle UnitCD 那月&時也                                                           | 四之宮那月（谷山紀章）、一之瀨時也 | 「Still Still Still」 | PSP遊戲『歌之王子殿下 Debut』角色歌曲                     |
| 1月25日  | 白熊咖啡廳 Music Playlist                                                                                  | 山嵐 | 「ヤマアラシ☆トゥナイト!」 | 電視動畫『白熊咖啡厅』角色歌曲                            |
| 3月13日  | 『K』Blu-ray&DVD vol.7特典CD                                                                               | 伏見猿比古 | 「I beg your hate」 | 電視動畫『K』角色歌曲                                     |
| 3月27日  | 金色琴弦3 〜恋慕の歓喜〜                                                                                   | 天宮静 | 「薔薇の奇蹟」 | PS2遊戲『金色琴弦3』角色歌曲                              |
| 4月24日  | MAJI LOVE2000%                                                                                             | ST☆RISH | 「マジLOVE2000%」 「夢追人へのSymphony」 | 電視動畫『歌之王子殿下 MAJI LOVE2000%』ED曲               |
| 5月15日  | Scared Rider Xechs TWIN Vocal CD                                                                           | TAKT× HIJIRI（KENN） | 「STARDUST LOVERS」 | PS2遊戲『Scared Rider Xechs』角色歌曲                     |
| 6月12日  | 歌之王子殿下 MAJI LOVE2000% Idol song 一之瀨時也                                                           | 一之瀨時也 | 「CRYSTAL TIME」 「Independence」 | 電視動畫『歌之王子殿下 MAJI LOVE2000%』角色歌曲           |
| 6月19日  | 黑色嘉年華 角色歌曲 Vol.2 與儀&津雲                                                                        | 與儀、津雲（遠藤綾） | 「WELCOME 2 PARADE! 〜貳號艇へようこそ!〜」 「WELCOME 2 PARADE! 〜貳號艇へようこそ!〜 與儀 PART Ver.」 | 電視動畫『黑色嘉年華』角色歌曲                            |
| 8月7日   | SPLASH FREE                                                                                                | STYLE FIVE［七瀬遙（島﨑信長）、橘真琴（鈴木達央）、松岡凜、 葉月渚（代永翼）、竜崎（平川大輔）］ | 「SPLASH FREE」 「SPLASH FREE -DJ Chika a.k.a Inherit REMIX-」 | 電視動畫『Free!』ED曲                                     |
| 9月4日   | Free! 角色歌曲 Vol.3 松岡 凛                                                                               | 松岡凜 | 「Break our balance」 「Aqua Gate」 | 電視動畫『Free!』角色歌曲                                 |
| 9月5日   | 歌之王子殿下 Music2 初回限定ゴーゴーBOX特典CD                                                              | 一之瀨時也 | 「My Little Little Girl 1コーラスver. with Love-word.」 「RAINBOW☆DREAM 1コーラスver.」 「Still Still Still 1コーラスver.」 「ガムシャラROman☆Tic 1コーラスver.」                                                                                  | 『歌之王子殿下』角色歌曲                                  |
| 10月2日  | Free! 原聲帶 Ever Blue Sounds                                                                              | STYLE FIVE［七瀬遙（島﨑信長）、橘真琴（鈴木達央）、松岡凜、 葉月渚（代永翼）、竜崎（平川大輔）］ | 「EVER BLUE」 | 電視動畫『Free!』第12話特別ED曲                           |
| 10月23日 | 電視動畫 Free! Remix Mini Album                                                                            | STYLE FIVE［七瀬遙（島﨑信長）、橘真琴（鈴木達央）、松岡凜、 葉月渚（代永翼）、竜崎（平川大輔）］ | 「SPLASH FREE -Boldo Remix-」 「SPLASH FREE -DJ Chika a.k.a Inherit Remix-」 「SPLASH FREE -BOOBEE BROTHERS Remix-」 「EVER BLUE -acro jazz laboratories Remix-」 「EVER BLUE -Deep Deep Blue Remix-」                                             | 電視動畫『Free!』第12話特別ED曲 Remix                     |
| 10月23日 | 「歌之王子殿下 MAJI LOVE2000% 」Vol.5 特典CD - 原聲帶 Vol.4                                                | ST☆RISH | 「マジLOVE2000% -with piano-」 | 電視動畫『歌之王子殿下 MAJI LOVE2000%』ED曲               |
| 2014年   | | | |                                                           |
| 2月12日  | Free! 角色歌曲・Duet系列 Vol.3 松岡凜 & 竜崎                                                               | 松岡凜、竜崎怜（平川大輔） | 「VISION」 「GO ALL OUT!!」 | 電視動畫『Free!』角色歌曲                                 |
| 2月26日  | 歌之王子殿下 劇團Shining「JOKER TRAP」                                                                     | 一之瀨時也、神宮寺蓮（諏訪部順一）、黑崎蘭丸（鈴木達央）、卡繆（前野智昭） | 「JOKER TRAP」 | PSP遊戲『歌之王子殿下』角色歌曲                           |
| 3月12日  | 魔法戰爭 角色CD I 七瀨武                                                                                   | 七瀨武 | 「Destiny chain」 | 電視動畫『魔法戰爭』角色歌曲                              |
| 3月19日  | Free! 角色歌曲・Duet系列 Vol.4 七瀨遙 & 松岡凜                                                             | 七瀨遙（島﨑信長）、松岡凜 | 「REAL WAVE」 「きっと忘れない」 | 電視動畫『Free!』角色歌曲                                 |
| 4月16日  | 愚者信長 角色歌曲 Vol.1 織田・信長                                                                         | 織田・信長 | 「DECIDE MY FATE」 「NOT LONELY BUT FOOL」 | 電視動畫『愚者信長』角色歌曲                              |
| 7月23日  | 金色琴弦 Blue♪Sky focus on 天音學園                                                                        | 天宮静 | 「Andante (天音学園ver.)」 「Eternal Garden」 | 電視動畫『金色琴弦 Blue♪Sky』角色歌曲                     |
| 7月30日  | すばる魔法学院 Special角色歌曲CD2～七瀨武＆伊田一三                                                        | 七瀨武、伊田一三（鈴村健一） | 「タイトル未定」 | 電視動畫『魔法戰爭』角色歌曲                              |
| 8月6日   | FUTURE FISH                                                                                                | STYLE FIVE［七瀬遙（島﨑信長）、橘真琴（鈴木達央）、松岡凜、葉月渚（代永翼）、竜崎（平川大輔）］ | 「FUTURE FISH」 | 電視動畫『Free!-Eternal Summer-』角色歌曲                 |
| 8月13日  | SRX THE BEST 紅盤                                                                                          | 駒江 克里斯多福·陽介（鈴木達央）、霧澤·拓人 | 「リュウキュウINFINITY」 | PS2遊戲『Scared Rider Xechs』角色歌曲                     |
| 9月3日   | Free!-Eternal Summer- 角色歌曲 Vol.3 松岡凜                                                                | 松岡凜 | 「Over the Dream」 「Gratefully」 | 電視動畫『Free!-Eternal Summer-』角色歌曲                 |
| 11月26日 | Variety CD 金色琴弦3 AnotherSky feat. 天音學園                                                             | 天宮静 | 「LILA LAVANDULA LILA」 | PSP遊戲『金色琴弦3 AnotherSky』角色歌曲                   |
| 11月26日 | DVD&Blu-ray「黑執事 Book of Circus Ⅳ」完全生産限定版特典CD                                                 | JOKER | 「終わりの彼方へと」 | 電視動畫『黑執事 Book of Circus』角色歌曲                 |
| 2015年   | | | |                                                           |
| 2月25日  | DVD&Blu-ray「月刊少女野崎君 第6捲」初回生産特典 SpecialCD〜角色歌曲〜                                      | 鈴木三郎 | 「僕のヒロイン」 | 電視動畫『月刊少女野崎君』角色歌曲                        |
| 3月4日   | 七大罪Vocal Collection「梅里奧達斯V吉爾桑達」                                                              | 吉爾桑達 | 「Righteous Thunder」 | 電視動畫『七大罪』角色歌曲                                |
| 3月11日  | 【角色歌曲】TV 魔術快斗1412 角色歌曲～Magical Surprise Pallet～                                            | 怪盜基德 ( 山口勝平 ) 、白馬探 | 「It's a show time」 | 電視動畫『魔術快斗1412』角色歌曲                          |
| 5月20日  | キミと☆Are You Ready？                                                                                     | トライクロニカ | 「キミと☆Are You Ready？」 | 電視動畫『SHOW BY ROCK!!』トライクロニカ 插曲             |
| 5月27日  | 歌王子殿下 真愛革命 Cross Unit Idol Song 聖川真斗・一之瀨時也                                              | 聖川真斗（鈴村健一）、一之瀨時也 | 「ORIGINAL RESONANCE」 | 電視動畫『歌王子殿下 真愛革命 』角色歌曲                  |
| 5月27日  | 歌王子殿下 真愛革命 Cross Unit Idol Song 聖川真斗・一之瀨時也                                              | 一之瀨時也 | 「SECRET LOVER」 | 電視動畫『歌王子殿下 真愛革命 』角色歌曲                  |
| 8月26日  | DVD&Blu-ray「DuRaRaRa!!×２ 轉 1」 完全生產限定版特典 翻唱歌曲精選CD                                        | 紀田正臣 | 「ジュリアに傷心(ハートブレイク)」 | 電視動畫『無頭騎士異聞錄 DuRaRaRa!!×２ 轉』角色歌曲       |
| 11月25日 | Scared Rider Xechs Rev. 主題曲CD                                                                           | 霧澤·拓人 | 「BLUE or RED？」 | PSV遊戲『Scared Rider Xechs Rev.』OP曲                    |
| 2016年   | | | |                                                           |
| 1月13日  | 歌之王子殿下 THEATER SHINING Polaris                                                                       | 四之宮那月（谷山紀章）、一之瀨時也、愛島塞西爾（鳥海浩輔） | 「ポラリス」 | 「歌之王子殿下 THEATER SHINING 電影『Polaris』主題曲      |
| 2月10日  | Be My Steady                                                                                               | Galaxy Standard （西星學園）［諏訪怜治、黛静馬（平川大輔）、千代松萬太郎（江口拓也）、妹尾匡（鈴木達央）、黛遊馬（小野友樹）、奥村楓（豐永利行）］ | 「Be My Steady」 | 電視動畫『疾走王子Alternative』片尾曲                     |
| 2月10日  | Be My Steady                                                                                               | Galaxy Standard （西星學園）［諏訪怜治、黛静馬（平川大輔）、千代松萬太郎（江口拓也）、妹尾匡（鈴木達央）、黛遊馬（小野友樹）、奥村楓（豐永利行）］ | 「RUSH」 | PSV遊戲『疾走王子』插曲                                   |
| 2月10日  | Be My Steady                                                                                               | Galaxy Standard （西星學園）［諏訪怜治、黛静馬（平川大輔）、千代松萬太郎（江口拓也）、妹尾匡（鈴木達央）、黛遊馬（小野友樹）、奥村楓（豐永利行）］ | 「You're My Courage」 | PSV遊戲『疾走王子』片尾曲                                 |
| 3月25日  | DVD&Blu-ray「一拳超人 4」特裝限定版 SPECIAL CD                                                             | 甜心假面 | 「BEAUTIFUL HERO」 | 電視動畫『一拳超人』角色歌曲                              |
| 4月27日  | K RETURN OF KINGS ORIGINAL CHARACTER SONG & SOUNDTRACK CD                                                  | 伏見猿比古 | 「恋して、恋して、夏ちゃった。」 | 電視動畫『K RETURN OF KINGS』角色歌曲                     |
| 6月22日  | 今夜は星空ディスコティック☆                                                                                | トライクロニカ | 「今夜は星空ディスコティック☆」 | 電視動畫『SHOW BY ROCK!!』 角色歌曲                       |
| 6月22日  | 今夜は星空ディスコティック☆                                                                                | トライクロニカ | 「ときめきレモネード」 | 電視動畫『SHOW BY ROCK!!』 角色歌曲                       |
| 8月3日   | 青と紅のフォルツァート                                                                                     | 駒江 克里斯多福·陽介（鈴木達央）、霧澤·拓人 | 「青と紅のフォルツァート」 | 電視動畫『Scared Rider Xechs』OP曲                        |
| 8月3日   | EVERLASTING DAYS                                                                                           | 聖蹟高校足球部 [柄本盡司（吉永拓斗）、風間陣（松岡禎丞）、水樹壽人（浪川大輔）、君下敦（小野大輔）、大柴喜一] | 「EVERLASTING DAYS」 | 電視動畫『DAYS』ED曲                                      |
| 8月17日  | 歌之王子殿下 Shining Dream CD                                                                              | NIGHT DREAM [聖川真斗（鈴村健一）、一之瀨時也、愛島塞西爾（鳥海浩輔）、美風藍（蒼井翔太）、卡繆（前野智昭）] | 「NIGHT DREAM」 | 「歌之王子殿下 特別活動『Shining Dream Festa』」主題曲    |
| 8月17日  | 電視動畫『文豪Stray Dogs』角色歌曲迷你專輯 其之壹                                                          | 太宰治 | 「永遠未遂にグッド・バイ」 | 電視動畫『文豪Stray Dogs』角色歌曲                        |
| 8月31日  | THE BEST OF U-17 PLAYERS XIIRyoga Echizen                                                                  | 越前龍雅 | 「Orange」 | 電視動畫『網球王子』関連曲                                |
| 10月5日  | 真愛傳奇之星                                                                                               | ST☆RISH | 「マジLOVEレジェンドスター」 | 電視動畫『歌之王子殿下 真愛傳奇之星』片尾曲               |
| 10月5日  | 真愛傳奇之星                                                                                               | ST☆RISH | 「未来、夢、ありがとう…そして!」 | 電視動畫『歌之王子殿下 真愛傳奇之星』插曲                 |
| 10月26日 | うたの☆プリンスさまっ♪ マジLOVEレジェンドスター DUET IDOL SONG 一之瀨時也 & 鳳瑛二                         | 一之瀨時也（宮野真守）、鳳瑛二（内田雄馬） | 「Mighty Aura」 | 電視動畫『歌之王子殿下 真愛傳奇之星』角色歌曲             |
| 10月26日 | うたの☆プリンスさまっ♪ マジLOVEレジェンドスター DUET IDOL SONG 一之瀨時也 & 鳳瑛二                         | 一ノ瀬トキヤ（宮野真守） | 「Be the light!」 | 電視動畫『歌之王子殿下 真愛傳奇之星』角色歌曲             |
| 11月9日  | Cadenza | Amatelast | 「Cadenza」 | 電視動畫『SHOW BY ROCK!!#』插曲                           |
| 11月16日 | 電視動畫『DAYS』Character Song Series VOL.05 大柴喜一                                                      | 大柴喜一（宮野真守） | 「Don't think feel!!」 「EVERLASTING DAYS（Oshiba ver.）」 | 電視動畫『DAYS』角色歌曲                                  |
| 11月16日 | 胸騒ぎJust☆Paradise                                                                                        | トライクロニカ | 「胸騒ぎJust☆Paradise」 | 電視動畫『SHOW BY ROCK!!#』插曲                           |
| 11月30日 | 電視動畫「スカーレッドライダーゼクス」レゾナンスソングシリーズ Vol.6                                       | 霧澤・タクト（宮野真守）、レスポール（浪川大輔） | 「崩壊ディーサイド〜レゾナンス ver.」 「崩壊ディーサイド〜メインスタンスソロ ver.」 | 電視動畫『スカーレッドライダーゼクス』角色歌曲            |
| 2017年   | | | |                                                           |
| 1月11日  | 電視動畫『歌之王子殿下 真愛傳奇之星』 BD・DVD第1卷特典CD                                                   | ST☆RISH、QUARTET NIGHT、HE★VENS | 「夢を歌へと…！」 | 電視動畫『歌之王子殿下 真愛傳奇之星』插曲                 |
| 1月18日  | 電視動畫『SHOW BY ROCK!!』OST Plus 2                                                                       | トライクロニカ | 「胸騒ぎJust☆Paradise（TV edit.）」 | 電視動畫『SHOW BY ROCK!!#』插曲                           |
| 1月18日  | 電視動畫『SHOW BY ROCK!!』OST Plus 2                                                                       | Amatelast | 「Cadenza（TV edit.）」 | 電視動畫『SHOW BY ROCK!!#』插曲                           |
| 1月18日  | 電視動畫『SHOW BY ROCK!!』OST Plus 2                                                                       | プラズマジカ、シンガンクリムゾンズ、トライクロニカ、クリティクリスタ、徒然なる操り霧幻庵 | 「My Resolution～未来への絆～（TV Special edit.）」 | 電視動畫『SHOW BY ROCK!!#』插曲                           |
| 6月7日   | 電視動畫『歌之王子殿下 真愛傳奇之星』 BD・DVD第6卷特典CD                                                   | ST☆RISH | 「WE ARE ST☆RISH!!」 | 電視動畫『歌之王子殿下 真愛傳奇之星』插曲                 |
| 7月19日  | 「劇場版 Free!-Timeless Medley-」OST                                                                       | STYLE FIVE | 「RISING FREE」 | 『劇場版 Free!-Timeless Medley-』主題曲                   |
| 11月8日  | 「特別版 Free! -Take Your Marks-」主題曲CD                                                                 | STYLE FIVE | 「FREE-STYLE SPIRIT」 | 『特別版 Free! Take Your Marks』OP                        |
| 11月15日 | 歌之王子殿下 Shining Live 主題曲 CD                                                                        | ST☆RISH | 「Shining☆Romance」 | 遊戲「歌之王子 Shining Live 」主題曲                      |
| 2018年   | | | |                                                           |
| 1月24日  | 男友伴身邊(仮)閃光☆筆記 音樂專輯 藤城学園 #02                                                              | vanitas | 「Terminus」 | 遊戲『男友伴身邊(仮)閃光☆筆記』関連曲                     |
| 2月14日  | ウルトラブラスト                                                                                           | ST☆RISH | 「ウルトラブラスト」 「ファンタジック☆プレリュード」 | 劇場版『劇場版 歌之王子殿下 真愛王國』挿入歌              |
| 2月28日  | 歌之王子殿下♪Shining Masterpiece Show リコリスの森                                                         | 一十木音也（寺島拓篤）、一ノ瀬トキヤ（宮野真守）、神宮寺レン（諏訪部順一）、愛島セシル（鳥海浩輔） | 「リコリスの森」 | 遊戲『歌之王子殿下』関連曲                                |
| 5月23日  | Over the Limit                                                                                             | ROUTE85 | 「Over the Limit」 | 電視動畫『飆速宅男 GLORY LINE』ED曲                       |
| 5月23日  | Over the Limit                                                                                             | 葦木場拓斗（宮野真守） | 「Over the Limit」 | 電視動畫『飆速宅男 GLORY LINE』関連曲                     |
| 7月7日   | K SEVEN STORIES Episode 6「Circle Vision 〜Nameless Song〜」偶像K〈Kiss!Kiss!Kiss!〉CD付全国特別共通鑑賞券 | 伊佐那社（浪川大輔）、夜刀神狗朗（小野大輔）、八田美咲（福山潤）、伏見猿比古（宮野真守）、比水流（興津和幸）、御芍神紫（森田成一） | 「Kiss!Kiss!Kiss!」 | 劇場版『K SEVEN STORIES』関連曲                           |
| 7月18日  | 飆速宅男 GLORY LINE BD・DVD第2巻特典CD                                                                     | 真波山岳（代永翼）、泉田塔一郎（阿部敦）、黒田雪成（野島健児）、葦木場拓斗（宮野真守）、銅橋正清（小野大輔）、新開悠人（内田雄馬） | 「箱根学園 校歌」 | 電視動畫『飆速宅男 GLORY LINE』関連曲                     |
| 7月18日  | 飆速宅男 GLORY LINE BD・DVD第2巻特典CD                                                                     | 葦木場拓斗（宮野真守）、新開悠人（内田雄馬） | 「Only Time」 | 電視動畫『飆速宅男 GLORY LINE』関連曲                     |
| 8月22日  | GOLD EVOLUTION                                                                                             | STYLE FIVE | 「GOLD EVOLUTION」 | 電視動畫『Free!-Dive to the Future-』ED曲                 |
| 10月10日 | Deep Blue Harmony                                                                                          | 七瀬遙（島﨑信長）、橘真琴（鈴木達央）、松岡凛（宮野真守）、椎名旭（豊永利行）、桐嶋郁弥（内山昂輝）、葉月渚（代永翼）、竜ヶ崎怜（平川大輔） | 「Blue Destination」 | 電視動畫『Free!-Dive to the Future-』ED曲                 |
| 10月31日 | Free!-Dive to the Future- 角色歌迷你專輯 Vol.1 Seven to High                                               | 松岡凛（宮野真守） | 「絆を連れて」 | 電視動畫『Free!-Dive to the Future-』関連曲               |
| 11月21日 | 歌之王子殿下っ♪Eternal Song CD「雪月花」                                                                   | 一十木音也（寺島拓篤）、聖川真斗（鈴村健一）、四ノ宮那月（谷山紀章）、一ノ瀬トキヤ（宮野真守）、神宮寺レン（諏訪部順一）、来栖翔（下野紘）、愛島セシル（鳥海浩輔）、寿嶺二（森久保祥太郎）、黒崎蘭丸（鈴木達央）、美風藍（蒼井翔太）、カミュ（前野智昭） | 「雪月花」 | 遊戲『歌之王子殿下』関連曲                                |
| 2019年   | | | |                                                           |
| 2月27日  | 劇場版 歌之王子殿下 真愛王國 Special Unit Drama CD Tokiya Cecil・大和                                      | 一ノ瀬トキヤ（宮野真守）、愛島セシル（鳥海浩輔）、日向大和（木村良平） | 「カレイドスコープ」 | 劇場版『劇場版 歌之王子殿下 真愛王國』挿入歌              |
| 6月5日   | 皿三味の歌曲/カワウソイヤァ                                                                                | 新星玲央（宮野真守）、阿久津真武（細谷佳正） | 「カワウソイヤァ」 | 電視動畫『皿三味』挿入歌                                  |
| 7月10日  | Forward Blue Waves                                                                                         | STYLE FIVE | 「BRAVE DREAM」 | 劇場版『劇場版 Free!-Road to the World-夢』主題歌         |
| 8月7日   | Good Luck My Wave!                                                                                         | 七瀬遙（島﨑信長）、松岡凛（宮野真守） | 「GOLD EVOLUTION」 | 電視動畫『Free!-Dive to the Future-』関連曲               |
| 8月28日  | 歌之王子殿下 Shining Live OP曲CD2                                                                          | 一十木音也（寺島拓篤）、聖川真斗（鈴村健一）、四ノ宮那月（谷山紀章）、一ノ瀬トキヤ（宮野真守）、神宮寺レン（諏訪部順一）、来栖翔（下野紘）、愛島セシル（鳥海浩輔）                                                                                       | 「WONDER☆RONDO」 | 遊戲『歌之王子殿下 Shining Live』OP曲                     |
| 9月4日   | 歌之王子殿下個人專輯一之瀨時也「Target is you!」                                                           | 一ノ瀬トキヤ（宮野真守） | 「時のジュエル」 「Target is you!」 | 遊戲『歌之王子殿下』関連曲                                |
| 12月18日 | SHOW BY ROCK!! BEST Vol.3                                                                                  | Trichronika［SHOW BY ROCK!!#（修☆造）（宮野真守）］ | 「煌☆Chronicle」 | 遊戲『SHOW BY ROCK!!』関連曲                              |
| 12月25日 | 劇場版 歌之王子殿下 真愛王國 BD・DVD特典CD                                                                 | ST☆RISH、QUARTET NIGHT、HE★VENS | 「マジLOVEキングダム」 「Welocme to UTA☆PRI KINGDOM!!」 | 劇場版『劇場版 歌之王子殿下 真愛王國』挿入歌              |
| 2020年   | | | |                                                           |
| 3月25日  | 聲樂集 金色琴弦4 SONGFUL                                                                                   | 天宮静（宮野真守） | 「Laboratory Love 2020」 | 遊戲『金色琴弦4』関連曲                                   |
| 4月15日  | 歌之王子殿下 Another World〜WHITE&BLACK〜 OP曲CD                                                           | BLACK DEJAVU - 一十木音也（寺島拓篤）、一ノ瀬トキヤ（宮野真守）、神宮寺レン（諏訪部順一）、寿嶺二（森久保祥太郎）、黒崎蘭丸（鈴木達央） | 「BLACK DEJAVU」 | イベント『歌之王子殿下 Another World〜WHITE&BLACK〜』OP曲 |
| 9月16日  | SUPER STAR/THIS IS...!/Genesis HE★VENS                                                                     | 一十木音也（寺島拓篤）、聖川真斗（鈴村健一）、四ノ宮那月（谷山紀章）、一ノ瀬トキヤ（宮野真守）、神宮寺レン（諏訪部順一）、来栖翔（下野紘）、愛島セシル（鳥海浩輔）                                                                                       | 「SUPER STAR」 | 『歌之王子殿下』関連曲                                    |
| 2021年   | | | |                                                           |
| 4月7日   | 電視動畫「SHOW BY ROCK!! STARS!!」挿入歌迷你專輯 Vol.2                                                     | Trichronika | 「キミはボクのプリンセス☆」 | 電視動畫『SHOW BY ROCK!! STARS!!』挿入歌                  |
| 4月21日  | SHOW BY ROCK!! BEST Vol.4                                                                                  | Trichronika［修☆造（宮野真守）］ | 「サイエンス・フィクション」 | 遊戲『SHOW BY ROCK!! Fes A Live』関連曲                   |
| 6月2日   | 歌之王子殿下10th Anniversary CD                                                                            | 一十木音也（寺島拓篤）、聖川真斗（鈴村健一）、四ノ宮那月（谷山紀章）、一ノ瀬トキヤ（宮野真守）、神宮寺レン（諏訪部順一）、来栖翔（下野紘）、愛島セシル（鳥海浩輔）                                                                                       | 「STAR WISH」 | 『歌之王子殿下』関連曲                                    |
| 7月7日   | ABC体操 | 蛇賀池照（宮野真守）、多田野詩乃（水樹奈々） | 「ABC体操」 | 電視動畫『陰晴不定的體操哥哥』開幕主題                    |
| 7月7日   | ABC体操 | 蛇賀池照（宮野真守）、多田野詩乃（水樹奈々） | 「ABC体操（special mix）」 | 電視動畫『陰晴不定的體操哥哥』関連曲                      |
| 7月7日   | ABC体操 | 蛇賀池照（宮野真守） | 「ABC体操」 | 電視動畫『陰晴不定的體操哥哥』関連曲                      |
| 7月21日  | SHOW BY ROCK!! STARS!! BD第4巻特典CD                                                                       | 克勞（谷山紀章）、修☆造（宮野真守） | 「Two-faced」 | 電視動畫『SHOW BY ROCK!! STARS!!』関連曲                  |
| 8月25日  | 歌之王子殿下 Shining All Star CD3                                                                          | 一十木音也（寺島拓篤）、聖川真斗（鈴村健一）、四ノ宮那月（谷山紀章）、一ノ瀬トキヤ（宮野真守）、神宮寺レン（諏訪部順一）、来栖翔（下野紘）、愛島セシル（鳥海浩輔）                                                                                       | 「Grateful friends, Graceful ways」 | 『歌之王子殿下』関連曲                                    |
| 8月27日  | 佐賀偶像是傳奇 捲土重來 BD第3巻特典CD                                                                      | 巽幸太郎（宮野真守） | 「Never ending saga」 | 電視動畫『佐賀偶像是傳奇 捲土重來』挿入歌                 |
| 11月3日  | 陰晴不定的體操哥哥 BD第3巻特典CD                                                                           | 蛇賀池照（宮野真守）、多田野詩乃（水樹奈々） | 「得手不得手」 | 電視動畫『陰晴不定的體操哥哥』挿入歌                      |
| 11月18日 | My Sunshine                                                                                                | Trichronika［修☆造（宮野真守）］ | 「My Sunshine」 | 遊戲『SHOW BY ROCK!! Fes A Live』関連曲                   |
| 12月1日  | 陰晴不定的體操哥哥 BD第4巻特典CD                                                                           | 蛇賀池照（宮野真守）、多田野詩乃（水樹奈々） | 「エンドレス猛暑」 「極寒スパイラル」 「試食でめっちゃ美味しかったパン買って帰ると普通なのなんで」 | 電視動畫『陰晴不定的體操哥哥』挿入歌                      |
| 2022年   | | | |                                                           |
| 4月6日   | 劇場版 歌之王子殿下 真愛ST☆RISH Tours                                                                      | ST☆RISH | 「マジLOVEスターリッシュツアーズ」 | 劇場版 歌之王子殿下 真愛ST☆RISH Tours OP歌                |
| 4月6日   | 劇場版 歌之王子殿下 真愛ST☆RISH Tours                                                                      | ST☆RISH | 「ST☆RT OURS」 | 劇場版 歌之王子殿下 真愛ST☆RISH Tours 挿入歌              |
| 6月29日  | 劇場版 歌之王子殿下 真愛ST☆RISH Tours Idol Song                                                            | 一ノ瀬トキヤ | 「TRIGGER CHANCE」 | 劇場版 歌之王子殿下 真愛ST☆RISH Tours 挿入歌              |
| 6月29日  | 劇場版 歌之王子殿下 真愛ST☆RISH Tours Idol Song                                                            | 一ノ瀬トキヤ | 「PERFECT STORY」 | 劇場版 歌之王子殿下 真愛ST☆RISH Tours 挿入歌              |
| 8月24日  | 劇場版 歌之王子殿下 真愛ST☆RISH Tours                                                                      | 聖川真斗（鈴村健一）、一ノ瀬トキヤ（宮野真守）、愛島セシル（鳥海浩輔） | 「SAMURAIZM」 | 劇場版 歌之王子殿下 真愛ST☆RISH Tours 挿入歌              |
| 8月24日  | 劇場版 Free!-The Final Stroke- Idol Song Vol.8                                                             | 松岡凜 | 「Already Believe!」 | 劇場版 Free!-The Final Stroke 挿入歌                      |
| 8月24日  | 劇場版 Free!-The Final Stroke- Idol Song Vol.8                                                             | 松岡凜 | 「Timeless Blue (Rin ver.)」 | 劇場版 Free!-The Final Stroke 挿入歌                      |
| 9月15日  | 金色琴弦                                                                                                   | 月城慧 | 「Vorwart」 | 金色琴弦1.5th Anniversary PREMIUM EVENT Event CD          |

### 影像作品

#### Live DVD
個人Live
|    | 發售日         | 標題                                                              | 規格編號      | 規格編號      | 最高位 | 最高位 |
| BD | 發售日         | 標題                                                              | DVD           | BD            | DVD    |        |
| -- | -------------- | ----------------------------------------------------------------- | ------------- | ------------- | ------ | ------ |
| 1  | 2010年3月10日  | MAMORU MIYANO LIVE TOUR 2009 〜SMILE & BREAK〜                    | KIXM-62       | KIBM-233/4    | 55位   | 22位   |
| 2  | 2011年4月27日  | MAMORU MIYANO LIVE TOUR 2010 〜WONDERING!〜                       | KIXM-64/5     | KIBM-273/4    | 54位   | 37位   |
| 3  | 2012年8月22日  | MAMORU MIYANO LIVE TOUR 2011-12 〜FIGHT & STAND〜                 | KIXM-60/1     | KIBM-327/8    | 15位   | 35位   |
| 4  | 2013年6月8日   | MAMORU MIYANO LIVE TOUR 2012-13 〜BEGINNING!〜                    | KIXM-92/3     | KIBM-361/2    | 3位    | 17位   |
| 5  | 2014年4月23日  | MAMORU MIYANO SPECIAL LIVE 2013 〜TRAVELING!〜                    | KIXM-157/8    | KIBM-424/5    | 12位   | 18位   |
| 6  | 2015年1月28日  | MAMORU MIYANO LIVE TOUR 2014 〜WAKENING!〜                        | KIXM-183/4    | KIBM-481/2    | 2位    | 12位   |
| 7  | 2015年11月18日 | MAMORU MIYANO LIVE TOUR 2015 ～AMAZING!～                         | KIXM-210/1    | KIBM-526/7    | 5位    | 11位   |
| 8  | 2016年6月8日   | MAMORU MIYANO LIVE TOUR 2015-16 〜GENERATING!〜                   | KIXM-234/5    | KIBM-574/5    | 4位    | 6位    |
| 9  | 2017年6月14日  | MAMORU MIYANO LIVE TOUR 2016 〜MIXING!〜                          | KIXM-279/80   | KIBM-655/6    | 1位    | 6位    |
| 10 | 2018年3月21日  | MAMORU MIYANO LIVE TOUR 2017 ～LOVING!～                          | KIXM-313〜314 | KIBM-705〜706 | 6位    | 14位   |
| 11 | 2018年12月26日 | MAMORU MIYANO ARENA LIVE TOUR 2018 ～EXCITING!～                  | KIXM-350～351 | KIBM-763～764 | 3位    | 13位   |
| 12 | 2019年3月14日  | Laugh & Peace presents 宮野真守 アニバーサリーライブ ～REQUESTⅡ～ | NXD-1035      | NBD-148       | 位     | 位     |
| 13 | 2020年4月22日  | MAMORU MIYANO ASIA LIVE TOUR 2019 ～BLAZING!～                    | KIXM-427/8    | KIBM-843/4    | 2位    | 11位   |
| 14 | 2021年5月26日  | MAMORU MIYANO STUDIO LIVE ～STREAMING!～                          | KIXM-455      | KIBM-875      | 14位   | 15位   |
| 15 | 2022年3月9日   | MAMORU MIYANO COMEBACK LIVE 2021 ～RELIVING～                     | KIXM-491/2    | KIBM-907/8    | 5位    | 14位   |
| 16 | 2023年5月31日  | MAMORU MIYANO ARENA LIVE TOUR 2022 ～ENTERTAINING！～             | KIXM-540~1    | KIBM-965-6    | 位     | 位     |

參演Live
- Animelo Summer Live 2009 RE:BRIDGE（8月22日）
- Animelo Summer Live 2011 -rainbow-（8月28日）
- Animelo Summer Live 2012 -INFINITY∞（8月26日）
- Animelo Summer Live 2013 -FRAG NINE-（8月26日）
- Animelo Summer Live 2014 -ONENESS-（8月31日）
- Animelo Summer Live 2015 -THE GATE-（8月29日）
- Animelo Summer Live 2018 -OK!-（8月25日)

#### Music Video集
|    | 發售日        | 標題                                 | 規格編號   | 規格編號    |
| BD | 發售日        | 標題                                 | DVD        |             |
| -- | ------------- | ------------------------------------ | ---------- | ----------- |
| 1  | 2014年7月23日 | MAMORU MIYANO presents M&M CHRONICLE | KIZX-151/2 | KIZB-159/60 |

### 商業合作作品一覽
| 樂曲                            | 商業合作                                                                                       | 時期   |
| ------------------------------- | ---------------------------------------------------------------------------------------------- | ------ |
| 久遠                            | 電視動畫『鋼鐵三國志』ED曲                                                                     | 2007年 |
| Discovery                       | 遊戲『夢幻遊戲 朱雀異聞』OP曲                                                                  | 2008年 |
| BE                              | BS-i電視台 『iしたい』主題曲                                                                   | 2009年 |
| BE                              | TBS電視台『アナCAN』ED                                                                         | 2009年 |
| J☆S                             | TBS電視台『カード学園』ED曲                                                                    | 2009年 |
| REFRAIN                         | 日本電視台『音樂戰士 MUSIC FIGHTER』10月強力放送曲                                             | 2009年 |
| 蒼ノ翼                          | 遊戲『歌之王子殿下』主題曲                                                                     | 2009年 |
| Splash Blue -WONDERING LIL MIX- | 廣播節目『宮野真守のm-1ぐらんぷりっ!』OP曲（2010年4月 - 2011年6月）                            | 2010年 |
| トロイメライ                    | 廣播節目『宮野真守のm-1ぐらんぷりっ!』ED曲（2010年4月 - 2010年6月）                            | 2010年 |
| My World                        | 廣播節目『宮野真守のm-1ぐらんぷりっ!』ED曲（2010年7月 - 2011年6月）                            | 2010年 |
| ヒカリ、ヒカル                  | 日本電視台『ハッピーMusic』12月強力放送曲                                                      | 2010年 |
| オルフェ                        | 電視動畫『歌之王子殿下 MAJI LOVE1000%』主題曲（OP曲）                                          | 2011年 |
| STAND UP SOUL                   | 廣播節目『宮野真守のm-1ぐらんぷりっ!』OP曲（2011年7月 - 2012年3月）                            | 2011年 |
| MOONLIGHT                       | 廣播節目『宮野真守のm-1ぐらんぷりっ!』ED曲（2011年7月 - 2012年3月）                            | 2011年 |
| DREAM FIGHTER                   | 特攝劇『超人力霸王列傳』主題曲                                                                 | 2011年 |
| innocence                       | 遊戲『歌之王子殿下 Debut』主題曲                                                               | 2011年 |
| EGOISTIC                        | TBS電視台『マツコの知らない世界』ED                                                            | 2012年 |
| Burning Point                   | 廣播節目『宮野真守のm-1ぐらんぷりっ!』OP曲（4月 - 9月）                                        | 2012年 |
| Beautiful Life                  | 廣播節目『宮野真守のm-1ぐらんぷりっ!』ED曲（4月 - 9月）                                        | 2012年 |
| ULTRA FLY                       | 特攝劇『超人力霸王列傳』主題曲                                                                 | 2012年 |
| IT'S THE TIME                   | 廣播節目『宮野真守のRADIOアニメロミックス 〜STARRING!〜』OP曲（10月 - 2013年3月）              | 2012年 |
| GOLDEN NIGHT                    | 廣播節目『宮野真守のRADIOアニメロミックス 〜STARRING!〜』ED曲（10月 - 2013年3月）              | 2012年 |
| カノン                          | 電視動畫『歌之王子殿下 MAJI LOVE2000%』主題曲（OP曲）                                          | 2013年 |
| THANK YOU                       | 廣播節目『宮野真守のRADIOアニメロミックス 〜STARRING!〜』OP曲（4月 - 9月）                     | 2013年 |
| FOREVER LULLABY                 | 廣播節目『宮野真守のRADIOアニメロミックス 〜STARRING!〜』ED曲（4月 - 9月）                     | 2013年 |
| UNSTOPPABLE                     | 廣播節目『宮野真守のRADIOアニメロミックス 〜STARRING!〜』OP曲（9月 - 12月）                    | 2013年 |
| passage,                        | 廣播節目『宮野真守のRADIOアニメロミックス 〜STARRING!〜』ED曲（9月 - 12月）                    | 2013年 |
| NEW ORDER                       | 電視動畫『T宝的悲惨日常 覺醒篇』主題曲 廣播節目『宮野真守のRADIO SMILE』OP曲（4月 - 9月）      | 2014年 |
| Happy Happy Birthday            | 廣播節目『宮野真守のRADIO SMILE』ED曲（4月 - 9月）                                             | 2014年 |
| 覚醒エタニティ                  | 遊戲『』主題曲                                                                                 | 2014年 |
| Magic                           | 廣播節目『宮野真守のRADIO SMILE』OP曲（10月 - 3月）                                            | 2014年 |
| Marshmallow Love                | 廣播節目『宮野真守のRADIO SMILE』ED曲（10月 - 3月）                                            | 2014年 |
| BREAK IT!                       | 電視動畫『卡片鬥爭!! 先導者G』前期OP                                                           | 2014年 |
| VOICE                           | PSV遊戲『疾走王子』主題曲                                                                      | 2014年 |
| シャイン                        | 電視動畫『歌之王子殿下 真愛革命』OP曲                                                          | 2015年 |
| TRANSFORM                       | 廣播節目『宮野真守のRADIO SMILE』OP曲（4月 - 8月）                                             | 2015年 |
| Be Mine                         | 廣播節目『宮野真守のRADIO SMILE』ED曲（4月 - 8月）                                             | 2015年 |
| Evolve                          | 廣播節目『宮野真守のRADIO SMILE』OP曲（9月 - ）                                                | 2015年 |
| Can't Ever Let You Go           | 廣播節目『宮野真守のRADIO SMILE』ED曲（9月 - ）                                                | 2015年 |
| HOW CLOSE YOU ARE               | 電視動畫『亞人』ED曲                                                                           | 2016年 |
| BLACK OR WHITE                  | 廣播節目『宮野真守のRADIO SMILE』OP曲                                                          | 2016年 |
| Crazy Wonder Night              | 廣播節目『宮野真守のRADIO SMILE』ED曲                                                          | 2016年 |
| SHOUT!                          | 電視動畫『卡片鬥爭!! 先導者G 疾走之門篇』OP曲                                                  | 2016年 |
| RINNE                           | 廣播節目『宮野真守のRADIO SMILE』ED曲                                                          | 2016年 |
| UPSIDE DOWN                     | 廣播節目『宮野真守のRADIO SMILE』OP曲                                                          | 2016年 |
| テンペスト                      | 電視動畫『歌之王子殿下 真愛傳奇之星』OP曲                                                      | 2016年 |
| Sugar,Sugar                     | 廣播節目『宮野真守のRADIO SMILE』OP曲                                                          | 2016年 |
| The Birth                       | 電影『亞人 -衝戟-』主題曲                                                                      | 2016年 |
| Gravity                         | 廣播節目『宮野真守のRADIO SMILE』ED曲                                                          | 2016年 |
| EVER LOVE                       | 廣播節目『宮野真守のRADIO SMILE』OP曲                                                          | 2017年 |
| POWER OF LOVE                   | 廣播節目『宮野真守のRADIO SMILE』ED曲                                                          | 2017年 |
| そっと溶けてゆくように          | 電視動畫『DEVILSLINE惡魔戰線』ED曲                                                             | 2018年 |
| EXCITING!                       | 廣播節目『宮野真守のRADIO SMILE』OP曲                                                          | 2018年 |
| ぼくはヒーロー                  | 音楽番組『みんなのうた』2019年2-3月度使用曲                                                    | 2019年 |
| アンコール                      | 劇場版『劇場版 《歌之☆王子殿下♪真愛 KINGDOM》』主題歌                                          | 2019年 |
| LAST DANCE                      | 電視動畫『虚構推理』ED曲                                                                       | 2020年 |
| 光射す方へ                      | 電視動畫『籃球少年王』ED曲                                                                     | 2020年 |
| ZERO to INFINITY                | Web劇『ウルトラギャラクシーファイト 大いなる陰謀』主題歌 廣播節目『宮野真守のRADIO SMILE』OP曲 | 2020年 |
| Beautiful Doll                  | 電視動畫『Levius -レビウス-』ED曲 廣播節目『宮野真守のRADIO SMILE』ED曲                        | 2021年 |
| 透明                            | 劇場版『劇場版劇場版 Fate/Grand Order -神聖圓桌領域卡美洛- 後篇 Paladin; Agateram』主題歌      | 2021年 |
| Dream on                        | 電視動畫『陰晴不定的體操哥哥』ED曲                                                             | 2021年 |
| EVERLASTING                     | 鋼之練金術師-MOBLIE 主題歌                                                                     | 2022年 |
| ジャーニー                      | 劇場版 歌之☆王子殿下♪ 真愛 ST☆RISH TOURS 主題歌                                                | 2022年 |

## 出席活动

### Live

#### 個人演唱會
| 公演年          | 形態           | 名稱                                                                                | 公演會場 |
| --------------- | -------------- | ----------------------------------------------------------------------------------- | --- |
| 2009年          | 巡迴演唱會     | MAMORU MIYANO 1st LIVE TOUR 2009 〜BREAKING!〜                                      | 3會場全3公演 4月11日 大阪・なんばHatch 4月18日 東京・Shibuya O-EAST 4月26日 横濱BLITZ |
| 2009年          | 巡迴演唱會     | MAMORU MIYANO 2nd LIVE TOUR 2009 〜SMILING!〜                                       | 3會場全4公演 10月25日 Zepp Nagoya 11月7日 NHK大阪音樂廳 11月14日 東京厚生年金会館 11月15日 東京厚生年金会館 |
| 2010年          | 單場演唱會     | DVD「MAMORU MIYANO LIVE TOUR 2009 〜SMILE&BREAK〜」 發售紀念Talk&Acoustic Mini Live | 5月8日 赤羽會館 |
| 2010年          | 巡迴演唱會     | MAMORU MIYANO LIVE TOUR 2010 〜WONDERING!〜                                         | 3會場全4公演 9月4日 Zepp Nagoya 9月11日 MEETS PORT 9月12日 JCBホール 9月20日 Zepp Osaka |
| 2011年          | 單場演唱會     | DVD「MAMORU MIYANO LIVE TOUR 2010 〜WONDERING!〜」 發售紀念Acoustic Mini Live       | 5月14日 なかのZERO大ホール |
| 2011年          | 巡迴演唱會     | MAMORU MIYANO LIVE TOUR 2011 〜STANDING!〜                                          | 3會場全4公演 7月30日 渋谷C.C.Lemonホール 7月31日 渋谷C.C.Lemonホール 8月7日 Zepp Nagoya 8月14日 Zepp Osaka |
| 2012年          | 單場演唱會     | MAMORU MIYANO SPECIAL LIVE 2012 ～FIGHTING!～                                       | 5月6日 パシフィコ横浜 国立大ホール |
| 2012年          | 巡迴演唱會     | MAMORU MIYANO LIVE TOUR 2012-13 ～BEGINNING!～                                      | 6會場全6公演 2012年12月31日 NHK大阪音樂廳 2013年1月6日 仙台市青年文化センター 2013年1月13日 サンシティ越谷市民ホール 2013年1月26日 名古屋市公会堂 2013年2月12日 相模原市立文化会館 2013年2月3日 NHKホール |
| 2013年          | 單場演唱會     | MAMORU MIYANO SPECIAL LIVE 2013 ～TRAVELING!～                                      | 10月4日 日本武道馆 |
| 2014年          | 巡迴演唱會     | MAMORU MIYANO LIVE TOUR 2014 ～WAKENING!～                                          | 6會場全7公演 〔追加公演〕5月11日 横浜アリーナ 5月18日 千葉県文化会館 大ホール 5月24日 名古屋国際会議場 センチュリーホール 5月25日 オリックス劇場 6月1日 福岡市民会館 大ホール 6月7日 東京国際フォーラム ホールA 6月8日 東京国際フォーラム ホールA |
| 2015年          | 巡迴演唱會     | MAMORU MIYANO LIVE TOUR 2015 ～AMAZING!～                                           | 6會場全7公演 2月14日 富士市文化会館ロゼシアター 大ホール 2月22日 仙台サンプラザホール 2月28日 アルモニーサンク 北九州ソレイユホール 3月7日 名古屋国際会議場 センチュリーホール 3月8日 グランキューブ大阪 メインホール 3月14日 日本武道館 3月15日 日本武道館 |
| 2015年 - 2016年 | 巡迴演唱會     | MAMORU MIYANO LIVE TOUR 2015-16 ～GENERATING!～                                     | 7會場全9公演 2015年11月23日 ニトリ文化ホール 11月29日 上野学園ホール 12月20日 郡山市民文化センター 12月26日 グランキューブ大阪 12月27日 グランキューブ大阪 2016年1月9日 新潟県民会館 1月11日 名古屋国際会議場 センチュリーホール 1月30日 日本武道館 1月31日 日本武道館 |
| 2016年          | 巡迴演唱會     | MAMORU MIYANO LIVE TOUR 2016 ～MIXING!～                                            | 8會場全10公演 10月29日 ワールド記念ホール 10月30日 ワールド記念ホール 11月12日 愛知縣體育館 11月19日 仙台サンプラザホール 11月26日 アルモニーサンク 北九州ソレイユホール 12月3日 高岡市民會館 12月4日 ホクト文化ホール 12月10日 サンポートホール高松 12月17日 横浜アリーナ 12月18日 横浜アリーナ                                                                             |
| 2017年          | 海外演唱會     | MAMORU MIYANO LIVE in TAIWAN ～REMIXING!～                                          | 1會場全2公演 2月11日 ATT SHOW BOX 2月12日 ATT SHOW BOX |
| 2017年          | 巡迴演唱會     | MAMORU MIYANO LIVE TOUR 2017 ～LOVING!～                                            | 9會場全12公演 9月2日 岡山市民会館 9月9日 本多の森ホール 9月15日 オリックス劇場 9月16日 オリックス劇場 9月18日 札幌市民ホール 9月23日 静岡市民文化会館 大ホール 10月1日 ベイシア文化ホール 10月7日 名古屋国際会議場 センチュリーホール 10月8日 名古屋国際会議場 センチュリーホール 10月15日 横浜アリーナ 10月28日 ゼビオアリーナ仙台 10月29日 ゼビオアリーナ仙台              |
| 2018年          | 巡迴演唱會     | MAMORU MIYANO ARENA LIVE TOUR 2018 〜EXCITING!〜                                    | 3會場全5公演 6月2日 ワールド記念ホール 6月3日 ワールド記念ホール 6月10日 さいたまスーパーアリーナ 6月16日 日本ガイシホール 6月17日 日本ガイシホール |
| 2019年          | 亞洲巡迴演唱會 | MAMORU MIYANO ASIA LIVE TOUR 2019 ～BLAZING!～                                      | 9會場全14公演 5月28日 横浜アリーナ 5月29日 横浜アリーナ 6月8日 新潟県民会館 6月16日 福岡サンパレス ホテル＆ホール 6月22日 TICC台北国際会議中心 7月13日 倉敷市民会館 7月14日 倉敷市民会館 7月20日 仙台Xebio體育館 7月21日 仙台Xebio體育館 8月10日 国家会展中心（上海）虹馆EH 8月17日 ワールド記念ホール 8月18日 ワールド記念ホール 8月25日 愛知県芸術劇場 9月8日 横浜アリーナ |
| 2021年          | 演唱會         | MAMORU MIYANO COMEBACK LIVE 2021 ～RELIVING!～                                      | 10月9日-10日 ぴあアリーナMM |
| 2022年          | 巡迴演唱會     | MAMORU MIYANO ARENA LIVE TOUR 2022 〜ENTERTAINING!〜                                | 3會場全6公演 11月22日 兵庫・ワールド記念ホール 11月23日 兵庫・ワールド記念ホール 12月3日 埼玉・さいたまスーパーアリーナ 12月4日 埼玉・さいたまスーパーアリーナ 12月24日 愛知・日本ガイシホール 12月25日 愛知・日本ガイシホール |

#### 個人Event
| 公演年 | 形態         | 名稱                                                              | 公演會場                                                |
| ------ | ------------ | ----------------------------------------------------------------- | ------------------------------------------------------- |
| 2012年 | Fan Club活動 | Laugh & Peace Fan Club Event Vol.1                                | 9月30日 舞浜アンフィシアター                            |
| 2013年 | 演唱會活動   | MAMORU MIYANO ANNIVERSARY LIVE 〜REQUEST〜                        | 6月8日 舞浜アンフィシアター 6月9日 舞浜アンフィシアター |
| 2013年 | Fan Club活動 | Laugh & Peace Fan Club Event Vol.2                                | 12月15日 幕張Messe Event Hall                           |
| 2014年 | Fan Club活動 | Laugh & Peace Fan Club Event Vol.3                                | 11月2日 両国国技館                                      |
| 2015年 | Fan Club活動 | Laugh & Peace Fan Club Event Vol.4                                | 10月12日 パシフィコ横浜 10月18日 グランキューブ大阪     |
| 2017年 | Fan Club活動 | Laugh & Peace Fan Club Event Vol.5                                | 6月3日 幕張Messe Event Hall 6月4日 幕張Messe Event Hall |
| 2018年 | 演唱會活動   | Laugh & Peace presents 宮野真守 アニバーサリーライブ ～REQUESTⅡ～ | 9月9日 横浜アリーナ                                     |
| 2022年 | Fan Club活動 | Laugh & Peace ファンクラブイベント2022〜夏祭り〜                  | 7月17日 東京国際フォーラムホールA（東京)                |
| 2023年 | 演唱會活動   | 宮野真守 アニバーサリーライブ ～REQUESTⅢ～                        | 6月3日 東京ガーデンシアター                             |

#### 參演Live
| 期間                     | 演唱會名稱                                              | 會場                                                                               |
| ------------------------ | ------------------------------------------------------- | ---------------------------------------------------------------------------------- |
| 2009年5月16日            | oricon Sound Blowin'2009 〜spring〜                     | Shibuya O-EAST                                                                     |
| 2009年8月22日            | Animelo Summer Live 2009 -RE:BRIDGE-                    | さいたまスーパーアリーナ                                                           |
| 2011年8月28日            | Animelo Summer Live 2011 -rainbow-                      | さいたまスーパーアリーナ                                                           |
| 2011年10月29日           | 東日本大震災復興祭2011 〜子供たちの未来のために〜       | 国立代々木競技場 第二体育館                                                        |
| 2012年8月26日            | Animelo Summer Live 2012 -INFINITY∞-                    | さいたまスーパーアリーナ                                                           |
| 2013年3月24日            | ウルトラアーティスト列伝コンサート ULTRAMAN ROCK DAY 3  | LIQUIDROOM                                                                         |
| 2013年8月24日            | Takamiy Legend of Fantasia 雷神‐raizin-                 | パシフィコ横浜                                                                     |
| 2013年8月25日            | Animelo Summer Live 2013 -FLAG NINE-                    | さいたまスーパーアリーナ                                                           |
| 2014年3月9日             | 奧特曼 ROCK DAY 5 ―ギンガ伝説―                          | 渋谷公会堂                                                                         |
| 2014年8月31日            | Animelo Summer Live 2014 -ONENESS-                      | さいたまスーパーアリーナ                                                           |
| 2015年6月6日             | GRANRODEO 10th ANNIVERSARY FES ROUND GR 2015            | 東京体育館                                                                         |
| 2015年6月20日、21日      | KING SUPER LIVE 2015                                    | さいたまスーパーアリーナ                                                           |
| 2015年8月29日            | Animelo Summer Live 2015 -THE GATE-                     | さいたまスーパーアリーナ                                                           |
| 2016年7月9日             | 奧特曼之日 in 杉並公会堂 THE ROCK 2016                  | 杉並公会堂                                                                         |
| 2017年7月22日            | BILIBILI MACRO LINK -STAR PHASE × Anisong World Matsuri | 梅賽德斯-奔馳文化中心                                                              |
| 2018年8月25日            | Animelo Summer Live 2018 "OK!"                          | さいたまスーパーアリーナ（スタジアムモード）（埼玉県）                             |
| 2018年9月24日 - 10月14日 | KING SUPER LIVE 2018                                    | 東京ドーム（東京都） 国立体育大学体育館（台湾） メルセデス・ベンツアリーナ（上海） |
| 2019年1月27日            | リスアニ!LIVE 2019 SUNDAY STAGE                         | 日本武道館（東京都）                                                               |
| 2022年                   | KING SUPER LIVE 2022                                    | 未定                                                                               |

### 聲優Event
（注：此处每年的活动顺序是倒序排列）
2007年
- SQUAREENIX PARTY2007「スターオーシャンスペシャルステージ」
- 「金色のコルダ・スタンプラリーin横浜」プレミアトークショー
- ジャンプフェスタ2008 「アイシールド21」
- 「エンバーミング-THE ANOTHER TALE OF FRANKENSTEIN-」
- ネオロマンスイベント「ネオロマンス・アラモード3」
- ネオロマンス・フェスタ 金色のコルダ ～primo passo～ 星奏学院祭
- 放送直前！鋼鉄三国志前夜祭 ～集え六駿 駿逸なる月のもとに～
- 東京国際アニメフェア2007～ときめきメモリアル‐Only Love～鋼鉄三国志
- 舞台挨拶 「機動戦士ガンダム00」全国試写会
- 舞台挨拶 映画 「ストレンヂア 無皇刀譚」

2008年
- ネオロマンス・アラモード3
- 機動戦士ガンダム00 DJCD「ソレスタルステーション00GN粒子最大散布スペシャル」CD発売記念トークショー
- 「『ワールド・デストラクション』 ファン感謝イベント 世界撲滅宴会 大感謝祭だクマー！！」
- 「ソウルイーターDVD SOUL.1 アニメイト限定版DVD購入者特典イベント “死武専トダシティー分校” 」
- 「TOKYO GAME SHOW 2008」 PS2「機動戦士ガンダム00」＆「テイルズ オブ」スペシャルステージ
- 「こちら胸キュン乙女 Vol.2 ヴァンパイア騎士DSスペシャルイベント」
- ヴァンパイア騎士Guilty 秘密の前夜祭～イヴ～
- 月刊男前図鑑ＣＤ発売記念イベント
- C3×HOBBY キャラホビ2008「ソレスタルステーション00」～『俺達が、ガンダムだっ！』 スペシャル（8/30）
- 「機動戦士ガンダム00」 Mission 2312（8/31）
- 「機動戦士ガンダム00」 Blu-ray Disc&DVD発売記念
- Blu-ray Disc&DVD予約・購入者イベント in ガンダムEXPO
- お台場冒険王ファイナル　～君が来なくちゃ終われない！
- ～西洋骨董洋菓子店　～アンティーク～1日限定“アンティーク”開店！スペシャルイベント
- 幕末恋華 花柳剣士伝 「恋華の宴・寿」
- DEAR My MOM!! ～ホップ☆ステップ☆ライブ
- GUNDAM 00 × CODE GEASS GO！GO！5！FES ‘08 in 武道館
- Gフェスティバル2008
- 「ネオロマンスライヴ2008 SUMMER」
- 「ヴァンパイア騎士×夏目友人帳」スペシャルイベント
- 「東京国際アニメフェア2008」 ～機動戦士ガンダム00・ヴァンパイア騎士・ソウル・イーター・鋼鉄三国志

2009年
- ガンダム00　Festival 2009-2010”a trailer for the trailbazer”
- 初日舞台挨拶 「大怪獣バトル　ウルトラマン銀河伝説　THE MOVIE」
- 「大怪獣バトル ウルトラ銀河伝説 THE MOVIE」ﾌﾟﾚﾐｱ試写会
- 機動戦士ガンダムvsガンダムNEXT　Premium Dogfiht’09
- 鋼の錬金術師　FESTIVAL’09 inパシフィコ横浜
- ネオロマンス15thアニバーサリー SWEET PINK ～甘くロマンティックな恋～
- アニメロ サマーライブ2009　RE:BRIDGE
- 「金色のコルダ ～secondo passo～」 DVD発売記念イベント 僕は天使に出会った
- GUNDAM BIGEXPO～ガンダムOO　NEXT MISSION
- 言語遊戯王4
- テイルズ オブ フェスティバル2009
- Oricon Sound Blowin'2009 ～ Spring
- Gフェスティバル2009
- 東京国際アニメフェア2009～機動戦士ガンダム00～ｳﾞｧﾝﾊﾟｲｱ騎士声優トークショー～
- 「黒塚-KUROZUKA-」 DVD発売記念トークショー
- 星空のコミックガーデン おいでよ!コミット2009春
- ネオロマンスフェスタ「星奏学院祭2」
- ヴァンパイア騎士　聖ショコラルナイト
- 西洋骨董洋菓子店～アンティーク～DVD発売記念バレンタイン限定アンティーク開店

2010年
- 「イナズマイレブン ファン感謝祭2」 声優トークライブコーナー出演
- 「AGE STOCK 2010 in横浜アリーナ」 MC出演
- 「デュラララ！！」電撃文庫 秋冬の陣deデュラララヴァーズ in 中野
- 「劇場版 機動戦士ガンダム00-A wakening of the Trailblazer-」台湾イベント出演
- サンシャイン60展望台 ガンダム00キャストトークショー
- 舞台挨拶「劇場版 機動戦士ガンダム00-A wakening of the Trailblazer-」
- 「ガンダム00 Supporter’s Gathering 2010 -A trailer for the trailblazerll-」 出演
- 言語遊戯王7
- Lucian Bee’s-ROMANXIA WORLD TOUR 2010in YOKOHAMA
- Lucian Bee’s-Twinkle★Stars Live2010
- 「ぼく、オタリーマン。」DVD発売記念イベント
- 「デュラララ！！」DVD発売deデュラララプソディin光が丘
- 「ネオロマンス・フェスタ　～金色のコルダ～　星奏学院祭3」
- 「朴璐美・宮野真守のJOYSOUNDファイト！」 公開録音
- 劇場版 「機動戦士ガンダム00 -A wakening of the Trailblazer-」 Supporter’s meeting 2010
- 東京国際アニメフェア2010～機動戦士ガンダム00～
- 舞台挨拶「劇場版アニメ　プランゼット」
- 言語遊戯王6

2011年
- ウルトラマンファミリーコンサート～えがおでシュワッチ!～
- 「東日本大震災復興祭2011～子供たちの未来のために～」10月29日（土）出演
- アニメ 「シュタインズ・ゲート」 BD/DVD Vol.4 購入者限定イベント 「オペレーション：ギフトブリンガー」
- DOG DAYS 特別興業 -フロニャ祭2011-
- 「Animelo Summer Live2011 -rainbow-」 8月28日（日）出演
- 「ウルトラマンフェスティバル2011」 トークショー
- 「うたの☆プリンスさまっ♪ マジLOVE1000％」 第1話プレミア上映会
- 「STAR DRIVER 輝きのタクト」 Blu-ray＆DVD発売記念イベント
- 言語遊戯王8

2012年
- 「ジャンプフェスタ2013」 バップブース
- 『009 RE:CYBORG』 リピーター御礼企画 / 第008弾
- 監督：神山健治×009：宮野真守 “PRE:CHRISTMAS！”
- DOG DAYS 特別興業 -フロニャ祭2012-
- 映画 「伏 鉄砲娘の捕物帳」 公開記念4週連続イベント第3弾
- 朗読：宮野真守 × イラスト：ワカマツカオリ ＜伏の森＞スペシャル朗読付き上映
- 公開記念舞台挨拶 映画 「009 RE:CYBORG」
- 初日舞台挨拶 映画 「伏 鉄砲娘の捕物帳」
- 映画 「009 RE:CYBORG」 「サイボーグ戦士 in 六本木ヒルズ」舞台挨拶付 特別上映イベント
- 映画 「009 RE:CYBORG」 「公開記念！ 生メイキング & 生アテレコ」付 特別上映イベント
- 舞台挨拶 映画 「伏 鉄砲娘の捕物帳」 特別試写会
- 科学アドベンチャーライブ 2012
- 初日舞台挨拶 映画 「ロラックスおじさんの秘密の種」
- 「Animelo Summer Live 2012 -INFINITY∞-」 出演
- 「ZETMAN」 Blu-ray＆DVD vol.1 発売記念イベント 『ZET NIGHT 3』 出演
- 「ウルトラマンフェスティバル2012」 ウルトラ ライブステージ
- ウルトラマンゼロの声 出演
- うたの☆プリンスさまっ♪ マジLOVELIVE1000％ 2nd STAGE
- 宮野真守ライブBD ｢MAMORU MIYANO LIVE TOUR 2009 ～SMILE&BREAK～｣
- ビジュアルコメンタリー上映会
- スカーレッドライダーゼクス TANABATA GIG 2012 黄金の織姫たちへ
- 妖狐×僕SS ～シークレットなサービスなんて し、しないんだからね！～
- STORM LOVER 夏恋嵐
- テイルズ オブ フェスティバル 2012
- 「アニメ コンテンツ エキスポ 2012」4月1日（日） 『妖狐×僕SS』 トークショー / 『DOG DAYS』 トークショー 出演
- TVアニメ 『ZETMAN』 先行上映イベント 「ZET NIGHT2」
- TVアニメ 『ZETMAN』 × ニコニコ生放送 「ZET NIGHT」
- アニメ 「ちはやふる」 特別イベント 「瑞沢高校かるた部？？冬の大特訓合宿！！～バレンタインにやっくんは来ない～」
- うたの☆プリンスさまっ♪ マジLOVELIVE1000％

2013年
- 「ノブナガ・ザ・フール」 先行上映会 ～愛よ、世界を破壊せよ～
- TVアニメ 「ノブナガ・ザ・フール」 第1話先行試写会
- うたの☆プリンスさまっ♪ マジLOVE LIVE 3rd STAGE
- 「TVアニメ 『ムシブギョー』 ～常住宴陣～」 イベント
- 「パーシージャクソンとオリンポスの神々:魔の海」 完売御礼！追加劇場舞台挨拶
- 「スタードライバー THE MOVIE」 BD/DVD発売記念イベント
- 「パーシー・ジャクソンとオリンポスの神々：魔の海」 劇場舞台挨拶
- D23 Expo Japan ショー＆プレゼンテーション キングダム ハーツ リミテッド ステージ
- 映画 「パーシー・ジャクソンとオリンポスの神々：魔の海」 ジャパンプレミアイベント
- 映画 「怪盗グルーのミニオン危機一発」 初日舞台挨拶 登壇
- Animelo Summer Live 2013 -FLAG NINE-
- ネオロマンス・フェスタ 金色のコルダ ～Featuring 4 Schools～
- TVアニメ 「カーニヴァル」 サマー☆ペローナ
- TVアニメ 「Free!」 第1話先行上映イベント
- TVアニメ 「ちはやふる2」 DVD＆Blu-ray発売記念イベント 「瑞沢高校かるた部 もうひとつの団体戦！ 苦しい時の右下段SP!!」
- テイルズ オブ フェスティバル 2013
- 映画 「伏 鉄砲娘の捕物帳」 ファン感謝イベント 『伏の森で逢いましょう』
- 「劇場版 STEINS;GATE負荷領域のデジャヴ」 プレミアムイベント
- 「伏 鉄砲娘の捕物帳 ロングヒット御礼舞台挨拶付き上映会＠ヒューマントラストシネマ渋谷」
- 「ULTRAMAN ROCKDAY 3　ウルトラアーティスト列伝コンサート」
- 「アニメ コンテンツ エキスポ 2013」
- 革命機ヴァルヴレイヴ / TVアニメ『ムシブギョー』放送開始直前イベント 出演
- 「スタードライバー THE MOVIE」
- 2/9（土）初日舞台挨拶・2/10（日）公開記念舞台挨拶・2/16（土）公開記念舞台挨拶 登壇

2014年
- TVアニメ 「Free!」 スペシャルトークイベント 『きいたことのないトーク きかせてやる』

2015年
- Free!-Eternal Summer- 岩鳶・鮫柄 合同文化祭
- 「Animelo Summer Live 2015 -THE GATE-」 8月29日出演

2016年
- うたの☆プリンスさまっ♪ マジrevolution 5th stage

2017年
- うたの☆プリンスさまっ♪ マジLOVELIVE 6th stage

2018年
- 高達00 Festival 10 “Re:vision”
- 「Animelo Summer Live 2018 OK!」 8月25日出演

2021年
- 文豪野犬声优见面会迷犬们的宴会
- うたの☆プリンスさまっ♪ マジLOVELIVE 7th stage

2022年
- 陰晴不定大哥哥 特別活動
- 金色琴弦 スターライトオーケストラ 1.5th Anniversary PREMIUM EVENT
- 銀河英雄伝説 誕生40周年記念 アニバーサリーイベント～振り返る40年の歴史～

## 書籍
- 『朴璐美・宮野真守のポケ声ファイト!』祝!3周年記念「番組公式 Fan Book」
- Piano Solo 宮野真守 Selection for Piano　ISBN 978-4-636-86302-4
- 宮野真守×高木俊 - SMILY☆SPIKY×ハービー・山口（スタジオワープ） ISBN 978-4-86010-235-7
- 宮野真守アーティストBOOK 「Journey」 ISBN 9784054059214

### 雑誌連載
- 声優グランプリ「まもんちゅぬ詩」
- 「声優になる！マガジン」第26回 Interview (vol.127 vol.128 vol.129 vol.130 vol.131 vol.132)
- 日刊體育「アニ★グラ」第3彈（星期日擔當）
- PASH!「宮野真守BLOG出張 マモマモ Photo Diary」
- PATi PATi「宮野真守のMAMOチャレ!」

## 外部連結
- （日語）宮野真守 官方網站（页面存档备份，存于）
- （日語）宮野真守 官方LINE部落格（页面存档备份，存于）
  - （日語）SMILY☆SPIKY（页面存档备份，存于）（舊部落格）
  - （日語）宮野真守官方部落格（页面存档备份，存于）（轉至LINE blog）
- （日語）宮野真守 YouTube官方頻道（页面存档备份，存于）
- （日語）宮野真守 官方Facebook專頁（页面存档备份，存于）
- 宮野真守的Instagram帳戶
- 宮野真守的X（前Twitter）
- （日語）宮野真守 KING RECORDS官方網站（页面存档备份，存于）
- （日語）宮野真守 Yahoo!人物名鑑（页面存档备份，存于）

| 前任： 初任 | 日本超級戰隊系列深藍戰士演員 獸電戰隊強龍者 2013年2月17日-2014年2月9日 | 繼任： 目前最新一任 |